# Israel
Israel (em hebraico:  יִשְׂרָאֵל, Yisra'el; em árabe: إِسْرَائِيلُ, Isrā'īl), oficialmente Estado de Israel (em hebraico:  מדינת ישראלⓘ, transl. Medīnát Isra'él, pronunciado: [mediˈnat isʁaˈʔel]; em árabe: دولة إسرائيل, Dawlát Isrā'īl, pronunciado: [dawlat ʔisraːˈʔiːl]), é um país localizado no Oriente Médio, ao longo da costa oriental do mar Mediterrâneo. Faz fronteira com o Líbano ao norte, com a Síria a nordeste, com a Jordânia e a Cisjordânia a leste, com o Egito e a Faixa de Gaza ao sudoeste, e com o golfo de Acaba, no mar Vermelho, ao sul. Geograficamente, contém diversas características dentro de seu território relativamente pequeno. Israel é definido como um "Estado Judeu e Democrático" em suas Leis Básicas e é o único Estado de maioria judia do mundo.
Após a adoção de uma resolução pela Assembleia Geral das Nações Unidas em 29 de novembro de 1947, recomendando a adesão e implementação do Plano de Partilha da Palestina para substituir o Mandato Britânico, em 14 de maio de 1948, David Ben-Gurion, o chefe-executivo da Organização Sionista Mundial e presidente da Agência Judaica para a Palestina, declarou o estabelecimento de um Estado Judeu em Eretz Israel, a ser conhecido como o Estado de Israel, uma entidade independente do controle britânico. As nações árabes vizinhas invadiram o recém-criado país no dia seguinte, em apoio aos árabes palestinos. Israel, desde então, travou várias guerras com os Estados árabes circundantes, no decurso das quais ocupou os territórios da Cisjordânia, península do Sinai, Faixa de Gaza e colinas de Golã. Partes dessas áreas ocupadas, incluindo Jerusalém Oriental, foram anexadas por Israel, mas a fronteira com a vizinha Cisjordânia ainda não foi definida de forma permanente. Israel assinou tratados de paz com Egito e Jordânia, porém os esforços para solucionar o conflito israelo-palestino até agora não resultaram em paz.
O centro financeiro de Israel é Telavive, enquanto Jerusalém é a cidade mais populosa do país e sua capital (embora não seja reconhecida como tal pela comunidade internacional). A população israelense, conforme definido pelo Escritório Central de Estatísticas de Israel, foi estimada em 2024 em 9,8 milhões de pessoas, das quais 7,1 milhões eram judias. Os árabes formam a segunda maior etnia do país, com 2 milhões de pessoas e outras etnias somam 558 600 pessoas. A grande maioria dos árabes israelenses são muçulmanos, além de uma população menor, mas significativa de beduínos do Negueve e os cristãos árabes. Outras minorias incluem várias denominações étnicas e etno-religiosas, como os drusos, circassianos, samaritanos, israelitas hebreus negros, maronitas, além de outros.
Israel é uma democracia representativa com um sistema parlamentar, representação proporcional e sufrágio universal. O primeiro-ministro serve como chefe de governo e o Knesset como o corpo legislativo unicameral do país. Israel tem uma das mais altas expectativas de vida do mundo e é considerado um país desenvolvido, sendo membro da OCDE e da ONU. O seu produto interno bruto (PIB) nominal foi o 29.º maior do mundo em 2023 e ocupa o 13º lugar em termos de PIB per capita , enquanto o país tem o mais alto padrão de vida do Oriente Médio. No entanto, organizações como a Anistia Internacional e o Human Rights Watch têm sido críticos das políticas de Israel em relação aos palestinos, enquanto o governo dos Estados Unidos e alguns países da Europa, como o Reino Unido e a Alemanha, geralmente apoiam Israel bélica e financeiramente.

## Etimologia
O primeiro registro histórico conhecido do termo Israel surge na Estela de Merneptá, monumento que celebra as vitórias militares do faraó Merneptá, datado do final do século XIII a.C. O nome Israel é o único precedido pelo determinativo para povo, assinalando a sua distinção em relação às populações de cidades-Estado presentes na mesma inscrição, o que sugere uma identidade contrastante com a dos seus vizinhos.
É consensual entre os acadêmicos a derivação de Israel a partir de uma forma verbal semita ocidental como śārâ (lutar, prevalecer, reinar [com]), e do elemento teofórico El ("Deus"), o que indicia que a designação poderá ter partido do próprio povo que a usou, podendo-se supor que partilharia uma identidade cultural e uma noção comum de religiosidade (culto a El), assim como, talvez, uma propensão para a guerra.
A tradição judaica dá-o como acrograma hebraico das iniciais dos patriarcas e matriarcas, dos quais se originou o povo de Israel: Isaac e Jacó (י), Sara (ש), Rebeca e Raquel (ר), Abraão (א), Lia (ל). A sua etimologia é sugerida na passagem do Gênesis 32:28, na qual Jacó luta contra um anjo de Deus e o vence, após o que recebe de Deus o nome de Israel. O nome conteria, assim, o significado para a realização de um pacto entre Deus e Israel, mantendo a memória e identidade do povo através dos tempos, e definindo as regras de sua relação com o divino.
O atual país foi designado por Medinat Yisrael, ou Estado de Israel, após serem rejeitadas outras propostas como Eretz Israel ("Terra de Israel"), Sião e Judeia. O uso do termo hebraico israeli para se referir a um cidadão de Israel foi decidido pelo governo do país após a independência e anunciado pelo então Ministro das Relações Exteriores de Israel, Moshe Sharett. Em português, os cidadãos de Israel são denominados "israelenses" (no Brasil) ou "israelitas" (em Portugal e nos PALOP).

## História

### Raízes históricas

Extensão dos reinos de Israel (azul) e Judá (amarelo) no século IX a.C.

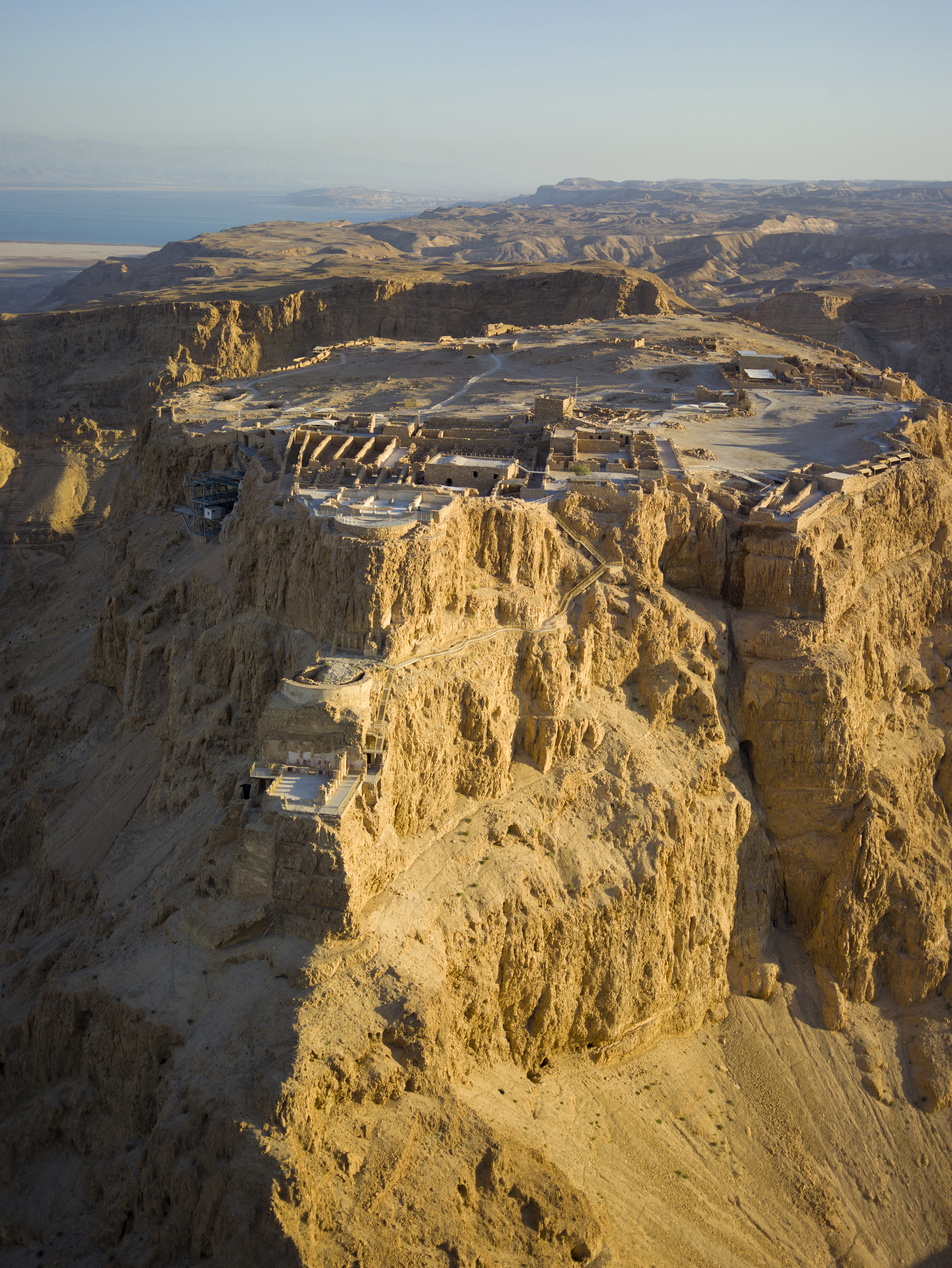
Massada, local da batalha final da Primeira Guerra Judaico-Romana

A história da Antiga Israel abrange o período desde o século XX a.C. até à expulsão e Diáspora do povo judaico no século I, na área compreendida entre o mar Mediterrâneo, o deserto do Sinai, as montanhas do Líbano e o deserto da Judeia. Concentra-se especialmente no estudo do povo judeu neste período, e de forma secundária dos outros povos que com ele conviveram, como os filisteus, fenícios, moabitas, idumeus, hititas, madianitas, amoritas e amonitas. As fontes sobre este período são principalmente a escrita clássica como a Bíblia hebraica ou Tanakh (conhecida pelos cristãos como Antigo Testamento), o Talmude, o livro etíope Kebra Nagast e escritos de Nicolau de Damasco, Artapano de Alexandria, Fílon e Josefo. Outra fonte principal de informação são os achados arqueológicos no Egito, Moabe, Assíria ou Babilónia, e os vestígios e inscrições no próprio território.
A Terra de Israel, conhecida em hebraico como Eretz Israel, é sagrada para o povo judeu desde os tempos bíblicos. De acordo com a Torá, a Terra de Israel foi prometida aos três patriarcas do povo judeu, por Deus, como a sua pátria; estudiosos têm colocado este período no início do 2º milênio a.C.. A terra de Israel guarda um lugar especial nas obrigações religiosas judaicas, englobando os mais importantes locais do judaísmo (como os restos do Primeiro e Segundo Templos do povo judeu). A partir do século X a.C. uma série de reinos e estados judaicos estabeleceram um controle intermitente sobre a região que durou cerca de 150 anos, para o Reino de Israel, até à sua conquista pelos assírios em 721 a.C., e quatro séculos para o Reino de Judá, até à sua conquista por Nabucodonosor II em 586 a.C. e destruição do Templo de Salomão pelos babilónios. Em 140 a.C. a revolta dos Macabeus levou ao estabelecimento do Reino Hasmoneu de Israel, cuja existência enquanto reino independente durou 77 anos, até à conquista de Jerusalém por Pompeu em 63 a.C., altura em que se tornou um reino tributário do Império Romano.
Sob o domínio assírio, babilônico, persa, grego, romano, bizantino e (brevemente) sassânida, a presença judaica na região diminuiu por causa de expulsões em massa. Em particular, o fracasso na revolta de Barcoquebas contra o Império Romano em 132 resultou em uma expulsão dos judeus em larga escala. Durante este tempo os romanos deram o nome de Síria Palestina à região geográfica, numa tentativa de apagar laços judaicos com a terra. No entanto, a presença judaica na Palestina manteve-se, com o deslocamento de judeus da Judeia para a cidade de Tiberíades, na Galileia. No início do século XII ainda permaneciam cerca de 50 famílias judaicas na cidade.«Tiberias». Jewish Encyclopedia. 2010. Consultado em 3 de março de 2010</ref>
A Mishná e o Talmud de Jerusalém, dois dos textos judaicos mais importantes, foram compostos na região durante esse período. A terra foi conquistada do Império Bizantino em 638 durante o período inicial das conquistas muçulmanas. O niqqud hebraico foi inventado em Tiberíades nessa época. A área foi dominada pelos omíadas, depois pelos abássidas, cruzados, os corésmios e mongóis, antes de se tornar parte do império dos mamelucos (1260–1516) e o Império Otomano em 1517.
Embora a presença judaica na Palestina tenha sido constante, os judeus que "sempre lá estiveram" reduziam-se à pequena comunidade rural de Peki'in, árabes em tudo exceto na religião. Durante os séculos XII e XIII, houve um pequeno, mas constante movimento de imigrantes judeus para a região, especialmente vindos do Norte de África.

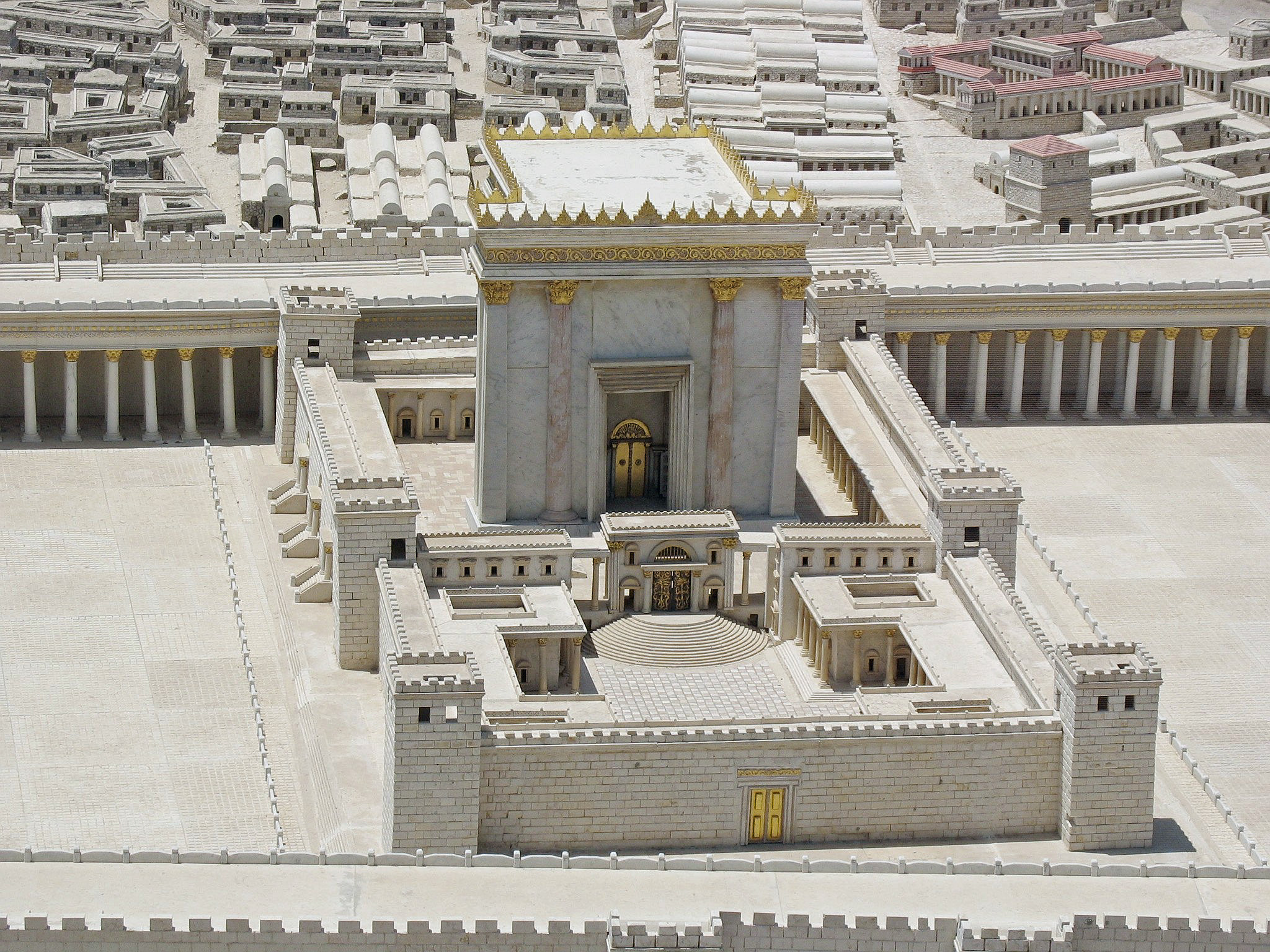
Réplica do Segundo Templo, em Jerusalém, destruído no ano 70 pelo Império Romano

Após o Decreto de Alhambra em 1492, muitos judeus expulsos de Espanha partiram para a Terra Santa, embora se tenham fixado nas cidades onde viviam da caridade e do halukka enviado pelos seus pares na Diáspora. Após 1517, sob o domínio Otomano, a região tornou-se uma província esquecida do Império, declinando em população devido à extrema pobreza, impostos exorbitantes, doença e falta de segurança. A população era maioritariamente muçulmana, da qual dez por cento eram católicos. Em 1777, judeus europeus começaram a voltar à região, juntando-se à pequena comunidade sefardita local.
Por volta de 1800, a população judaica rondaria os três milhares, vivendo sobretudo nas "Quatro Cidades Sagradas", Jerusalém, Hebrom, Safed e Tiberíades. Despreparados para a rudeza da região, sem conseguir arranjar emprego e impedidos de possuir terras, os judeus europeus viviam na miséria, sobrevivendo, mais uma vez, do halukka. Já na década de 1850, os judeus chegariam mesmo a constituir pelo menos a metade da população de Safed, Tiberíades e Jerusalém.

### Sionismo e o Mandato Britânico

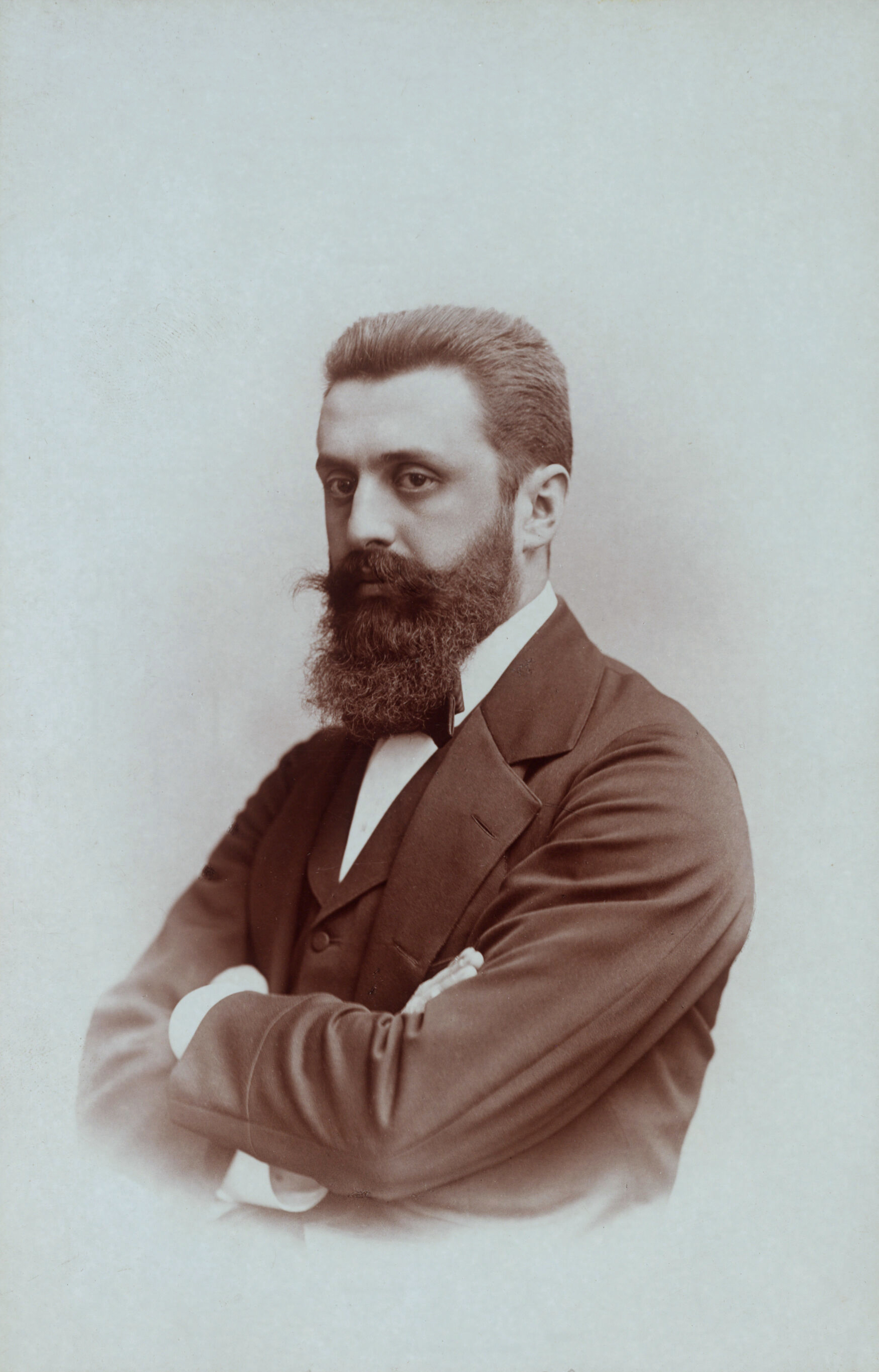
Theodor Herzl, visionário do Estado judeu, em 1901

Algumas fontes afirmam que primeira grande onda de imigração moderna, conhecida como a primeira Aliá (hebraico: עלייה), começou em 1881, quando os judeus fugiram dos pogroms na Europa Oriental. Outras, no entanto, apresentam dados que demonstram que os fluxos de imigração judaica provenientes da Europa entre os anos de 1880 a 1929 tinham como destino em sua maior parte, os países americanos e não a Palestina para onde se dirigiu um número minoritário de judeus até o início da Segunda Guerra Mundial.
Enquanto o movimento sionista já existia, em teoria, Theodor Herzl foi creditado como o fundador do sionismo político, um movimento que inspirado no nacionalismo alemão pretendia estabelecer um Estado judaico na terra de Israel, buscando uma solução estadista para a questão judaica. Em 1896, Herzl publicou Der Judenstaat ("O Estado Judeu"), que oferece a sua visão de um futuro Estado judeu. No ano seguinte, ele presidiu o primeiro Congresso Mundial Sionista.
A segunda Aliá (1904–1914), começou após o pogrom de Kishinev. Cerca de 40 000 judeus se estabeleceram na Palestina. Tanto a primeira quanto a segunda onda de imigrantes foi principalmente de judeus ortodoxos, porém na segunda Aliá também vieram alguns socialistas pioneiros que criaram o movimento kibbutz. A 2 de novembro de 1917, durante a Primeira Guerra Mundial, o Ministro Britânico de Relações Exteriores, Arthur Balfour emitiu o que ficou conhecido como a Declaração Balfour, que diz "O governo de Sua Majestade encara favoravelmente o estabelecimento na Palestina de um lar nacional para o Povo Judeu…". A pedido de Edwin Samuel Montagu e de Lord Curzon, uma linha foi inserida na declaração afirmando "que seja claramente entendido que nada será feito que possa prejudicar os direitos civis e religiosos das comunidades não judaicas na Palestina, ou os direitos e estatuto político usufruídos pelos judeus em qualquer outro país".

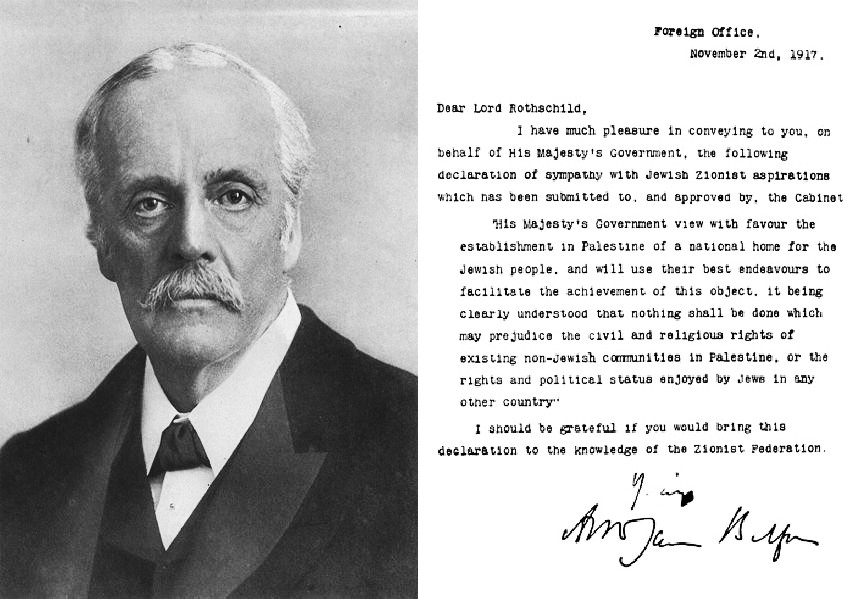
A Declaração Balfour (1917), em apoio ao estabelecimento de uma nação judaica na Palestina

A Legião Judaica, um grupo de batalhões compostos sobretudo de voluntários sionistas, havia assistido os britânicos na conquista da Palestina. A utilização do termo ambíguo "lar nacional" alarmou os árabes e, de forma a aplacá-los, em 7 de novembro de 1918 o Reino Unido assinou com a França a Declaração Anglo-Francesa, declarando como objetivo comum a ambos os países "a libertação final e completa dos povos que há muito vêm sendo oprimidos pelos turcos, e o estabelecimento de governos nacionais e administrações [na Síria, Iraque e Palestina] cuja autoridade deriva do livre exercício da iniciativa e escolha por parte das populações indígenas". No entanto, em 1919, num memorando governamental interno, Balfour declarou que não tinha intenção de consultar os habitantes da Palestina sobre as suas aspirações, contrariando assim a Declaração de 1918 e a Declaração Balfour (1917) na sua promessa de não prejudicar os direitos civis e religiosos das comunidades não judaicas da Palestina. A oposição árabe a este plano levou aos distúrbios de 1920 na Palestina e à formação da organização judaica conhecida como Haganah ("a Defesa", em hebraico), da qual mais tarde se separaram os grupos Irgun e Lehi.
Em 1922, a Liga das Nações concedeu ao Reino Unido um mandato na Palestina em condições semelhantes à Declaração Balfour. A população da área neste momento era predominantemente muçulmana, enquanto na maior área urbana da região, Jerusalém, era maioritariamente judaica. A terceira (1919–1923) e a quarta Aliá (1924–1929) trouxeram 100 000 judeus para a Palestina. A partir de 1921 os britânicos sujeitaram a imigração judaica a quotas e a maioria do território designado para o estado judaico foi alocado à Transjordânia.
A ascensão do nazismo na década de 1930 levou à quinta Aliá, com um fluxo de 250 mil judeus. Este fluxo provocou a Revolta árabe de 1936–1939, e levou os britânicos a conter a imigração através do Livro Branco de 1939. Com países de todo o mundo recebendo refugiados judeus fugidos do Holocausto, um movimento clandestino conhecido como Aliá Bet foi organizado para transportar judeus para a Palestina. Pelo final da Segunda Guerra Mundial, os judeus representavam 33% da população da Palestina, quando eram 11% em 1922.

### Pós-Segunda Guerra Mundial

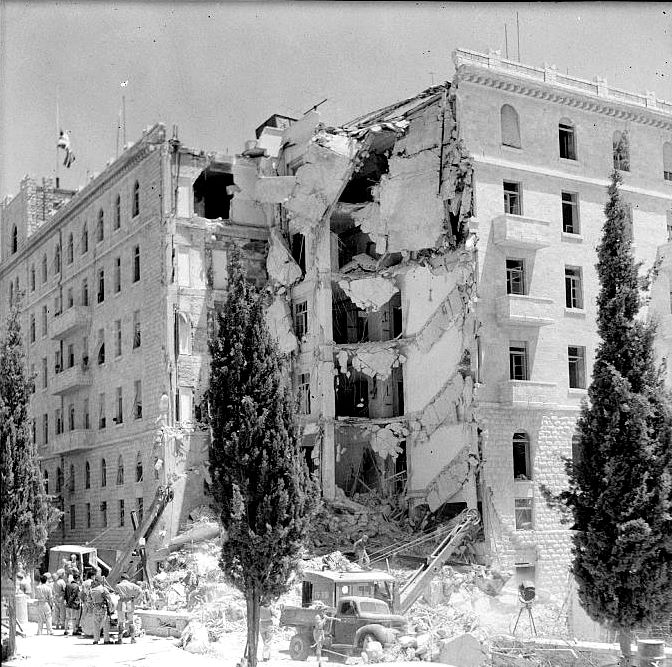
Em 1945, o atentado terrorista ao Hotel King David, perpetrado pelo Irgun, marcou o início da luta pela independência judaica na Palestina

Após 1942, com a rejeição do Livro Branco de 1939 por parte dos líderes sionistas, o Reino Unido tornou-se cada vez mais envolvido num conflito violento com os judeus. Vários ataques armados foram levados a cabo pelos sionistas contra alvos britânicos, dos quais se destacam o assassinato do ministro de estado britânico Lord Moyne no Cairo em novembro de 1944 pelo Stern Gang, liderado por Yitzhak Shamir, e a explosão do Hotel King David pelo Irgun, liderado por Menachem Begin, em 1946. No início de 1947, o governo britânico, percebendo o encargo político e económico que estava a ser o conflito na Palestina, decidiu acabar com o Mandato, declarando que era incapaz de chegar a uma solução aceitável para ambos os lados, árabes e judeus.

#### Plano da ONU de partilha da Palestina
A recém-criada Organização das Nações Unidas recomendou a aplicação do plano de partição da Palestina, aprovado pela Assembleia Geral das Nações Unidas através da Resolução 181, de 29 de novembro de 1947, propondo a divisão do país em dois Estados, um árabe e um judeu. Segundo esta proposta, a cidade de Jerusalém teria um estatuto de cidade internacional — um corpus separatum — administrada pelas Nações Unidas para evitar um possível conflito sobre o seu estatuto.

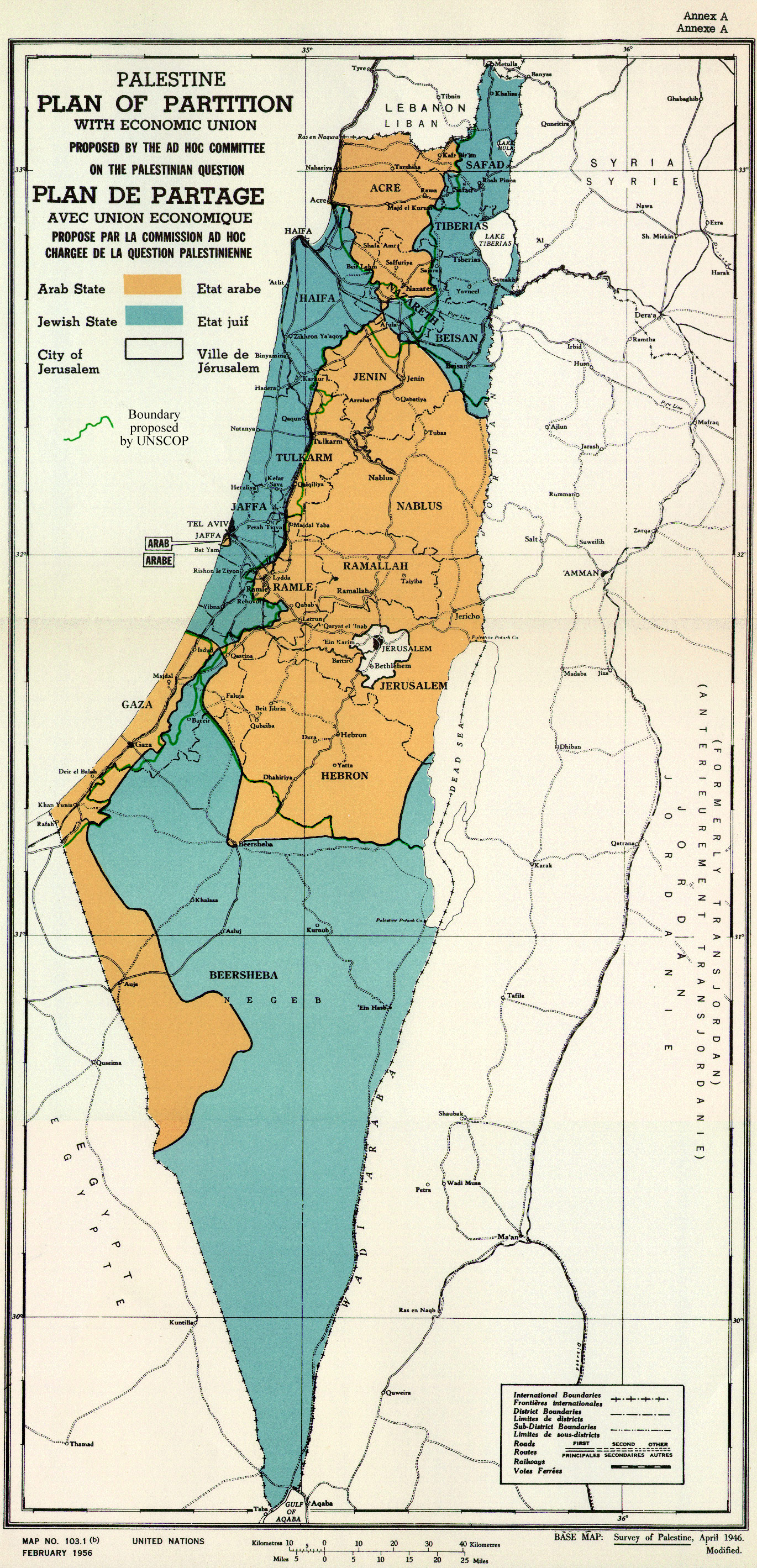
Plano da ONU de 1947

A partição proposta pelo Comitê Especial das Nações Unidas para a Palestina (UNSCOP, pela sigla em inglês) concedia ao terço populacional judeu 56% do território, deixando aos dois terços árabes 44% da terra. A divisão demográfica dos dois putativos países significava que no estado árabe deveriam viver 818 mil palestinos, hospedando 10 mil judeus. No estado judeu, viveriam 438 mil palestinos entre 499 mil judeus. O novo Estado judaico detinha a grande maioria das terra férteis e, das 1 200 aldeias palestinas, aproximadamente 400 estavam incluídas em seu interior.
A Agência Judaica aceitou o plano, embora nunca tivesse afirmado que limitaria o futuro Estado judaico à área proposta pela Resolução 181. A 30 de novembro de 1947 a Alta Comissão Árabe rejeitou o plano, na esperança de que o assunto fosse revisto e uma proposta alternativa apresentada. Nesta altura, a Liga Árabe não considerava ainda uma intervenção armada na Palestina, à qual se opunha a Alta Comissão Árabe.
No dia seguinte à rejeição do plano, o conflito armado estendeu-se a toda a Palestina. As organizações paramilitares sionistas, em especial o Haganah e os voluntários internacionais que se lhes juntaram, iniciaram o que David Ben Gurion chamou de "defesa agressiva", na qual qualquer ataque árabe seria respondido de forma decisiva, com destruição do lugar, expulsão dos seus moradores e captura da posição. Em março de 1948 foi colocado em prática o Plano Dalet, com o objectivo de capturar aldeias, bairros e cidades árabes.
No mês seguinte, dois importantes acontecimentos geraram ondas de choque através da Palestina e de todo o mundo árabe: A morte de Abd al-Qader al-Husseini defendendo a aldeia árabe de Al-Qastal, e o massacre da aldeia de Deir Yassin, perpetrado pelo Irgun e pelo Stern Gang. Estes acontecimentos levaram os países árabes, reunidos na Liga Árabe, a considerar uma intervenção na Palestina com os seus exércitos regulares. A economia árabe-palestina desmoronou e 250 000 árabes-palestinos fugiram ou foram expulsos.

#### Independência

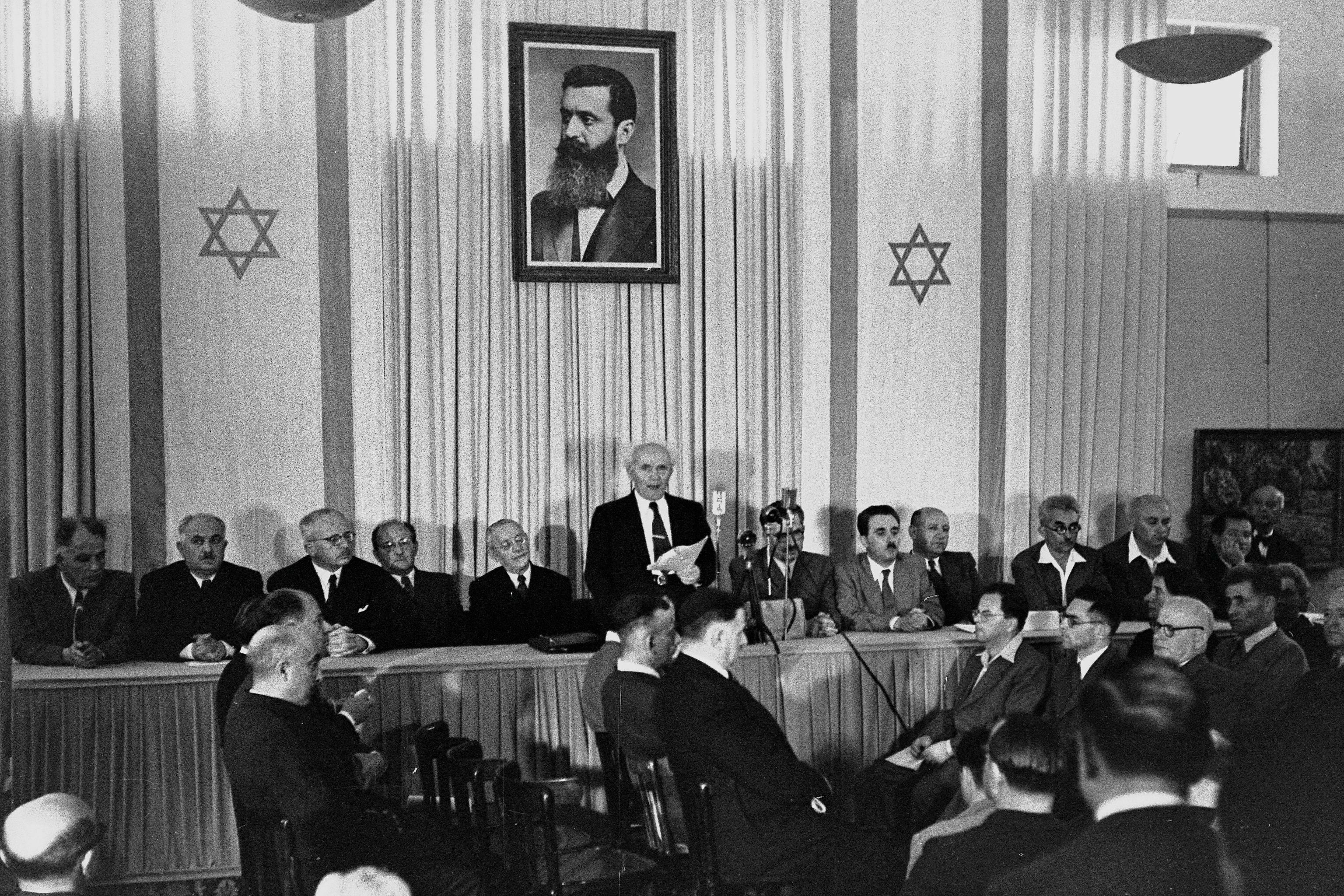
David Ben-Gurion faz a Declaração de Independência do Estado de Israel em 14 de maio de 1948

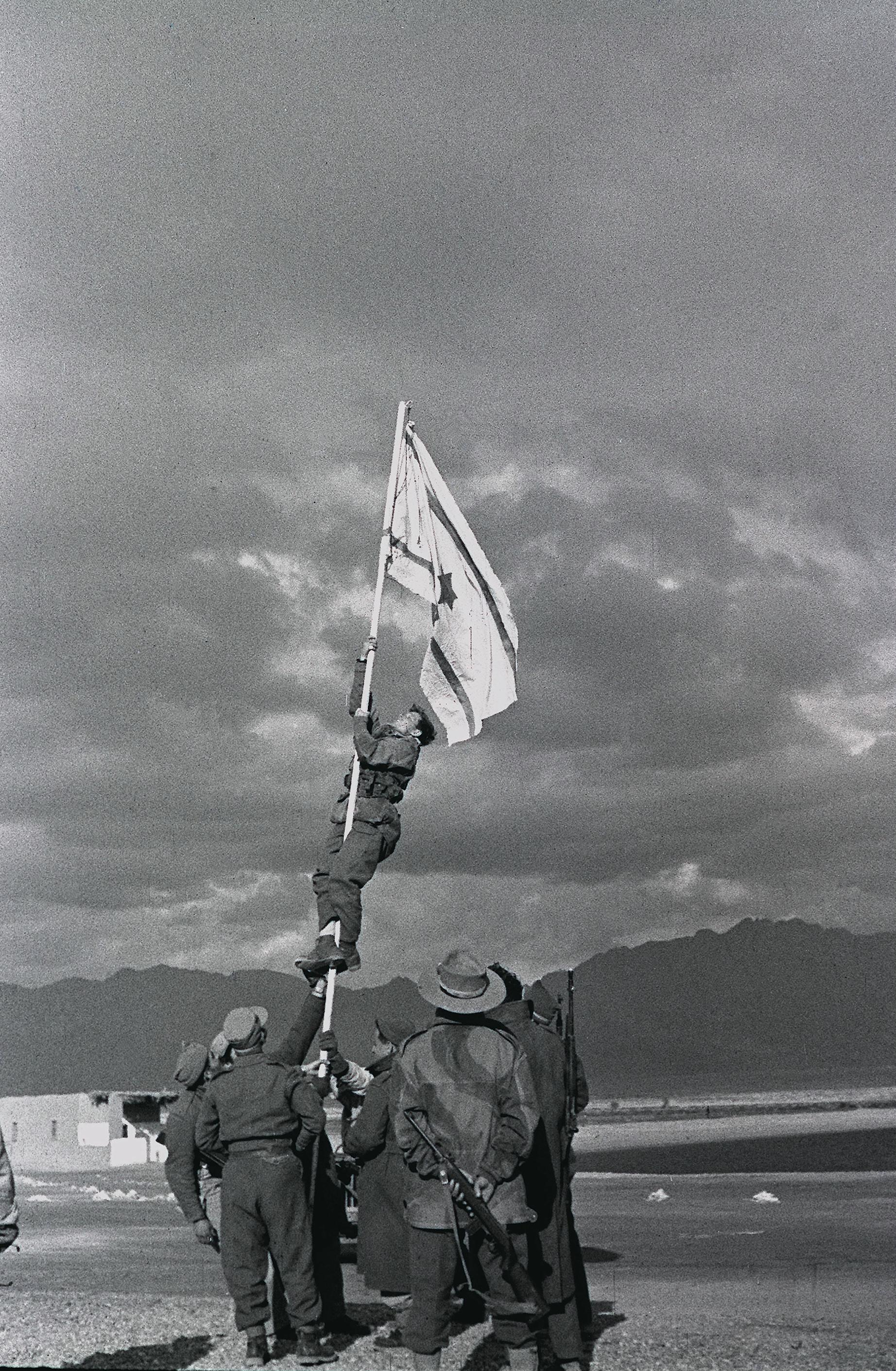
Bandeira de Israel erguida por soldados das FDI após a vitória na guerra árabe-israelense de 1948

Em 14 de maio de 1948, um dia antes do fim do Mandato Britânico, a Agência Judaica proclamou a independência, nomeando o país de Israel. No dia seguinte, cinco países da Liga Árabe, Egito, Síria, Jordânia, Líbano e Iraque, apoiados pela Arábia Saudita e pelo Iêmen, invadiram o território do antigo Mandato Britânico da Palestina, iniciando a Guerra árabe-israelense de 1948. Marrocos, Sudão, Iêmen e Arábia Saudita também enviaram tropas para ajudar os invasores. Após um ano de combates, um cessar-fogo foi declarado e uma fronteira temporária, conhecida como Linha Verde, foi estabelecida. Os territórios anexados da Jordânia tornaram-se conhecidos como Cisjordânia e Jerusalém Oriental, o Egito assumiu o controle da Faixa de Gaza.
Israel foi admitido como membro das Nações Unidas em 11 de maio de 1949. Durante o conflito de 1948, 711 000 árabes, de acordo com estimativas das Nações Unidas, ou cerca de 80% da população árabe anterior, fugiram do país. O destino dos refugiados palestinos de hoje é um grande ponto de discórdia no conflito israelo-palestino. Em retaliação, os governos de diversos países árabes e muçulmanos iniciaram uma política de perseguição e expulsão de suas populações judaicas, que resultou no êxodo de cerca de 700 mil pessoas, a maioria absorvida por Israel, entre o final da década de 1940 e o início da década de 1970.
Nos primeiros anos do Estado, o Sionismo trabalhista, movimento sionista liderado pelo então Primeiro-ministro David Ben-Gurion dominava a política israelense. Esses anos foram marcados pela imigração maciça dos sobreviventes do Holocausto e um influxo de judeus perseguidos em terras árabes. A população de Israel aumentou de 800 000 para dois milhões entre 1948 e 1958. A maioria dos refugiados que chegaram sem posses e foram alojados em campos temporários conhecidos como ma'abarot. Em 1952, mais de 200 000 imigrantes viviam nestas "cidades tenda". A necessidade de resolver a crise levou Ben-Gurion a assinar um acordo com a Alemanha Ocidental que desencadeou protestos em massa de judeus que eram contrários à ideia de Israel "fazer negócios" com a Alemanha. Durante a década de 1950, Israel foi atacado constantemente por militantes, principalmente a partir da Faixa de Gaza, que estava sob controle egípcio. Em 1956, Israel criou uma aliança secreta com o Reino Unido e a França destinada a recapturar o canal do Suez, que os egípcios tinham nacionalizado (ver Guerra do Suez). Apesar da captura da península do Sinai, Israel foi forçado a recuar devido à pressão dos Estados Unidos e da União Soviética, em troca de garantias de direitos marítimos de Israel no mar Vermelho e no Canal.
No início da década seguinte, Israel capturou Adolf Eichmann, um dos criadores da Solução Final escondido na Argentina, e o trouxe para julgamento. O julgamento teve um impacto importante sobre a conscientização do público sobre o Holocausto, Eichmann foi única pessoa executada por Israel, embora John Demjanjuk tivesse sido condenado a morrer antes de sua condenação ser anulada pela Suprema Corte de Israel.

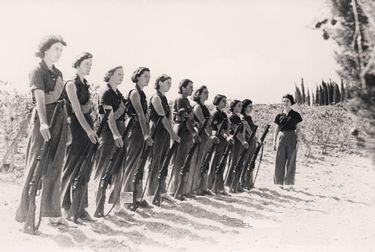
Kibbutznikiyot (mulheres dos Kibbutz), durante a guerra árabe-israelense de 1948. Os Kibbutzim, ou comunidades agrícolas coletivas, tiveram um papel fundamental no estabelecimento do país
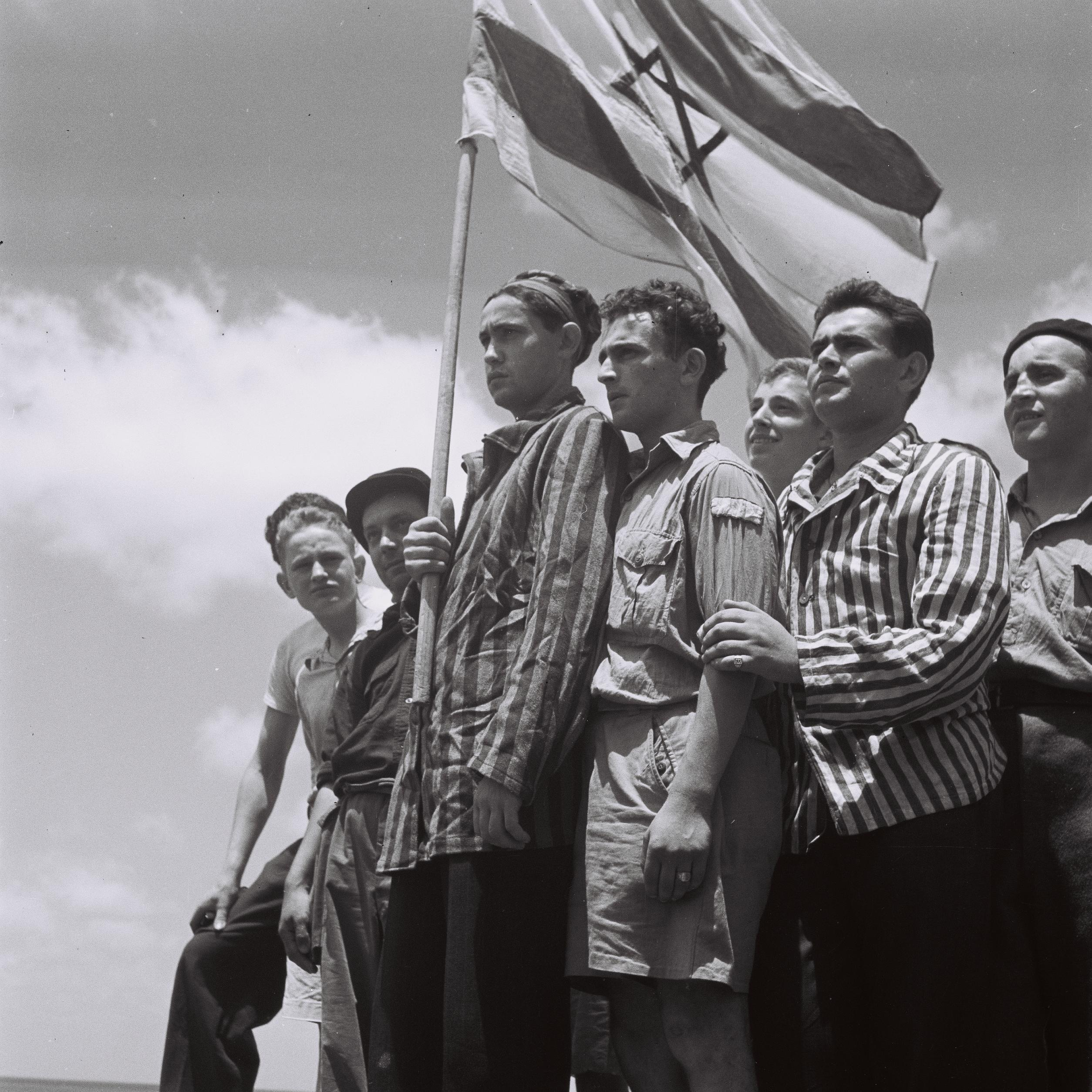
Judeus sobreviventes do campo de concentração de Buchenwald na cidade israelense de Haifa, julho de 1945
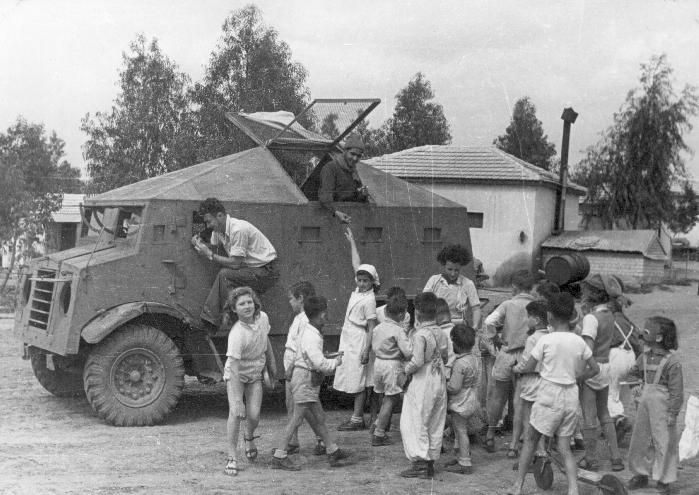
Um carro blindado improvisado leva suprimentos para um kibutz isolado no Negueve. Após a invasão egípcia, esses veículos foram usados para evacuar as crianças
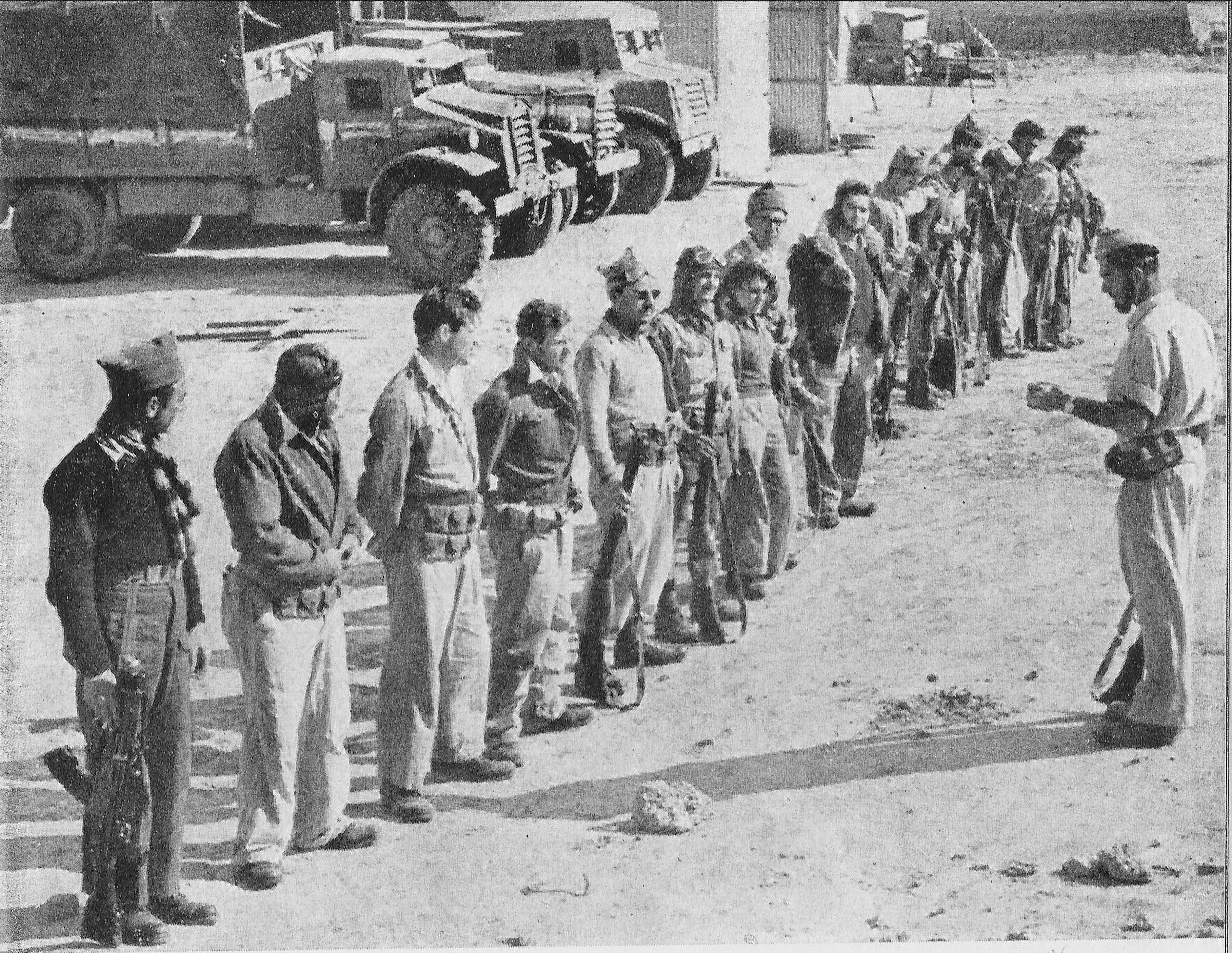
Soldados de Palmach da Brigada do Negueve
Homem em um campo de refugiados palestinos do Nakba (desastre em árabe), resultante da Guerra árabe-israelense de 1948

### Conflitos e tratados de paz

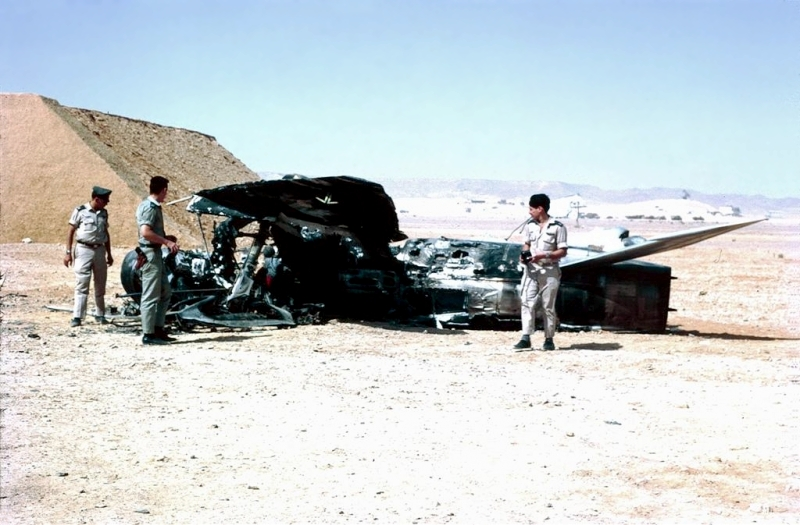
Militares israelenses ao lado de uma aeronave árabe destruída durante a Guerra dos Seis Dias, em 1967

Ao longo dos anos os países árabes recusaram-se a manter relações diplomáticas com Israel não reconhecendo a existência do Estado judeu e, além disso, árabes nacionalistas liderados por Nasser lutaram pela destruição do Estado judeu. Em 1967, o Egito, a Síria e a Jordânia mandaram suas tropas até as fronteiras israelenses, expulsando as forças de paz da ONU e bloqueando o acesso de Israel ao mar Vermelho. Israel viu essas ações como um casus belli para um conflito, iniciando a Guerra dos Seis Dias. Israel conseguiu uma vitória decisiva nesta guerra e capturou os territórios árabes da Cisjordânia, faixa de Gaza, península do Sinai e as colinas de Golã. Desde 1949 a chamada Linha Verde passou a ser a fronteira administrativa entre Israel e os territórios ocupados. As fronteiras de Jerusalém foram ampliadas por Israel que incorporou Jerusalém Oriental. A Lei de Jerusalém, promulgada em 1980, reafirmou esta medida e reacendeu polêmica internacional sobre o estatuto de Jerusalém.
O fracasso dos Estados Árabes na guerra de 1967 levou ao surgimento de organizações não estatais árabes no conflito, sendo a mais importante a Organização de Libertação da Palestina (OLP), que foi concebida sob o lema "a luta armada como única forma de libertar a pátria". No final da década de 1960 e início da década de 1970, grupos palestinos lançaram uma onda de ataques contra alvos israelenses ao redor do mundo, incluindo um massacre de atletas israelenses nos Jogos Olímpicos de Verão de 1972, em Munique na Alemanha. Israel reagiu com a Operação Cólera de Deus, no decurso da qual os responsáveis pelo massacre de Munique foram encontrados e executados. Em 6 de outubro de 1973, no Yom Kippur, dia mais santo do calendário judaico, os exércitos do Egito e da Síria lançaram um ataque surpresa contra Israel. A guerra terminou em 26 de outubro com o êxito israelense, que conseguiu repelir as forças egípcias e sírias, porém sofrendo grandes perdas. Um inquérito interno exonerou o governo israelense da responsabilidade pelo conflito, porém a insatisfação popular forçou a então Primeira-Ministra Golda Meir a renunciar.

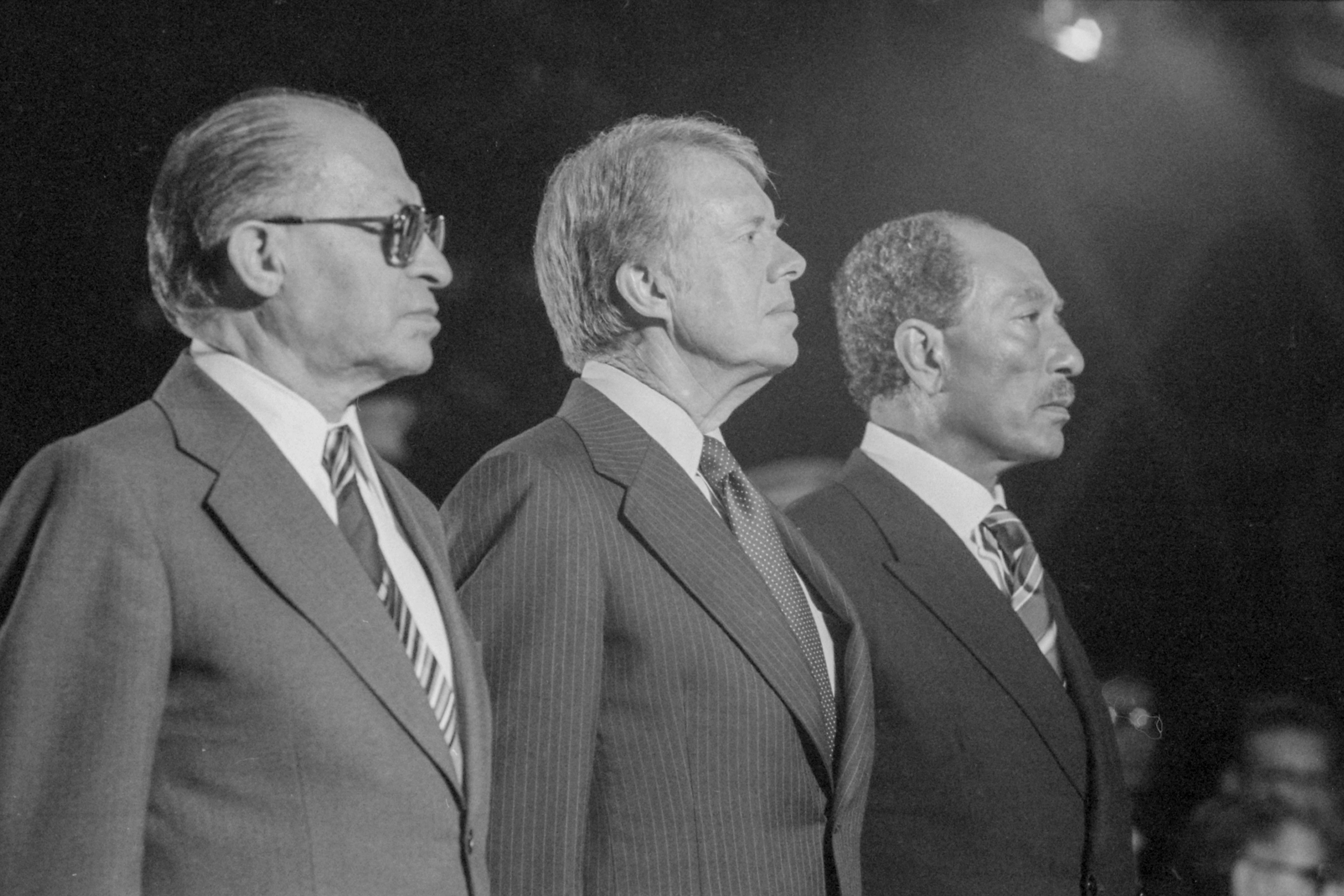
Begin, Carter e Sadat em Camp David, no momento da assinatura do tratado de paz israelo-egípcio

As eleições de 1977 do Knesset marcaram uma virada importante na história política israelense, quando o Partido Likud, de Menachem Begin, assumiu o controle do governo, que até então era dominado pelo Partido Trabalhista. Mais tarde, no mesmo ano, o então Presidente Egípcio Anwar El Sadat fez uma visita a Israel e falou perante o Knesset, esta foi a primeira vez que um chefe de Estado árabe reconheceu o Estado de Israel. Nos dois anos que se seguiram, Sadat e Menachem Begin assinaram o Acordo de Camp David e o Tratado de Paz Israel-Egito. Israel retirou-se da península do Sinai e concordou em iniciar negociações sobre uma possível autonomia para palestinos em toda a Linha Verde, um plano que nunca foi executado. O governo israelense começou a encorajar assentamentos judeus no território da Cisjordânia, criando atritos com os palestinos que viviam nessas áreas.
Em 7 de junho de 1981, Israel bombardeou pesadamente o reator nuclear Osirak no Iraque durante a chama Operação Ópera, com fim de desabilitá-lo. A inteligência israelense tinha uma suspeita de que o Iraque pretendia utilizar este reator para o desenvolvimento de armas nucleares. Em 1982, Israel interveio na Guerra Civil Libanesa, destruindo as bases da Organização de Libertação da Palestina, que, em resposta, lançou ataques e mísseis ao norte de Israel. Esse movimento se desenvolveu para a Guerra do Líbano de 1982. Israel retirou a maior parte se suas tropas do Líbano, em 1986, mas manteve uma "zona de segurança" até 2000. A Primeira Intifada, um levante palestino contra Israel, eclodiu em 1987, com ondas de violência nos territórios ocupados. Ao longo dos seis anos seguintes, mais de mil pessoas foram mortas, muitas das quais por atos internos de violência dos palestinos. Durante a Guerra do Golfo em 1991, a OLP e os palestinos apoiaram os ataques de mísseis lançados contra Israel pelo líder iraquiano Saddam Hussein, na tentativa de provocar a entrada de Israel para a guerra.

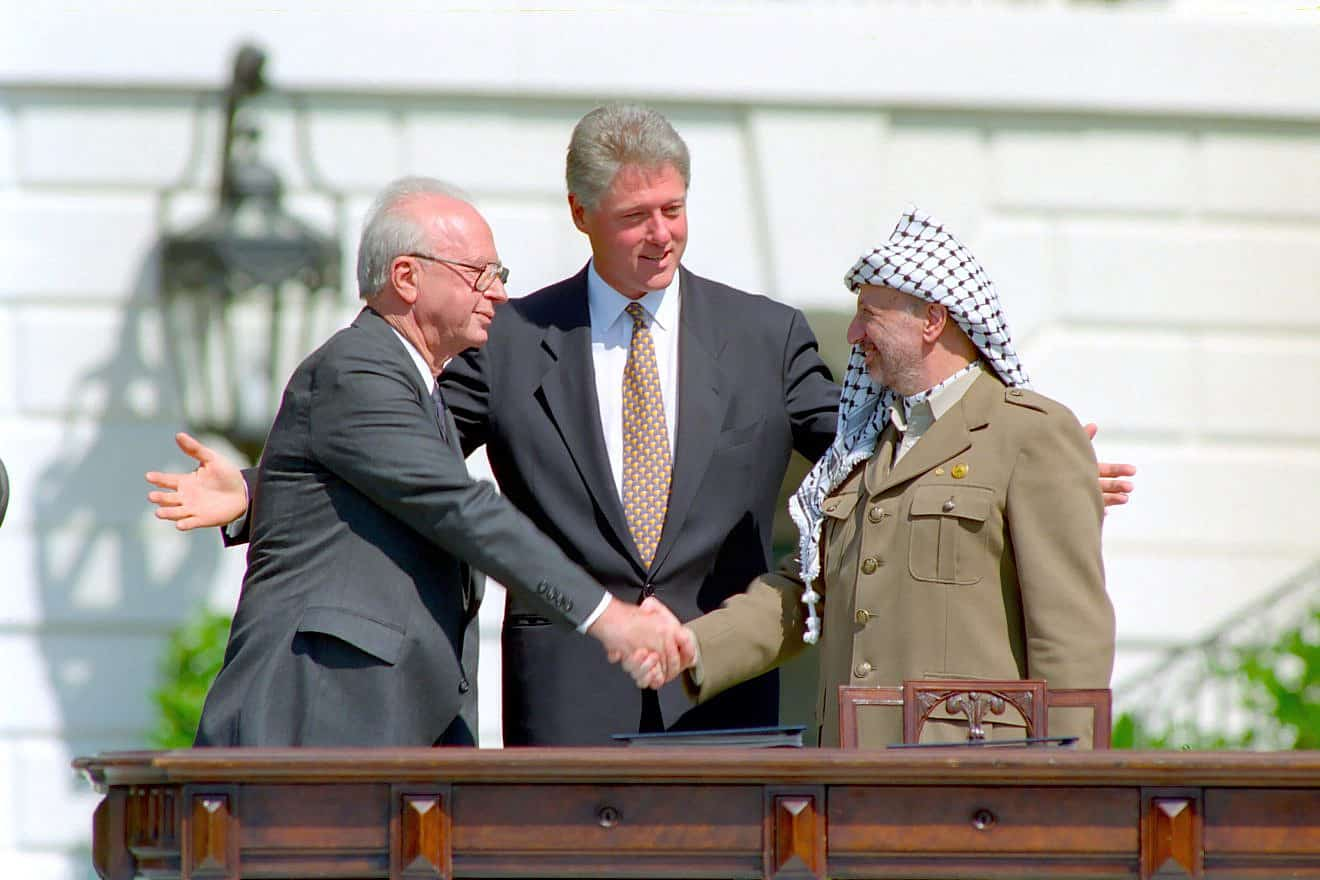
Yitzhak Rabin e Yasser Arafat dão as mãos, acompanhados por Bill Clinton, quando ocorreu a assinatura dos Acordos de Oslo, em 13 de setembro de 1993

Em 1992, Yitzhak Rabin tornou-se Primeiro-Ministro, ele e seu partido estabeleceram compromissos com os vizinhos de Israel. No ano seguinte, Shimon Peres e Mahmoud Abbas, em nome de Israel e da OLP, assinaram os Acordos de paz de Oslo, que deram à Autoridade Nacional Palestina o direito de autogovernar partes da Cisjordânia e da Faixa de Gaza. A intenção era o reconhecimento do direito do estado de Israel existir e uma forma de dar fim ao terrorismo. Em 26 de outubro de 1994 foi assinado o Tratado de paz Israel-Jordânia, sendo a Jordânia o segundo país árabe que normalizou suas relações com Israel. O apoio público dos árabes aos Acordos foi danificado pelo Massacre do Túmulo dos Patriarcas, pela continuação dos assentamentos judeus, e pela deterioração das condições econômicas. O apoio da opinião pública israelense aos Acordos diminuiu quando Israel foi atingido por ataques suicidas palestinos. Em novembro de 1995 o assassinato de Yitzhak Rabin por um militante de extrema-direita judeu, chocou o país.
No final da década de 1990, Israel, sob a liderança de Benjamin Netanyahu, desistiu de Hebrom, assinando o Memorando de Wye River, dando maior controle da região para a Autoridade Nacional Palestina. Ehud Barak, eleito primeiro-ministro em 1999, começou por retirar forças israelenses do sul do Líbano, realizando negociações com a Autoridade Palestina Yasser Arafat e o então Presidente dos Estados Unidos, Bill Clinton, durante a Cúpula de Camp David de 2000. Durante esta cimeira, Barak ofereceu um plano para o estabelecimento de um Estado palestino na Faixa de Gaza e 91% da Cisjordânia, retendo porém o controlo sobre todas as fronteiras e principais cursos de água, e anexando definitivamente 12% do Vale do Jordão, a região mais fértil da Cisjordânia, a favor de Israel, reservando-se ainda o direito de permanecer entre 12 a 30 anos em outros 10% dessa região. Yasser Arafat rejeitou o acordo, exigindo como pré-condição para as negociações a retirada de Israel para as fronteiras de junho de 1967. Após o colapso das negociações, começou a Segunda Intifada. Ariel Sharon foi escolhido como novo primeiro-ministro em 2001 durante uma eleição especial. Durante seu mandato, Sharon realizou seu plano de retirada unilateral da Faixa de Gaza e também liderou a construção da barreira israelense da Cisjordânia. Em janeiro de 2006, depois de sofrer um grave acidente vascular cerebral que o deixou em coma, Ariel Sharon deixou o cargo e suas competências foram transferidas para o gabinete de Ehud Olmert.

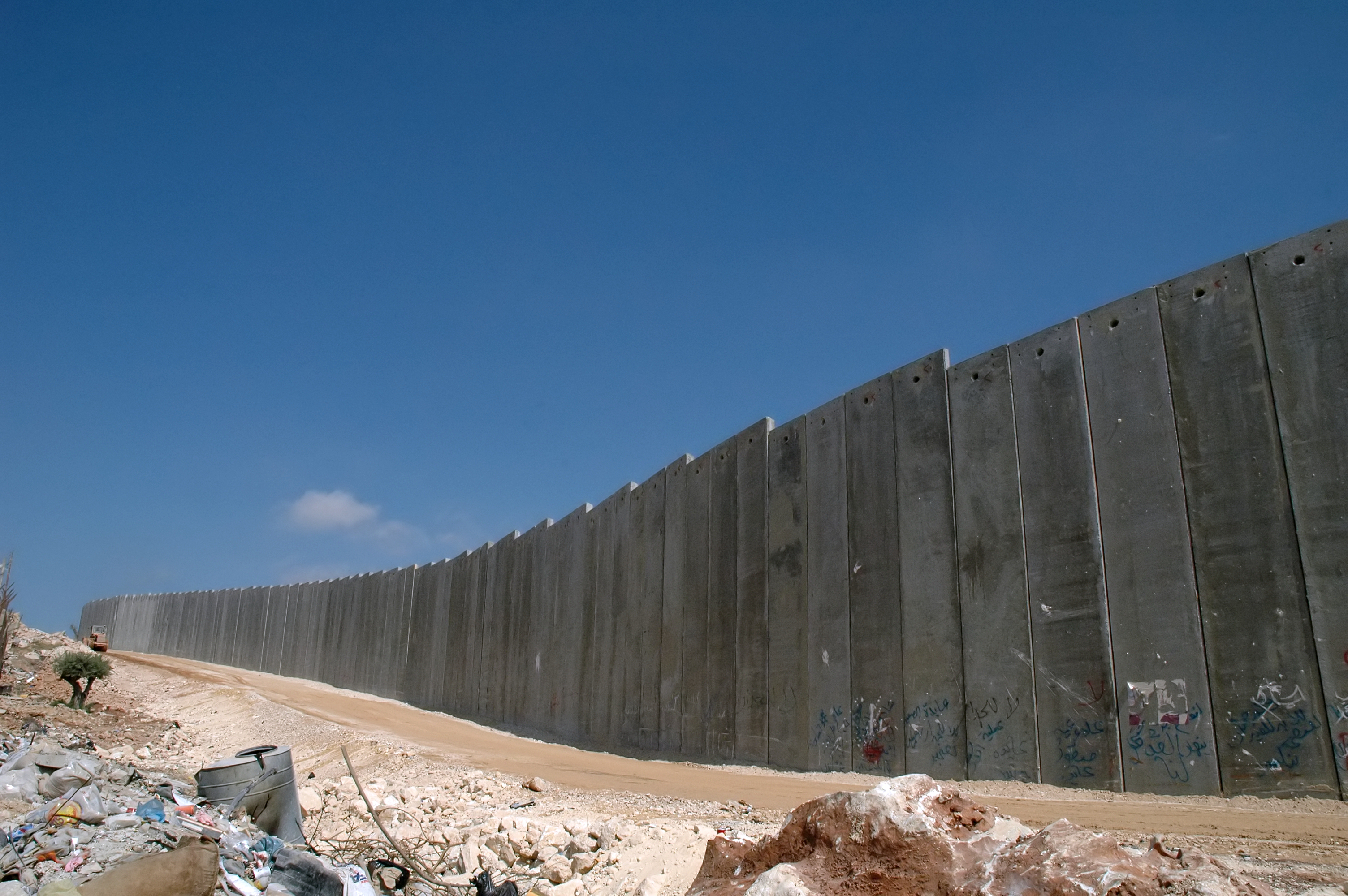
Muro da Cisjordânia em 2004

Em julho de 2006, um ataque da artilharia do Hezbollah a comunidades da fronteira norte de Israel e um rapto de dois soldados israelenses desencadeou a Segunda Guerra do Líbano. Os confrontos duram por um mês até um cessar-fogo (Resolução 1701 da Organização das Nações Unidas) mediado pelo Conselho de Segurança das Nações Unidas.
Em 27 de novembro de 2007, o Primeiro-Ministro israelense Ehud Olmert e o Presidente palestino Mahmoud Abbas concordaram em negociar sobre todas as questões e lutar por um acordo até ao final de 2008. Em abril de 2008, o presidente sírio Bashar al-Assad disse a um jornal do Catar que a Síria e Israel tinham vindo a discutir um tratado de paz por um ano, com a Turquia como mediador. Isto foi confirmado por Israel, em maio de 2008.
No final de dezembro de 2008, o cessar-fogo entre o Hamas e Israel acabou após foguetes serem disparados a partir da Faixa de Gaza, controlada pelo Hamas. Israel respondeu com uma série de intensos ataques aéreos. Em resposta, protestos eclodiram em todo o mundo. Em 3 de janeiro de 2009, tropas israelenses entraram em Gaza marcando o início de uma ofensiva terrestre.
Em julho de 2014 eclodiu outro conflito entre as forças militares de Israel e o Hamas, na Faixa de Gaza. A guerra, que durou quase dois meses, matou mais de 2 000 pessoas, incluindo 70 israelenses. No dia 07 de outubro de 2023, o Hamas iniciou uma ofensiva ao sul de Israel na fronteira com a faixa de Gaza. Eles reivindicaram o ataque como sendo uma grande operação para a retomada do território. Em resposta, o primeiro-ministro de Israel Benjamin Netanyahu declarou guerra contra o Hamas.

## Geografia
O Estado de Israel, em sua área total de 27 800 km², é descrito dentro das linhas de cessar-fogo e do autogoverno da Palestina. De forma alongada e estreita, tem em seu comprimento 470 km, e em sua largura máxima, 135 km. Suas fronteiras estão entre o Líbano, a Síria, a Jordânia, o Egito e o mar Mediterrâneo.
Dividido em quatro regiões geográficas — três faixas paralelas e uma grande área árida — tem em sua planície costeira do Mediterrâneo, os sítios mais férteis, que avançam em um total de quarenta quilômetros para o interior do país. A nordeste, nascem suas cadeias de montanhas, onde localiza-se ainda o planalto de Golan, formado por rochas de basalto, resultantes de erupções vulcânicas, que beiram o Vale do Hula. Seguindo a cadeia rochosa, localizam-se as montanhas da Galileia, compostas de rocha calcária branda e dolomita, que atingem até 1 200 m de altura.
Acompanhando as cadeias montanhosas seguem córregos que mantém a região verde por todo o ano. Entre as montanhas da Galileia e da Samaria, encontra-se o Vale de Jizreel, dita a região mais agrícola de Israel. Seguindo a cadeia rochosa para o sul, vê-se o Negueve, que compõe quase a metade do território. Adiante, esta área torna-se mais árida, composta por planícies de arenito em cumes de pedras, crateras, platôs, montanhas ainda mais altas e três crateras erosivas, cuja maior mede 35 km de comprimento, de clima seco. Próximo a Eilat e ao mar Vermelho, a paisagem apresenta agudas elevações compostas por granito cinza e vermelho e arenito.
|                                                     |  |                                      |
| Mar da Galileia, o maior lago de água doce do país. |  | Paisagem típica no deserto de Negev. |

Ao oriente, percebe-se a fenda Sírio-Africana, divisora da crosta terrestre. Ao contrário do sul semiárido, o oriente é sua área setentrional e fértil, além de ser atravessada de norte a sul pelo rio Jordão, que possui um total de trezentos quilômetros. Este rio, nascido de neves do monte Hermon derretidas no verão, atravessa o vale do Hula, e o mar da Galileia, o maior reservatório de água potável do país situado entre as montanhas e o Planalto de Golan, e desemboca no mar Morto, o ponto mais baixo da superfície terrestre. 
Mesmo cheio durante a estação das chuvas, o rio Jordão é raso e estreito, com profundidade máxima de 5,20 metros e largura máxima de 18,30 metros. Ao sul do mar Morto, encontra-se o Aravá, chamada savana de Israel, que se estende até o golfo de clima sub-tropical e águas profundas, com recifes de corais e uma variada fauna marinha.

### Clima

Israel segundo a classificação climática de Köppen-Geiger

As temperaturas variam muito em Israel, principalmente durante o inverno. As regiões montanhosas do país são frias, inclusive com ocorrência de neve; o pico do monte Hérmon é coberto por neve na maior parte do ano e Jerusalém recebe pelo menos uma queda de neve por ano.
Entretanto, cidades costeiras, como Telavive e Haifa, têm clima mediterrâneo típico, com frio e chuva durante o inverno e com verão quente e seco. A maior temperatura no continente asiático (53,7 °C) foi registrada em 1942 no kibutz Tirat Zvi, no norte do vale jordaniano.
De maio a setembro, a chuva em Israel é rara. Com os escassos recursos hídricos, Israel tem desenvolvido diversas tecnologias de economia de água, incluindo irrigação por gotejamento. Os israelenses também aproveitam a grande incidência de luz solar para a produção de energia solar, tornando Israel a nação líder em energia solar em uso per capita.

### Biodiversidade

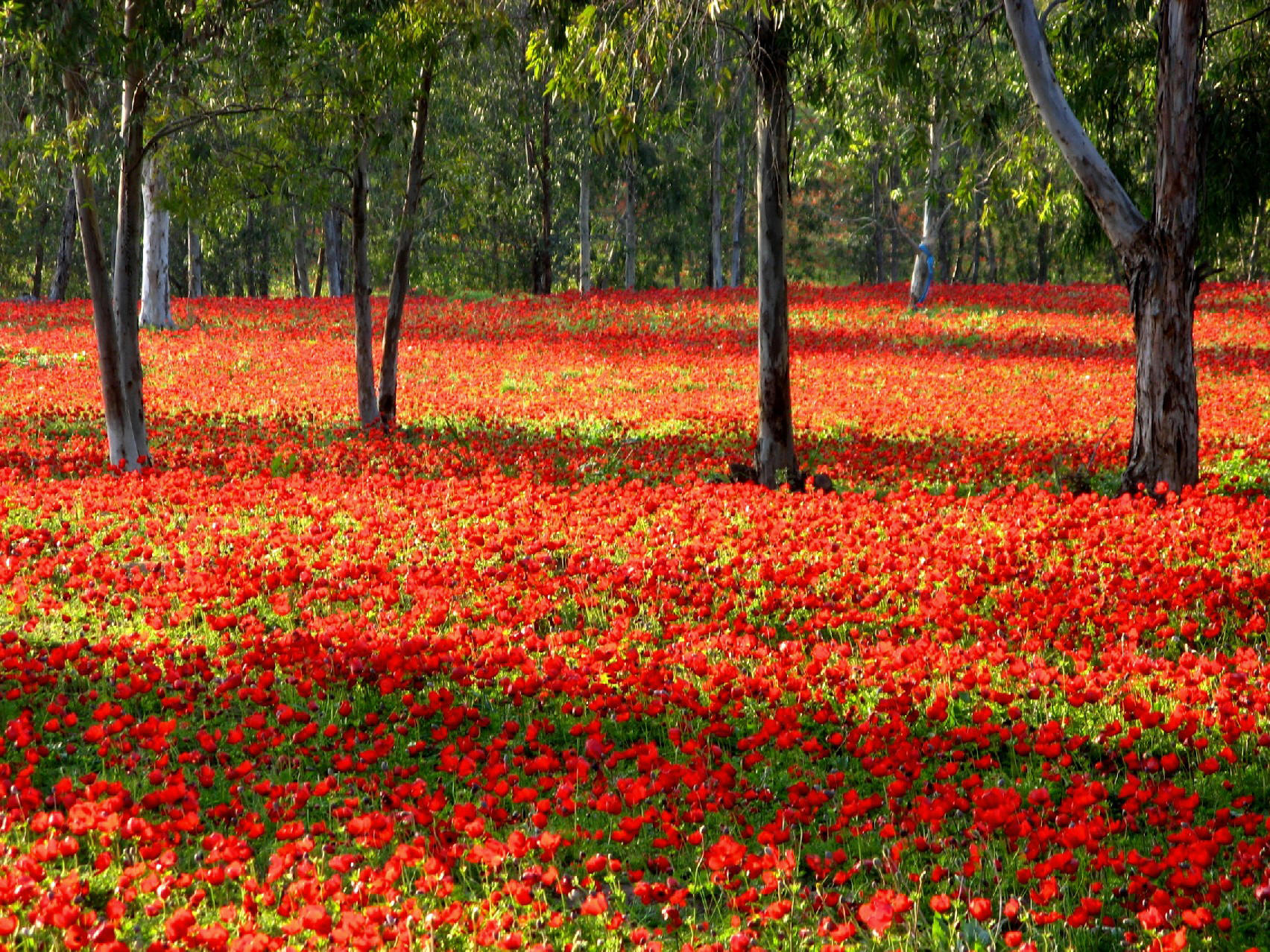
Campo repleto de Anemone coronaria, a flor nacional de Israel

A fauna e a flora nacionais são diversificadas, devido, em parte, à sua localização, na junção de três continentes. Na vida vegetal, mais de 2 800 plantas já foram catalogadas, entre o papiro e a peônia vermelho-coral brilhante. Ao longo do território há ainda um misto de flores cultivadas e plantas nativas: íris, açucena e tulipa, misturam-se ao açafrão e à cila, chamadas litófitas.
Já em meio à vida animal de Israel, há uma grande variedade de espécies de borboletas e pássaros, entre 135 para um e 380 para o outro. Gazelas, raposas, gatos selvagens e outros mamíferos, formam a fauna dos bosques; Cabritos monteses vivem nos rochedos desertos; e camaleões e cobras juntam-se a oitenta espécies nativas de lagartos. Para preservar a vida das espécies animal e vegetal, o governo criou o Fundo Nacional Judaico, que atua na acumulação de água, no reflorestamento e na sua manutenção.
Além disso, severas leis foram adotadas a fim de preservar a vida natural, tornando um ato ilegal até mesmo a retirada de uma flor nascida na beira da estrada; e a conscientização da população é promovida através de atos públicos como excursões guiadas, campanhas de esclarecimento, publicações e dentro das escolas.

## Demografia

Pirâmide etária de Israel

Em 2024, a população de Israel era estimada em quase dez milhões de pessoas, sendo que 73,2% eram, de acordo com o governo, judeus israelenses. Árabes são aproximadamente 21,1% da população do país, com os 5,7% restantes identificaram-se como membros de outras minorias étnicas, como drusos, beduínos e circassianos, bem como cristãos ortodoxos orientais de ascendência armênia e assíria. Segundo dados de 2009, mais de 300 000 cidadãos de Israel viviam em assentamentos na Cisjordânia, como Ma'ale Adummim e Ariel e as comunidades que antecederam a criação do Estado, mas foram restabelecidas após a Guerra dos Seis Dias, em cidades como Hebrom e Gush Etzion. Cerca de 18 000 israelenses vivem nas colinas de Golã. Em 2006, havia 250 000 judeus residentes em Jerusalém Oriental. O número total de colonos israelenses é superior a 500 000 (6,5 por cento da população). Cerca de 7 800 viviam em assentamentos israelenses na Faixa de Gaza até terem sido evacuados pelo governo como parte do seu plano de retirada de 2005.
Ao longo da última década, os fluxos migratórios têm, também, incluído um número significativo de imigrantes não judeus de países como a Romênia, Tailândia, República Popular da China e vários países da África e da América do Sul; estimar um número exato é difícil devido à presença de imigrantes ilegais, mas as estimativas executadas na região apresentaram cerca de 200 000 pessoas. A retenção da população de Israel desde 1948 é a mesma ou maior, quando comparado para outros países com imigração maciça.

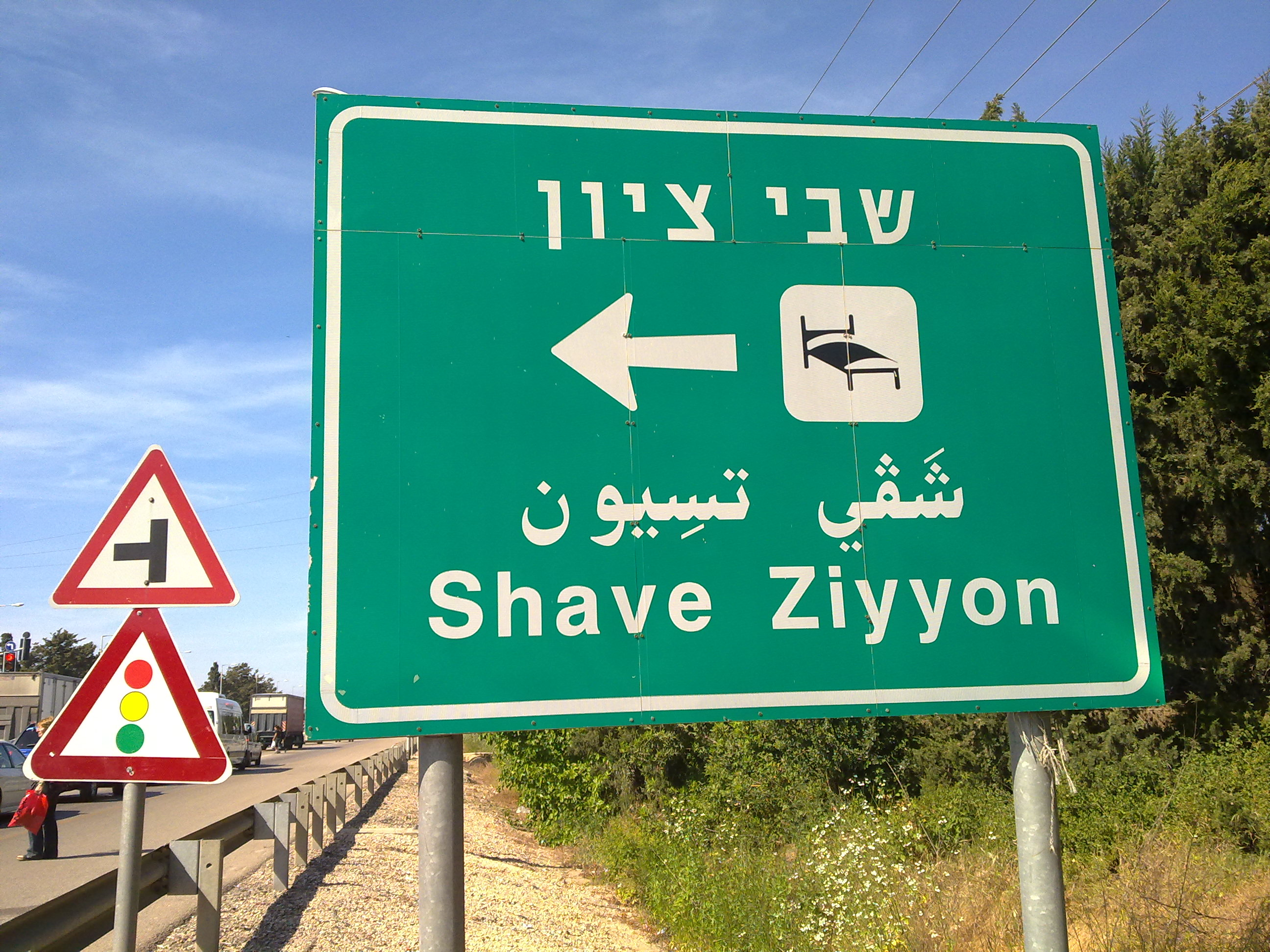
Placa em três idiomas: hebraico, árabe e inglês, respectivamente

A emigração da população israelense (yerida) para outros países, principalmente para os Estados Unidos e o Canadá, é descrito por demógrafos como modesta, mas é muitas vezes citada pelos ministérios do governo israelense como uma ameaça importante para o futuro de Israel.
Israel foi criado com o propósito de ser uma pátria para o povo judeu e é muitas vezes referida como o Estado judeu. A Lei do retorno concede a todos os judeus e os de linhagem judaica o direito à cidadania israelense. Um pouco mais de três quartos, ou 75,5 por cento, da população são judeus de várias origens judaicas. Aproximadamente 68 por cento dos judeus israelenses nasceram no país, 22 por cento são imigrantes da Europa e das Américas e 10 por cento são imigrantes da Ásia e da África (incluindo o mundo árabe).
Israel tem duas línguas reconhecidas: hebraico e árabe. Desde julho de 2018, o hebraico é o idioma oficial do estado e suas instituições e é falada pela maioria da população. O árabe se tornou uma língua com "status especiais" e é falado pela minoria árabe e por judeus que imigraram a partir de países árabes. A maioria dos israelenses se comunica razoavelmente bem em inglês: muitos programas de televisão são em inglês e, em muitas escolas, se ensina inglês. Como um país de imigrantes, dezenas de línguas podem ser ouvidas nas ruas de Israel. Um grande afluxo de pessoas da antiga União Soviética e da Etiópia fizeram, do russo e do amárico, línguas faladas em Israel. Entre 1990 e 1994, a imigração de judeus da antiga União Soviética fez com que a população israelense aumentasse em doze por cento.

### Religião
| Religião em Israel (2017) | Religião em Israel (2017) | Religião em Israel (2017) | Religião em Israel (2017) | Religião em Israel (2017) |
| ------------------------- | ------------------------- | ------------------------- | ------------------------- | ------------------------- |
| Religião                  |                           |                           | Porcentagem               |                           |
| Judaísmo                  | Judaísmo                  |                           | 82,7%                     | 82,7%                     |
| Islamismo                 | Islamismo                 |                           | 10,1%                     | 10,1%                     |
| Sem religião              | Sem religião              |                           | 3,7%                      | 3,7%                      |
| Cristianismo              | Cristianismo              |                           | 2,1%                      | 2,1%                      |
| Outros                    | Outros                    |                           | 1,4%                      | 1,4%                      |

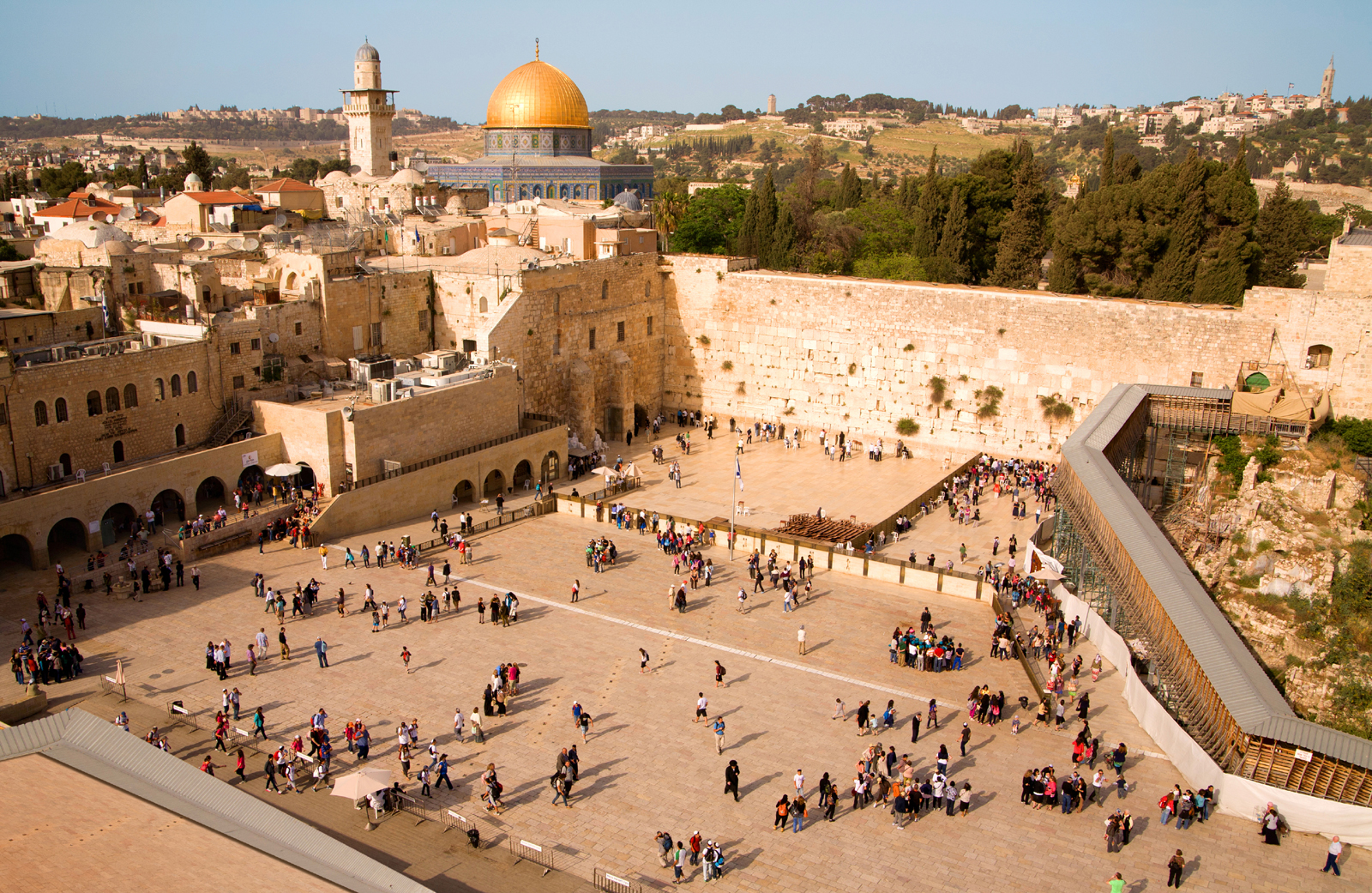
O Muro das Lamentações (o local mais sagrado do judaísmo), com o Domo da Rocha ao fundo (um dos locais mais sagrados do islamismo), em Jerusalém

A afiliação religiosa dos judeus israelenses varia muito: 55 por cento dizem que são "tradicionais", enquanto 20 por cento consideram-se "judeus seculares", 17 por cento definem-se como "sionistas religiosos"; os finais 8 por cento definem-se como "judeus haredi".
Perfazendo até 16,2 por cento da população, os muçulmanos constituem a maior minoria religiosa de Israel. Dos cidadãos árabes de Israel, que representam 19,8 por cento da população, mais de quatro quintos (82,6 por cento) são muçulmanos. Dos restantes árabes israelenses, 8,8 por cento são cristãos e 8,4 por cento são drusos. Membros de muitos outros grupos religiosos, incluindo budistas e hindus, mantêm presença em Israel, embora em menor número. Os cristãos totalizam 2,1% da população de Israel e são constituídos de árabes cristãos e judeus messiânicos.
A cidade de Jerusalém é um lugar sagrado para judeus, muçulmanos e cristãos, pois sedia lugares que são fundamentais para suas crenças religiosas, como o Muro das Lamentações, o Monte do Templo, a Mesquita de Al-Aqsa e a Igreja do Santo Sepulcro. Outros monumentos religiosos de importância estão localizados na Cisjordânia, entre eles o local de nascimento de Jesus, a tumba de Raquel em Belém e a Caverna dos Patriarcas, em Hebrom. O centro administrativo da Fé Bahá'í e do Santuário do Báb estão localizadas no Centro Mundial Bahá'í em Haifa e do líder da fé, enterrado no Acre. Não existe uma comunidade Baha'i em Israel, embora seja um destino de peregrinações. Pessoas que seguem a Fé Baha'i em Israel não ensinam a sua fé a israelenses seguindo uma política rigorosa.

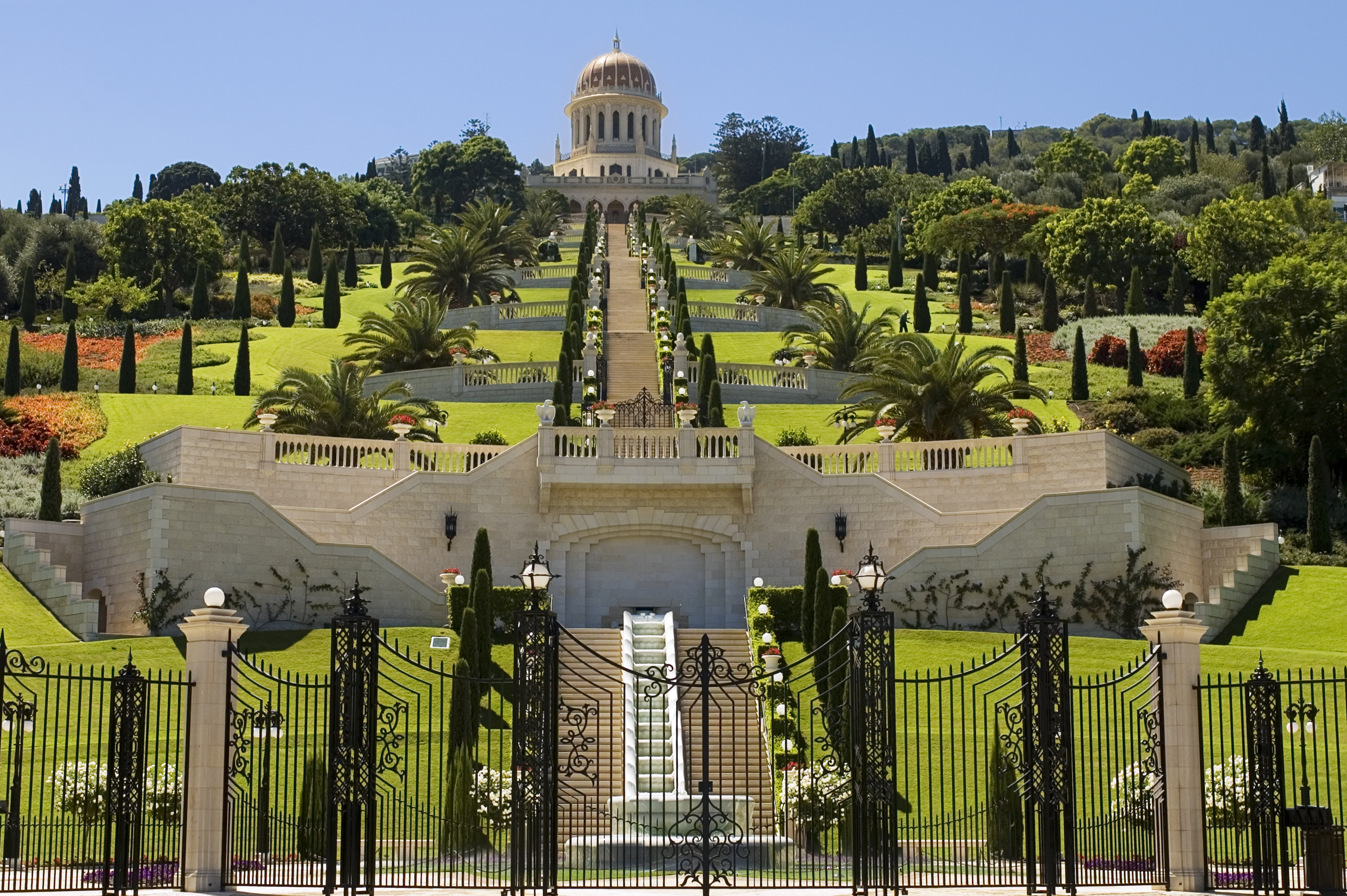
Centro Mundial Bahá'í, em Haifa, o centro administrativo e espiritual da religião Fé Bahá'í

Israel figura entre os dez países com maior número de ateus ou agnósticos, e, com um total de 25,6 por cento da população declarando-se ateísta, fica na quarta posição por países com maior proporção de ateístas no mundo.
A grande maioria das pessoas seculares em Israel são de etnia judaica. Muitos judeus respeitam os feriados religiosos como algo comum, uma data estabelecida pelo governo, não são como seus pais ou avós, que tinham fé na religião, afinal este era o legado de séculos passados de geração a geração, elo que unia o povo judeu e dava a ele um sentido de pertença a uma mesma comunidade. Hoje, os sabras já não sentem tanto a necessidade de seguir preceitos religiosos. Mesmo que entre os árabes haja também alguns indivíduos ateus ou não religiosos, é mais comum entre os árabes de Israel, como um todo, encontrar pessoas bastante ligadas à religião, sejam elas cristãs ou muçulmanas, especialmente entre esses últimos. Embora as religiões, tanto o judaísmo quanto o islã, sejam responsáveis por uma boa parte do conflito árabe-israelense (por exemplo na questão de Jerusalém), a fé religiosa não é mais determinante na vida das pessoas, pelo menos para a maior parte dos judeus, que estão cada vez mais seculares (à exceção dos haredim). Os judeus laicos continuam a compartilhar um sentimento de identidade e a crença num destino comum, porém não mais é a fé que determina esse destino. Ainda assim, preocupa a radicalização de uma parcela dos líderes religiosos que têm bastante influência na política nacional. Há um certo medo da sociedade em geral de que o laicismo deixe de contar com o apoio dos políticos, com um aumento do poder dos ultraortodoxos.

## Governo e política

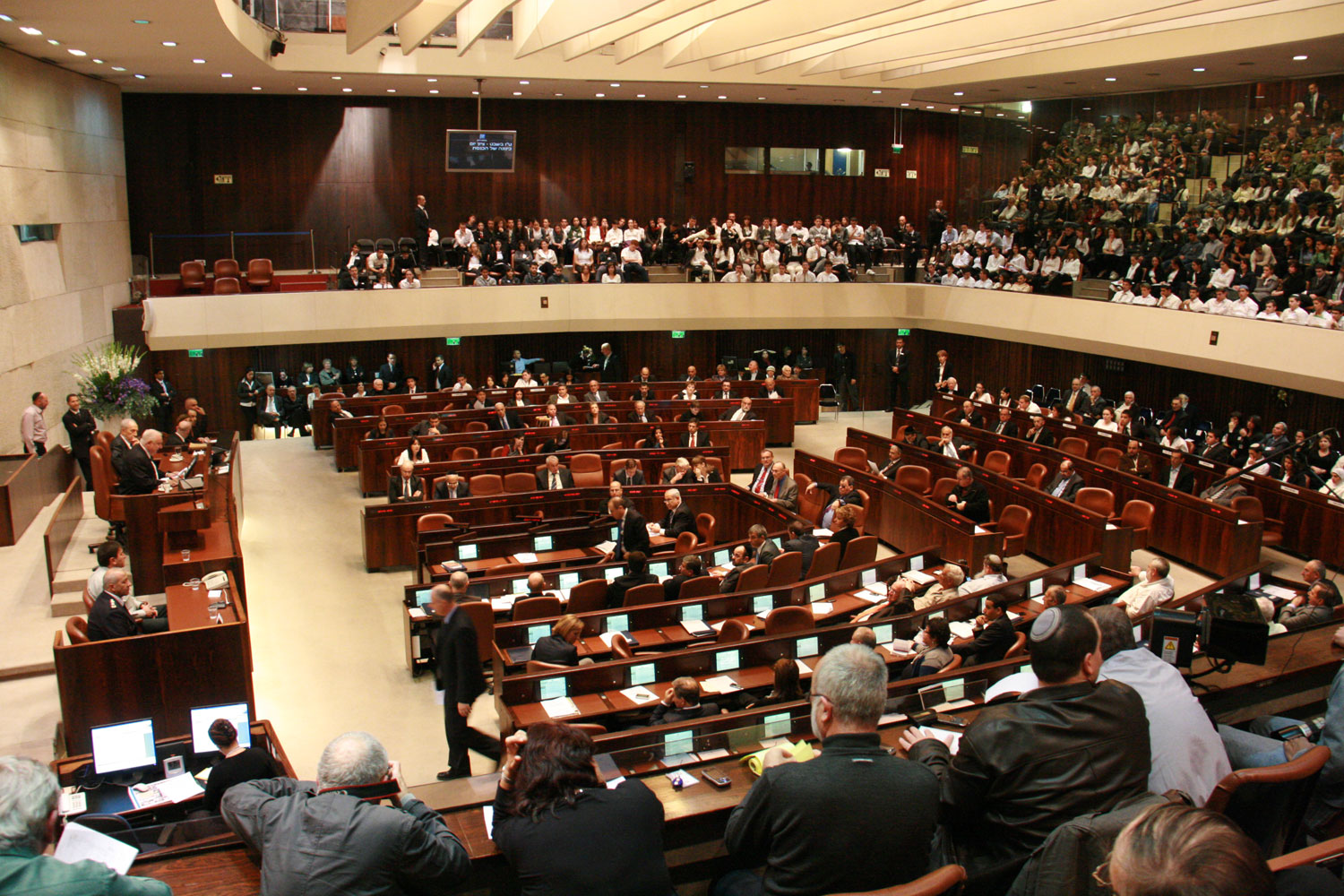
Interior do Knesset, o parlamento israelense

Israel é uma democracia parlamentar e o Presidente de Israel é o chefe de estado, mas suas funções são em grande parte simbólicas. Um membro do Parlamento apoiado pela maioria dos parlamentares torna-se o Primeiro-Ministro, normalmente o presidente do maior partido. O Primeiro-ministro é o chefe de governo e chefe do Gabinete. Israel é governado por um parlamento composto por 120 membros, conhecido como Knesset. A composição do Knesset é baseada na representação proporcional dos partidos políticos.
As eleições parlamentares são realizadas a cada quatro anos, mas o Knesset pode dissolver o governo, a qualquer momento, por falta de confiança na votação. O processo de paz, o papel da religião no estado e escândalos políticos têm causado ruptura de coalizões ou a antecipação das eleições. As Leis Básicas de Israel funcionam como uma constituição não escrita. Em 2003, o Knesset começou a redigir uma constituição oficial baseada nestas leis.
Em 2012, Israel foi classificado na 92ª posição no Índice de Liberdade de Imprensa, elaborado pela organização Repórteres Sem Fronteiras, a classificação mais alta da região. O relatório Freedom in the World de 2013, divulgado anualmente pela organização norte-americana Freedom House e que tenta medir o grau de democracia e de liberdade política dos países, classificou Israel como a única nação livre do Oriente Médio e do norte da África.

### Sistema judicial
Israel tem três níveis no sistema judicial. O nível mais baixo são magistrados judiciais, situados na maioria das cidades do país. Acima deles são tribunais de comarca, servindo simultaneamente como tribunais de apelação e tribunais de primeira instância, estão situados em cinco dos seis distritos de Israel. O terceiro nível e o mais elevado é a Suprema Corte de Israel, situada em Jerusalém. Serve um papel duplo como o mais alto tribunal de apelação e de Supremo Tribunal de Justiça. Nesta última função, o Supremo Tribunal dita as regras como um tribunal de primeira instância, permitindo que os indivíduos, os cidadãos e não cidadãos, façam uma petição contra as decisões das autoridades estatais.

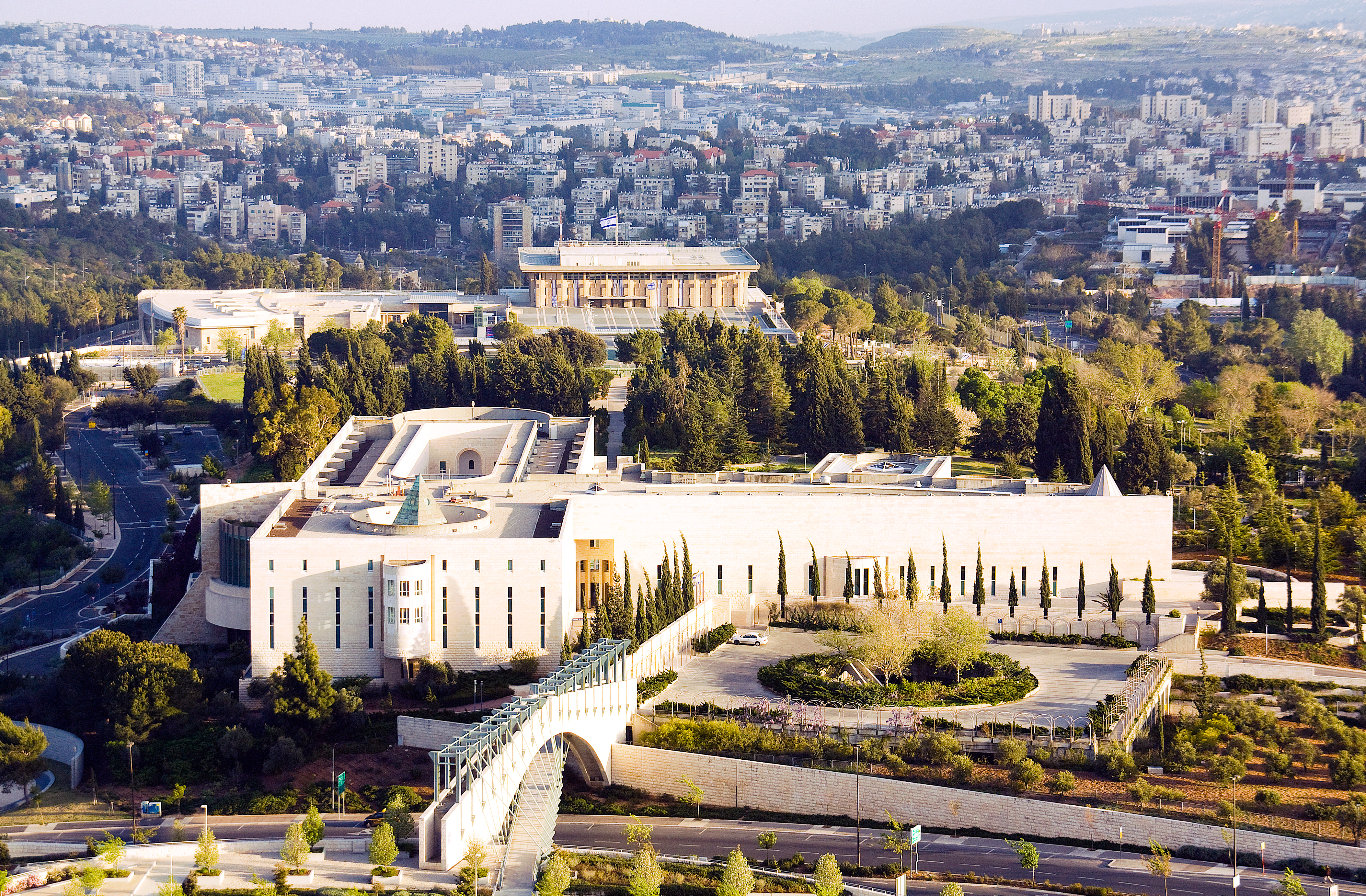
Suprema Corte de Israel, em Jerusalém

Israel não é um membro do Tribunal Penal Internacional pois teme que o tribunal seja tendencioso contra ele, devido as pressões políticas de outros países membros. Israel combina os sistemas jurídicos de common law inglês, o Sistema romano-germânico (ou 'civil law'), e as leis judaicas. esse sistema é baseado no princípio do stare decisis e é um sistema acusatório, onde as partes envolvidas no fato trazem provas perante o tribunal. Os processos do Tribunal são julgados por juízes profissionais, em vez de jurados. Casamento e divórcio estão sob a jurisdição dos tribunais religiosos: judeus, muçulmanos, drusos e cristãos.
A Lei Básica: Dignidade Humana e Liberdade visa defender os direitos humanos e das liberdades em Israel. Israel foi classificada em 2009 como "livre" pela Freedom House em função do nível dos direitos civis e políticos; os "Territórios Ocupados Israel/Autoridade Palestina" foram classificados como "não livres". No mesmo ano, os Repórteres sem Fronteiras classificaram Israel na 93ª posição entre 175 países em termos de liberdade de imprensa, ultrapassada em termos regionais pelo Kuwait, pelo Líbano e pelos Emirados Árabes Unidos. A Freedom House classificou o país como "parcialmente livre" em termos de liberdade de imprensa. Grupos como a Anistia Internacional e Human Rights Watch, reprovam Israel em relação aos direitos humanos para o conflito árabe-israelense. As liberdades civis de Israel permitem a autocrítica, a partir de grupos como B'Tselem, uma organização israelense de direitos humanos.

### Relações internacionais

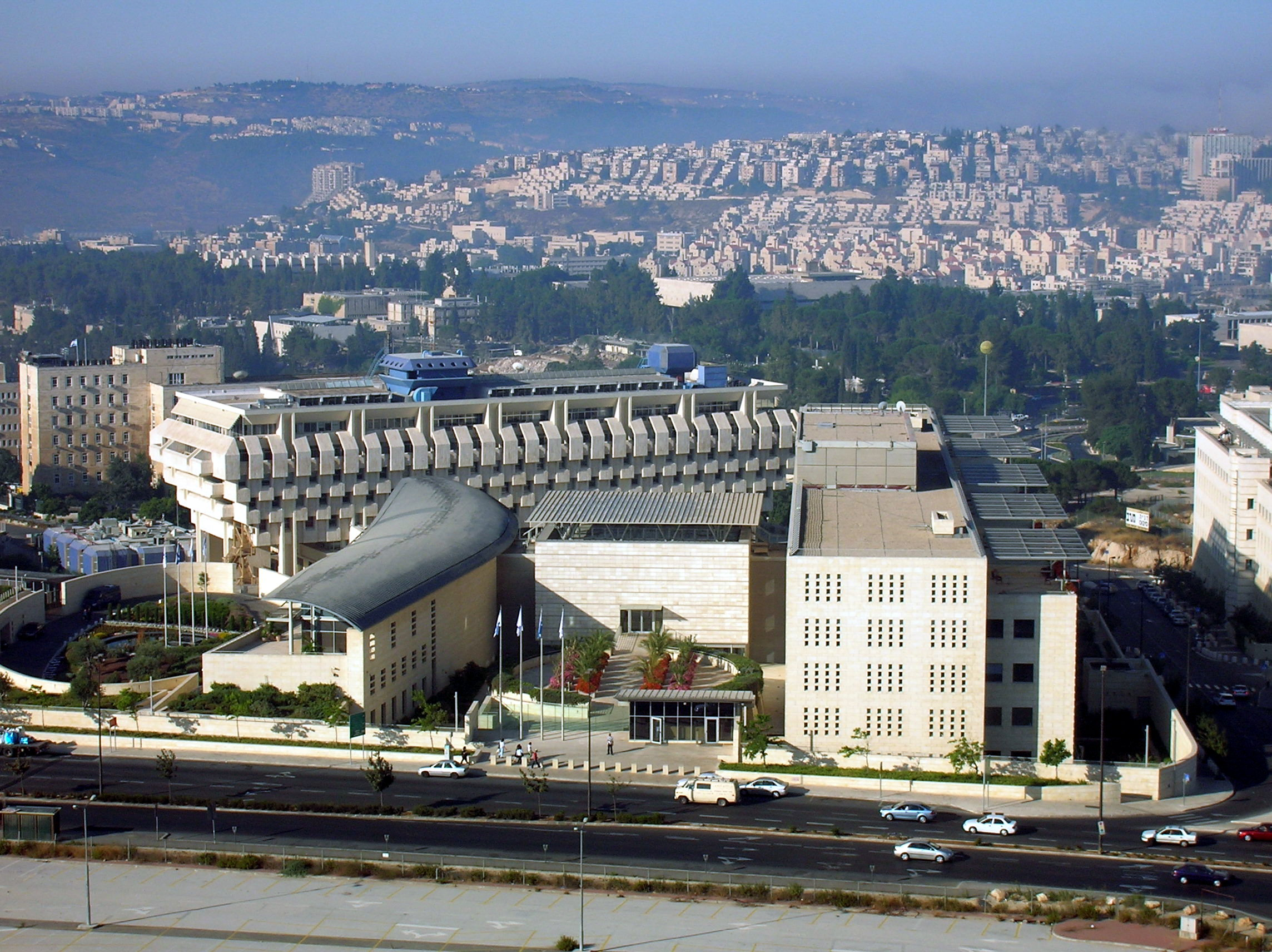
Ministério das Relações Exteriores

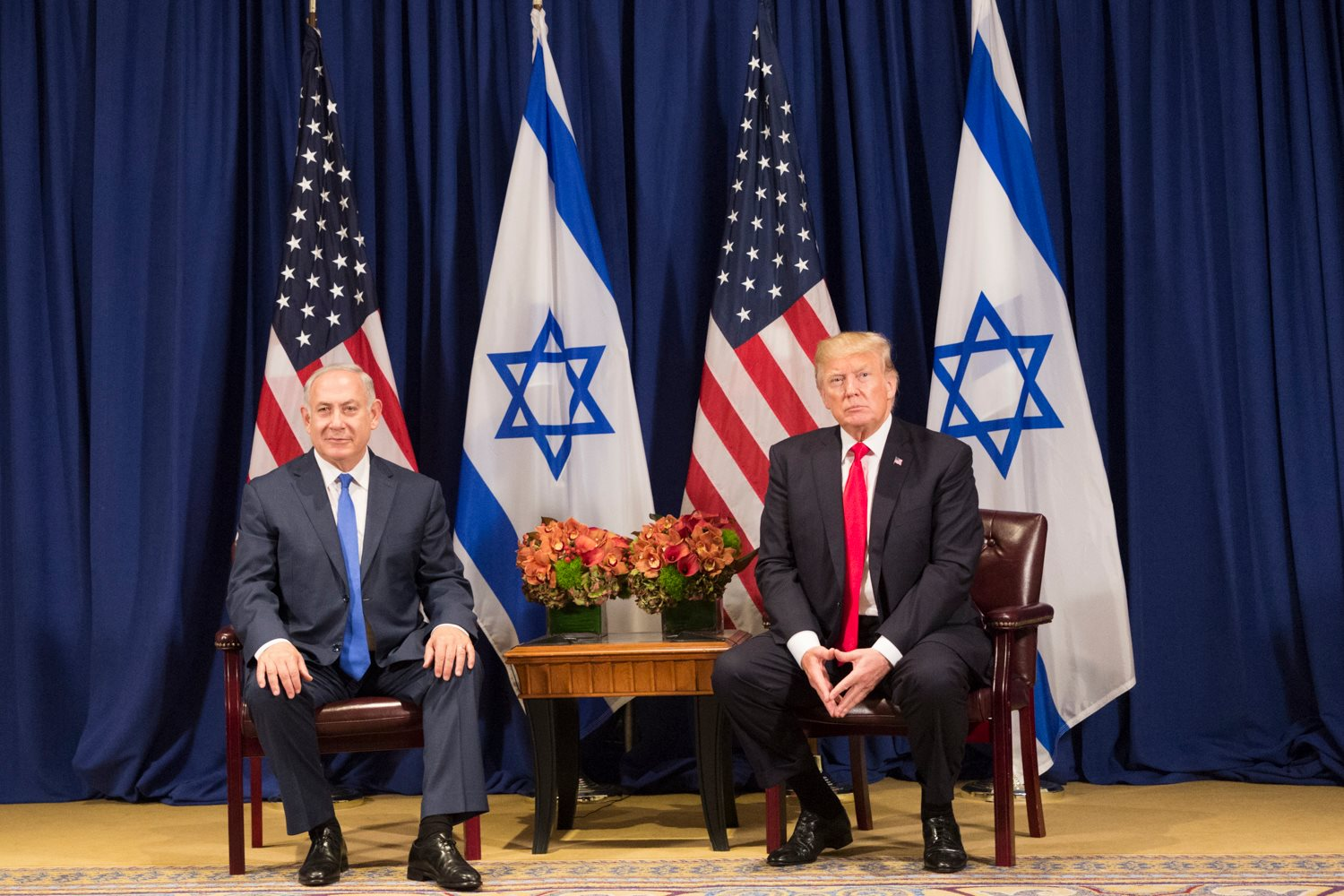
Benjamin Netanyahu, primeiro-ministro de Israel, em um encontro com o presidente dos Estados Unidos, Donald Trump, em outubro de 2017

Israel mantém relações diplomáticas com 161 estados e tem 94 missões diplomáticas em todo o mundo. Apenas três membros da Liga Árabe normalizaram suas relações com Israel, o Egito e a Jordânia assinaram tratados de paz em 1979 e 1994, respectivamente, e a Mauritânia optou por manter relações diplomáticas completas com Israel desde 1999. Dois outros membros da Liga Árabe, Marrocos e Tunísia, que tinham algumas relações diplomáticas com Israel, encerram suas relações no início da Segunda Intifada, em 2000. Desde 2003, Marrocos mantém laços econômicos com Israel, e o Ministro das Relações Exteriores de Israel visitou o país. Como resultado da Operação Chumbo Fundido em 2009, Mauritânia, Catar, Bolívia e Venezuela suspenderam relações políticas e econômicas com Israel. Sob a lei israelense, Líbano, Síria, Arábia Saudita, Iraque e Iêmen são considerados países inimigos e os cidadãos israelenses não podem visitá-los sem a permissão do Ministério do Interior. Desde 1995, Israel tem sido membro do Diálogo Mediterrâneo, que promove a cooperação entre sete países da Bacia do Mediterrâneo e os membros da Organização do Tratado do Atlântico Norte (OTAN).
Os Estados Unidos, Turquia, Alemanha, Reino Unido e Índia estão entre os mais próximos aliados de Israel. Um estudo revelou que a Índia era a nação mais pró-Israel do mundo seguida pelos Estados Unidos. Os Estados Unidos foram o primeiro país a reconhecer o Estado de Israel, seguidos pela União Soviética. Os Estados Unidos consideram Israel como seu principal aliado do Sudoeste Asiático, baseado em valores políticos e religiosos comuns. Embora a Turquia não tenha estabelecido relações diplomáticas integrais com Israel até 1991, o país tem colaborado com o Estado de Israel desde o seu reconhecimento em 1949. Os laços da Turquia com as outras nações muçulmanas, por vezes, resultou em pressão dos países árabes para que o país cessasse suas relações com Israel. A Alemanha possui fortes laços com Israel sobre a cooperação científica e educacional além de os dois estados permanecerem fortes parceiros econômicos e militares. A Índia estabeleceu laços diplomáticos plenos com Israel em 1992 e tem promovido fortes parcerias militares e culturais com o país desde então. O Reino Unido manteve integralmente as relações diplomáticas com Israel desde a sua formação. Tem também uma forte relação comercial, Israel é o 23º maior mercado. As relações entre os dois países também foram feitas pelo primeiro-ministro anterior, Tony Blair. O Reino Unido é descrito como tendo uma relação sólida com Israel, mas com diferenças de opinião. O Irã tinha relações diplomáticas com Israel durante a dinastia Pahlavi, mas retirou o reconhecimento de Israel durante a revolução iraniana. Israel e o Vaticano estabeleceram relações diplomáticas em 30 de dezembro de 1993, no papado de João Paulo II.

### Forças armadas

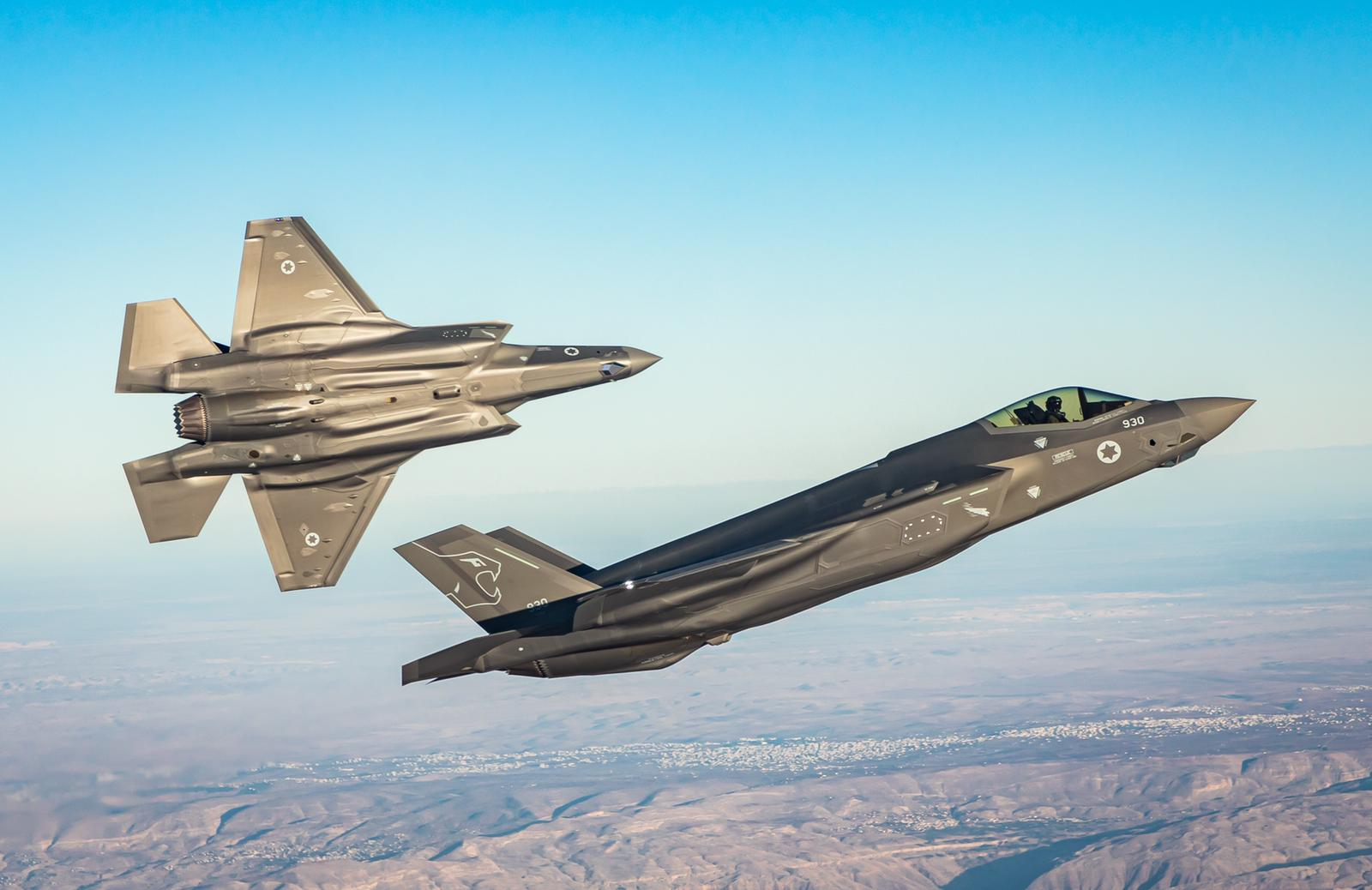
Caças F-35 da Força Aérea Israelense

As Forças de Defesa de Israel são formadas pelo exército, marinha e aeronáutica israelenses. Foram fundadas durante a Guerra árabe-israelense de 1948 por organizações paramilitares — principalmente a Haganah — que precedeu a criação do Estado de Israel. A FDI também usa os recursos da Direção de Inteligência Militar (Aman), que trabalha com a Mossad e Shabak. O envolvimento das Forças de Defesa de Israel em grandes guerras e conflitos fronteiriços tornou-a uma das forças armadas mais capacitadas do planeta. A maioria dos israelenses são convocados para o serviço militar obrigatório aos 18 anos de idade. Homens devem servir por três anos e as mulheres devem servir por dois. Na sequência do serviço obrigatório, homens israelenses juntam-se a força militar de reserva por várias semanas a cada ano até completar 40 anos de idade. A maioria das mulheres estão isentas do imposto de reserva. Árabes israelenses (com exceção dos drusos) e aqueles que exercem estudos religiosos em tempo integral estão isentos do serviço militar. Uma alternativa para aqueles que recebem isenções sobre vários motivos é o Sherut Leumi, ou serviço nacional, que envolve um programa de serviços em hospitais, escolas e outros quadros de bem-estar social. Como resultado de seu programa de conscrição, a FDI mantém aproximadamente 168 000 tropas ativas e um adicional de 408 000 reservistas.

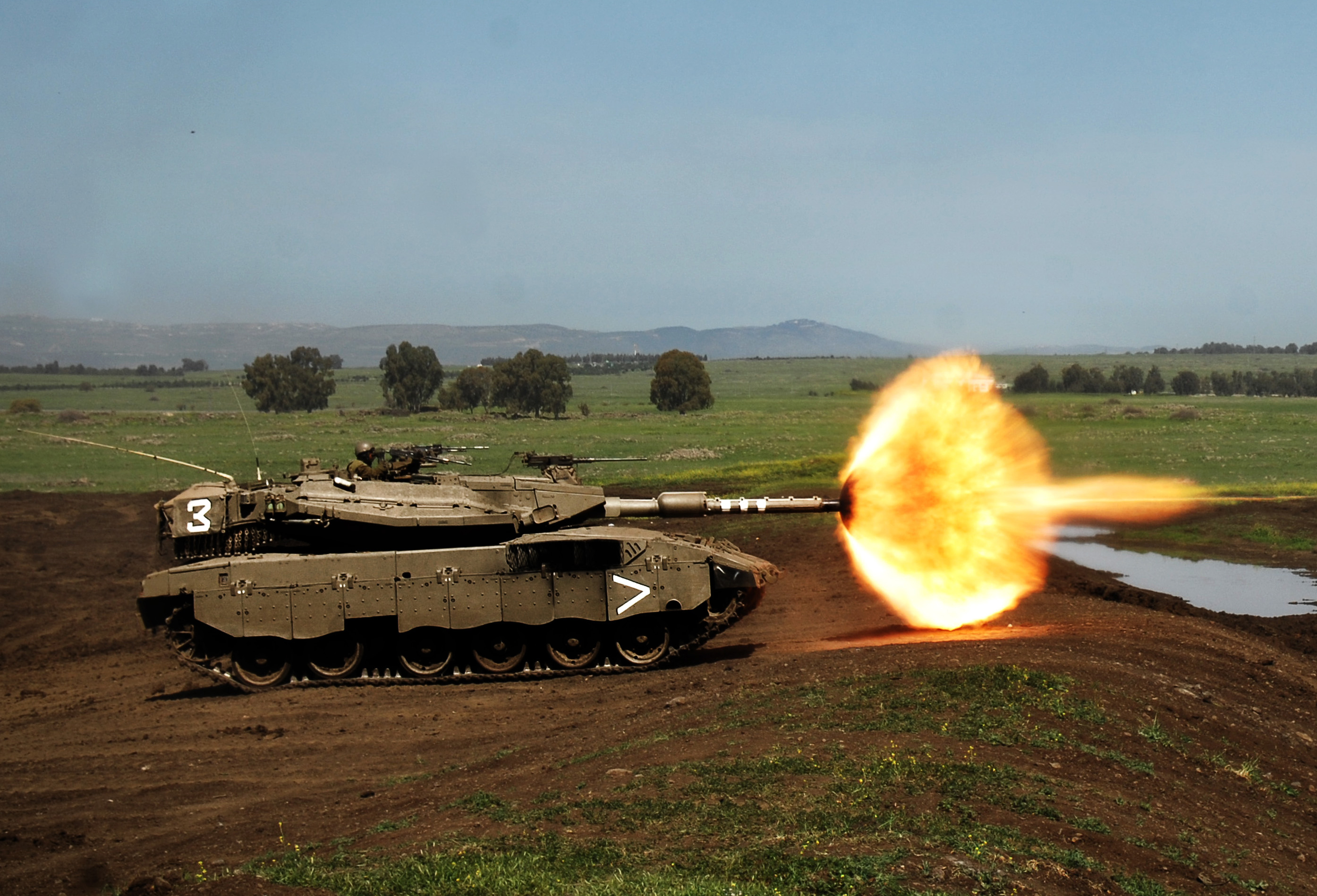
Tanque Merkava das FDI

As forças armadas do país dependem fortemente de sistemas de armas de alta tecnologia concebidos e fabricados em Israel, além de algumas importações estrangeiras. Os Estados Unidos são um dos maiores contribuintes estrangeiros; estima-se que liberem ao país 30 bilhões de dólares em ajuda militar entre os anos de 2008 e 2017. O míssil Arrow, desenvolvido pelos EUA e por Israel, é um dos únicos sistemas de mísseis antibalísticos em operação no mundo. Desde a Guerra do Yom Kipur, Israel tem desenvolvido uma rede de satélites de reconhecimento. O sucesso do programa Ofeq fez de Israel um dos sete países capazes de independentemente desenvolver, fabricar e lançar satélites desse tipo. O país também desenvolveu o seu próprio tanque, o Merkava. Desde a sua criação, Israel tem gasto uma parcela significativa do seu produto interno bruto em defesa. Em 1984, por exemplo, o país gastou 24% do seu PIB em defesa. Hoje, esse número caiu para cerca de 10%.
Israel não assinou o Tratado de Não Proliferação Nuclear e mantém uma política de ambiguidade deliberada em direção à sua capacidade nuclear, apesar de ser amplamente considerado como possuidor de armas nucleares. Depois da Guerra do Golfo em 1991, quando o país foi atacado por mísseis Scud iraquianos, foi aprovada uma lei exigindo que todos os apartamentos e casas em Israel devessem ter uma mamad, uma sala de segurança reforçada e impermeável a substâncias químicas e biológicas.

## Subdivisões administrativas
O Estado de Israel está dividido em seis principais distritos administrativos, conhecido como mehozot (מחוזות; singular: mahoz) — Centro, Haifa, Jerusalém, Norte, Sul e Telavive. Os distritos dividem-se em quinze subdistritos conhecidos como nafot (נפות; singular: ANPA), que são eles próprios divididos em cinquenta regiões naturais.
Para fins estatísticos, o país está dividido em três áreas metropolitanas: Telavive e Gush Dan (população 3 150 000), Haifa (população 996 000), e Bersebá (população 531 600). A maior cidade de Israel, tanto em população quanto em área é Jerusalém com 732 100 habitantes em uma área de 126 km².
As estatísticas do governo israelense sobre Jerusalém incluem a população e o território de Jerusalém Oriental, que é amplamente reconhecida como parte dos territórios palestinos sob ocupação de Israel. Telavive, Haifa e Rishon LeZion são as seguintes cidades mais populosas do país, com 384 600, 267 000 e 222 300 habitantes, respectivamente.

### Territórios ocupados

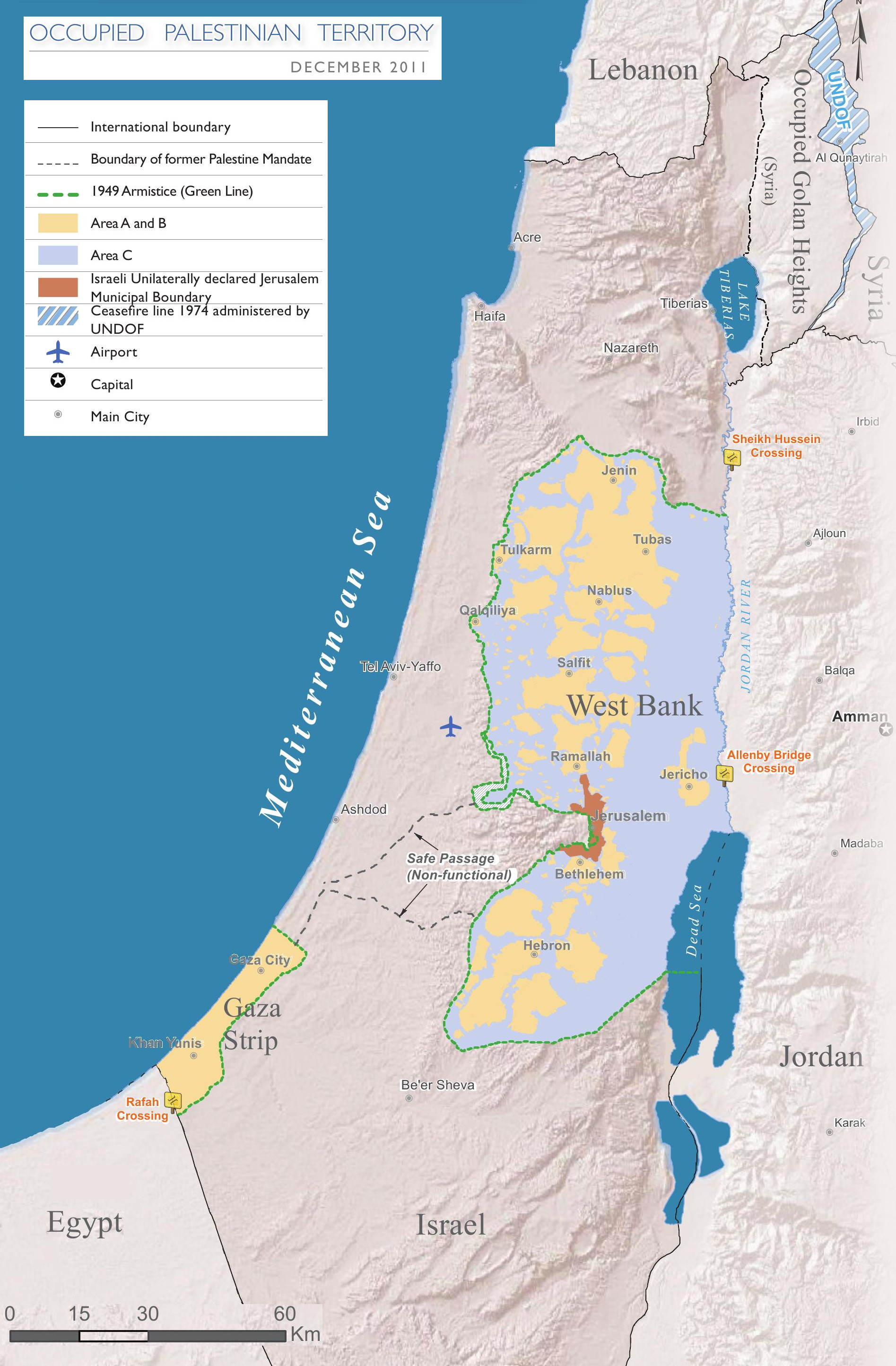
Mapa de Israel e dos territórios palestinos ocupados

Os territórios ocupados por Israel são a Cisjordânia, Jerusalém Oriental e as colinas de Golã. Estas são as áreas que Israel tomou da Jordânia e da Síria durante a Guerra dos Seis Dias. O termo também foi usado para descrever a península do Sinai, que foi devolvida ao Egito em 1979 como parte do tratado de paz israelo-egípcio.
O termo "territórios ocupados por Israel" também foi usado para englobar a Faixa de Gaza, que foi ocupada pelo Egito e tomada por Israel em 1967. Em 2005, Israel desocupou a Faixa de Gaza e retirou quatro assentamentos na Cisjordânia, como parte do seu plano de retirada unilateral. No entanto, Israel continua a controlar o acesso ao espaço aéreo e marítimo de Gaza. Israel também regulamenta as viagens e o comércio de Gaza com o resto do mundo. O interior do território está sob controle do Hamas, partido majoritário no Conselho Legislativo da Palestina, cujo braço militante executou desde os anos 1990 vários atentados terroristas contra Israel como o atentado suicida do Dizengoff Center e o atentado terrorista da pizzaria Sbarro.
Na sequência da captura desses territórios por Israel, assentamentos constituídos por cidadãos israelenses foram estabelecidos dentro de cada um deles. Israel aplica suas leis em Golan e Jerusalém Oriental, incorporando-os ao seu território e oferecendo aos seus habitantes o status de residentes permanentes e a possibilidade de obtenção da cidadania israelense, caso eles a solicitem. Em contraste, a Cisjordânia tem permanecido sob ocupação militar e é largamente vista junto com a Faixa de Gaza — por parte de Israel, pelos palestinos e pela comunidade internacional — como o local de um futuro Estado palestino. O Conselho de Segurança declarou que a incorporação de Jerusalém Oriental e das colinas de Golã é "nula e sem efeito" e continua considerando-os territórios ocupados.

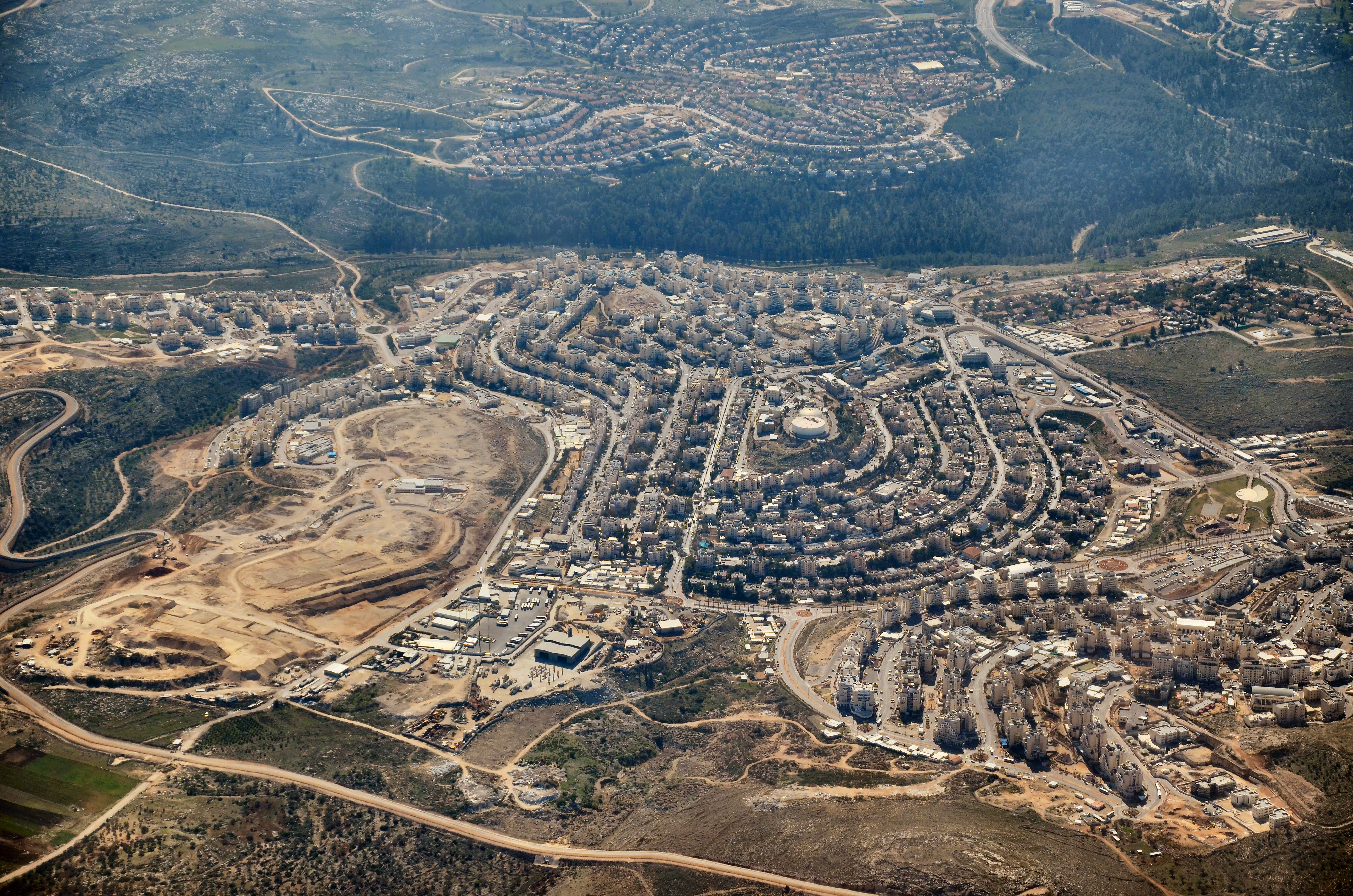
Modi'in Illit, com 60 mil habitantes, é a maior colônia israelense no território da Cisjordânia

O status de Jerusalém Oriental, em qualquer possível acordo de paz, tem sido visto por vezes como um obstáculo difícil nas negociações entre os governos de Israel e representantes dos palestinos. A maioria das negociações relativas aos territórios se dão com base na Resolução 242 do Conselho de Segurança das Nações Unidas, que apela que Israel desocupe os territórios ocupados em troca da normalização das relações com países árabes, um princípio conhecido como "terra pela paz".
A Cisjordânia tem uma população constituída principalmente por árabes palestinos, incluindo os residentes históricos dos territórios e dos refugiados da Guerra árabe-israelense de 1948. Desde a ocupação em 1967 até 1993, os palestinos que vivem nesses territórios estavam sob a administração militar israelense. Desde que foram assinadas as cartas de reconhecimento entre Israel e a Organização para a Libertação da Palestina, a maioria da população palestina e suas cidades têm estado sob o controle da Autoridade Palestina e por um controle militar parcial por parte dos israelenses, apesar de Israel ter em diversas ocasiões reorganizado suas tropas e reinstituído plena administração militar durante períodos de grande agitação. Em resposta aos ataques cada vez mais numerosos como parte da Segunda Intifada, o governo israelense iniciou a construção do chamado "Muro da Cisjordânia", que segundo o relatório da organização de direitos humanos israelense B'Tselem está parcialmente construído dentro do território da Cisjordânia.
A Faixa de Gaza foi ocupada pelo Egito de 1948 a 1967 e em seguida por Israel, de 1967 a 2005. Em 2005, como parte do plano de retirada unilateral, Israel retirou todos os seus colonos e forças do território palestino. No entanto, Israel continua a controlar o espaço aéreo e o acesso marítimo da Faixa de Gaza e tem enviado tropas para a área. Gaza faz fronteira com o Egito. Um acordo entre Israel, a União Europeia, a Autoridade Palestina e o Egito estabeleceu como a passagem da fronteira poderia ser feita (o que era monitorado por observadores europeus). No entanto a eleição de um governo do Hamas trouxe problemas na sua aplicação, o que tem ocasionado o fechamento da passagem da fronteira na maior parte do tempo. O interior da Faixa de Gaza está nas mãos do governo do Hamas.

## Economia

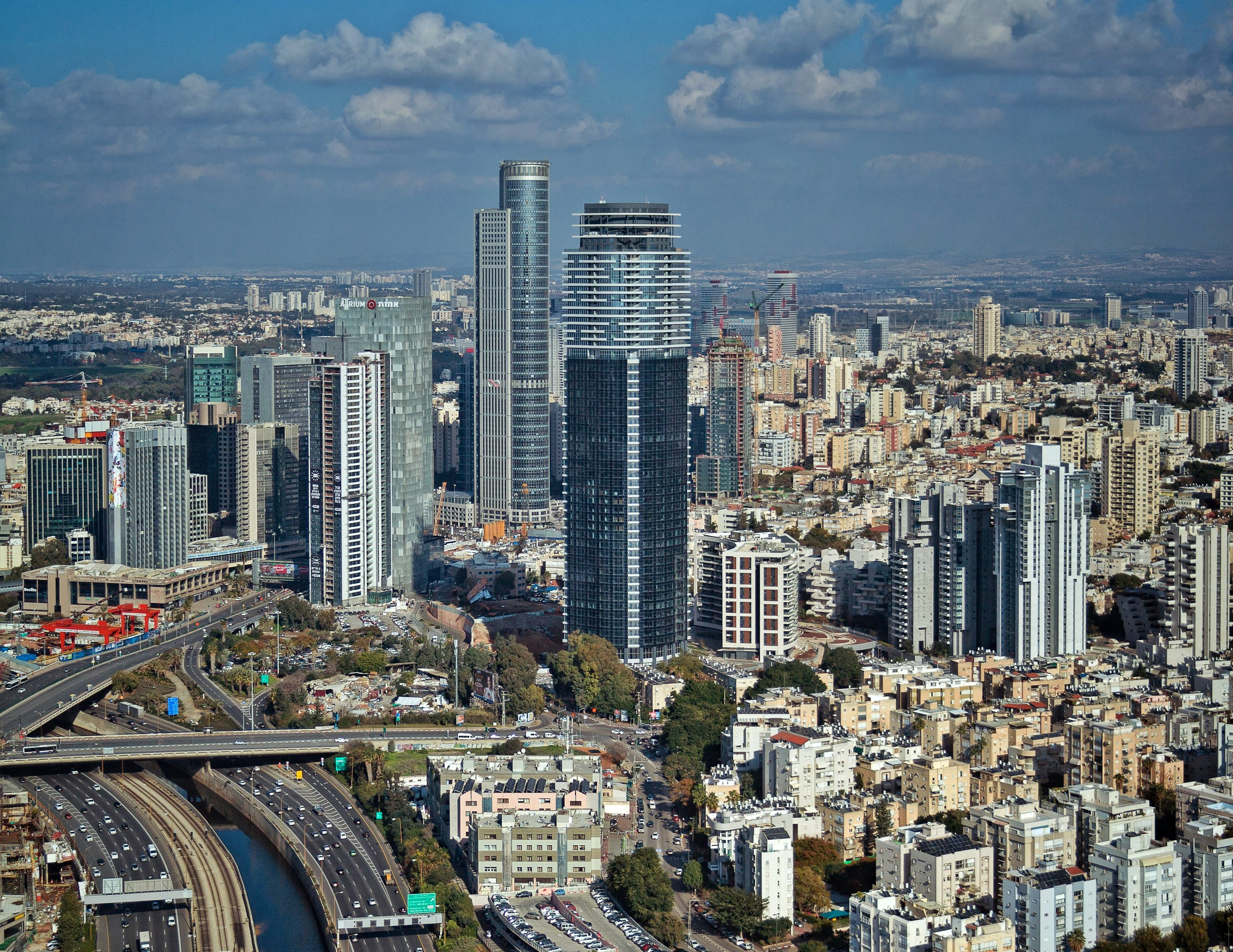
Distrito da Bolsa de Diamantes, em Ramat Gan, no Distrito de Telavive

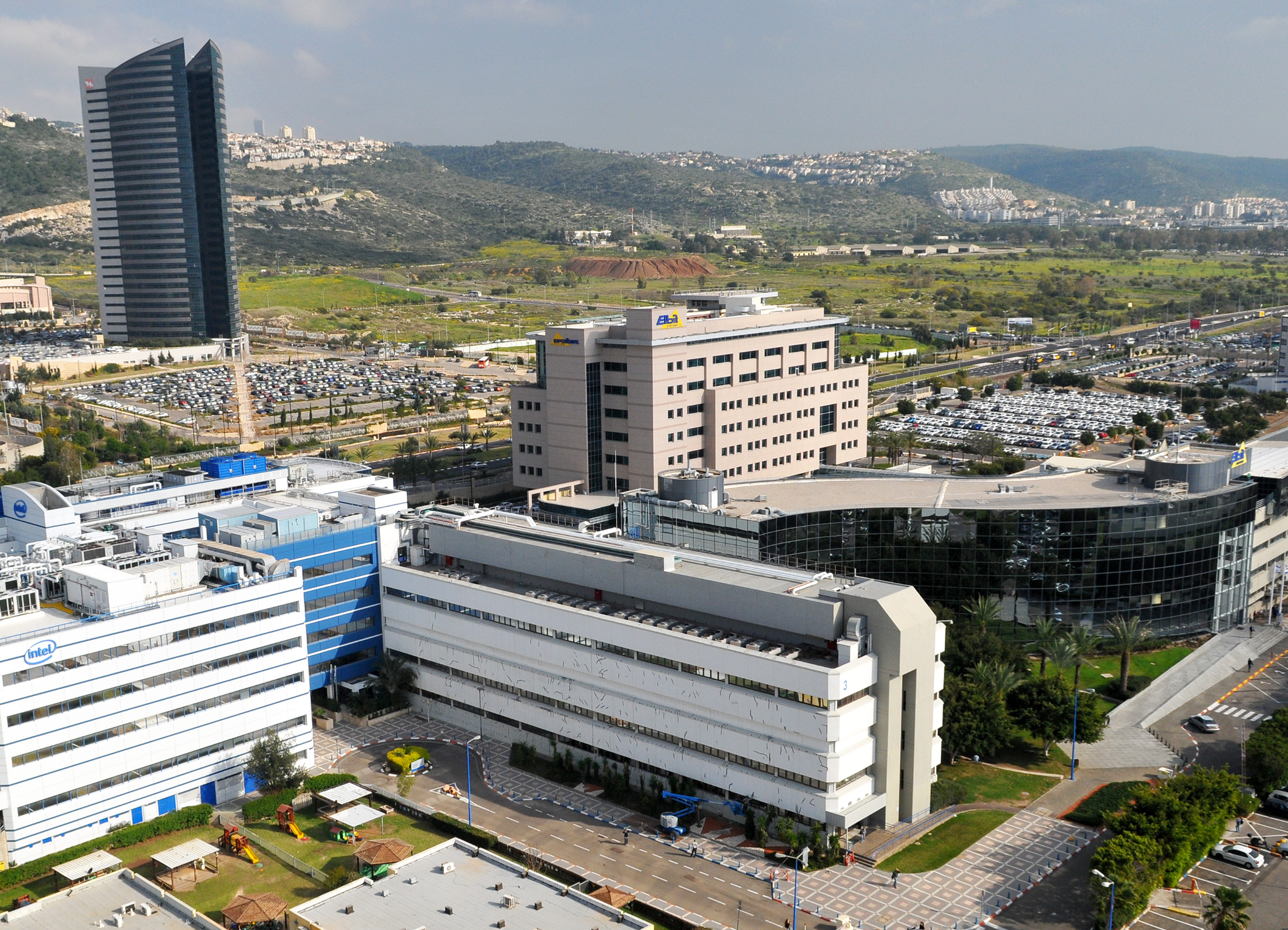
Complexo de alta tecnologia em Haifa, onde Google, Microsoft e Intel mantêm centros de pesquisa e desenvolvimento

Principais produtos de exportação de Israel em 2019

Israel é considerado um dos países mais avançados do sudoeste da Ásia em desenvolvimento econômico e industrial. O país foi classificado como o de nível mais elevado da região pelo Banco Mundial, bem como, no Fórum Econômico Mundial. Tem o maior número de empresas cotadas na bolsa NASDAQ fora da América do Norte. Em 2008, Israel tinha o 41º produto interno bruto (PIB) mais alto e o 22º maior PIB per capita do mundo (em paridade de poder de compra), com 199,5 bilhões de dólares e 33 299 de dólares, respectivamente. Em 2007, Israel foi convidado a aderir à Organização para a Cooperação e Desenvolvimento Econômico (OCDE), que promove a cooperação entre os países que aderem aos princípios democráticos e explorar economias de mercado.
Apesar dos limitados recursos naturais, o intensivo desenvolvimento industrial e da agricultura ao longo das últimas décadas fez com que Israel se tornasse amplamente autossuficiente na produção de alimentos, especialmente grãos e carne. Entre os produtos muito importados por Israel, totalizando 47,8 bilhões de dólares em 2006, incluem-se combustíveis fósseis, as matérias-primas e equipamentos militares. Os produtos que Israel mais exporta são frutas, vegetais, produtos farmacêuticos, softwares, produtos químicos, tecnologia militar, diamantes. Em 2006, o volume de exportações do país atingiu 42,86 bilhões de dólares.
Israel é um dos líderes globais em conservação da água, energia geotérmica e em alta tecnologia, atuando no desenvolvimento de softwares, comunicações e ciências da vida, o que provoca comparações ao Vale do Silício na Califórnia. Intel e Microsoft construíram em Israel seus primeiros centros de pesquisa e desenvolvimento fora dos Estados Unidos além de outras multinacionais de alta tecnologia como a IBM, a Cisco Systems e a Motorola, terem aberto instalações no país. Em julho de 2007, o bilionário americano Warren Buffett, CEO da companhia Berkshire Hathaway, comprou a empresa israelense Iscar, sendo a sua primeira aquisição fora do território americano, por 4 bilhões de dólares. Israel possui a segunda maior aglomeração de indústrias de tecnologia de ponta, o Silicon Wadi, atrás apenas do Vale do Silício da Califórnia.
Desde a década de 1970, Israel tem recebido ajuda econômica dos Estados Unidos, cujos empréstimos representam a maior parte da dívida externa do país. Em 2007, os Estados Unidos aprovaram mais 30 bilhões de dólares em ajuda a Israel pelos próximos dez anos.
Em 2010, Israel foi classificado pelo "IMD's World Competitiveness Yearbook" no 17º lugar entre as nações mais desenvolvidas economicamente. Também foi qualificado nessa mesma publicação como a mais durável economia em tempos de crise e em 1º lugar no nível de investimentos em pesquisas e em centros de desenvolvimento. No mesmo ano, foi convidado para aderir a OCDE. Israel possui o segundo maior número de companhias start-up no mundo, logo depois dos Estados Unidos. Apesar disso, a produtividade por trabalhador no país é uma das mais baixas entre os membros da OCDE.
O turismo, especialmente do turismo religioso, é outra importante fonte de renda em Israel. Com um clima mediterrâneo, praias, sítios arqueológicos e históricos, além da única geografia, o país atrai milhões de turistas todos os anos. Problemas de segurança de Israel afetam a indústria do turismo, mas o número de turistas continua em alta. Em 2008, mais de 3 milhões de turistas visitaram Israel. Abundantes são as informações turísticas nas rodovias, concomitantemente em três idiomas: hebraico, árabe e inglês, nesta ordem.

## Infraestrutura

### Educação

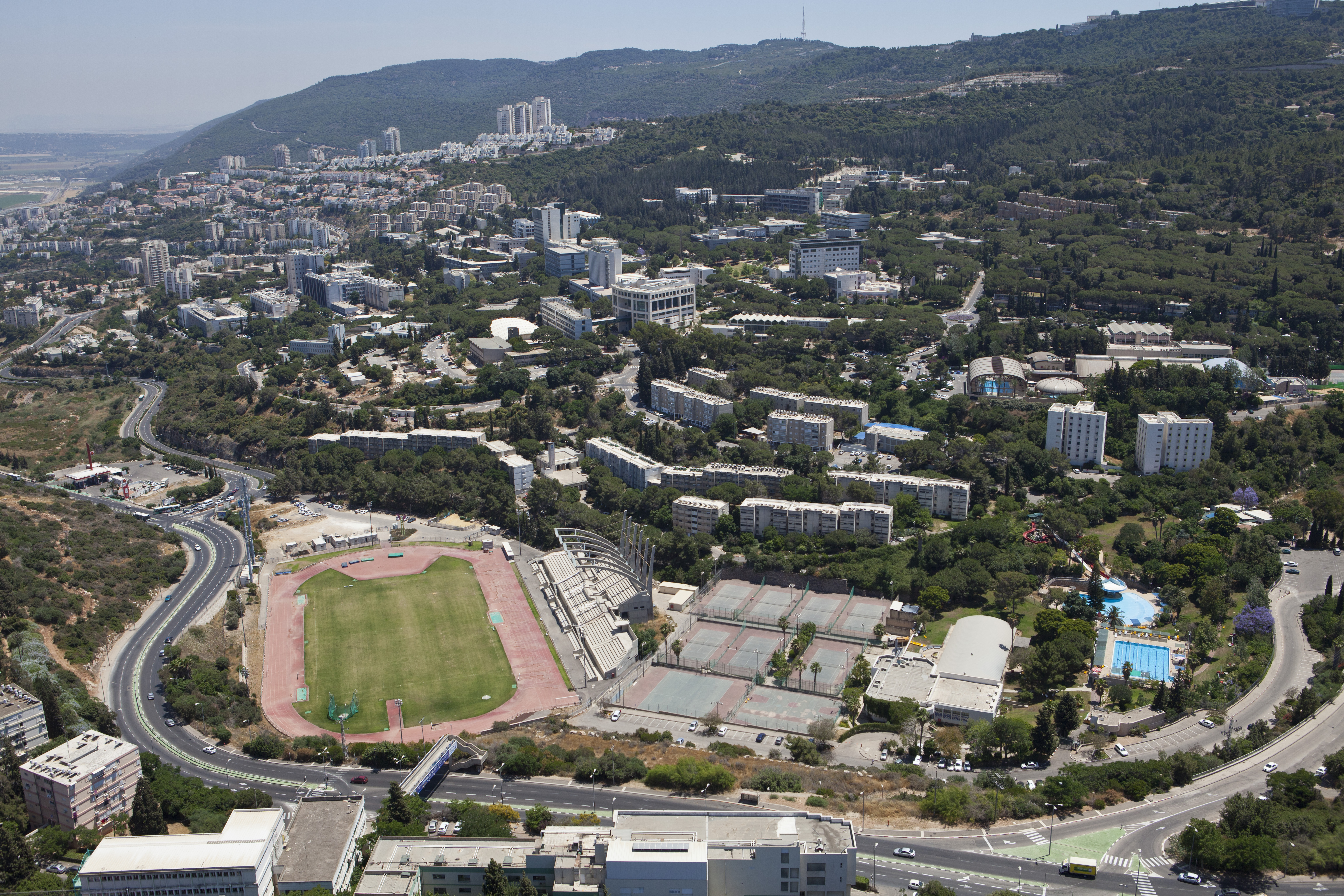
Vista aérea do campus do instituto Technion, em Haifa. Apenas dessa instituição saíram três dos dez ganhadores israelenses do Prêmio Nobel

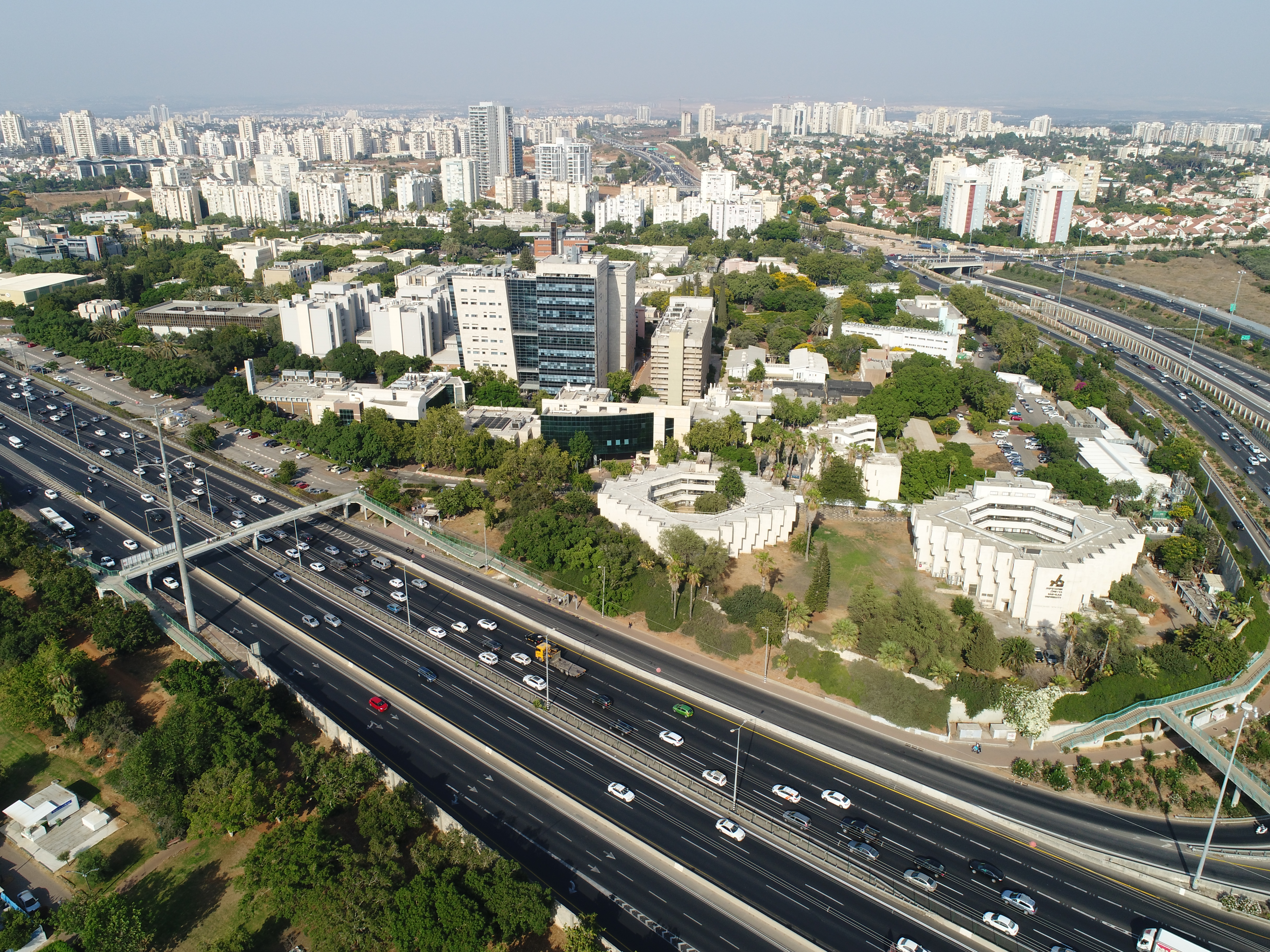
Universidade Bar-Ilan, em Ramat Gan

Israel tem a maior esperança de vida escolar do sudoeste da Ásia, e está empatado com o Japão na segunda maior esperança de vida escolar do continente asiático (a Coreia do Sul está em primeiro lugar). O país também tem a maior taxa de alfabetização do sudoeste asiático, de acordo com dados da Organização das Nações Unidas. A Lei de Educação do Estado, promulgada em 1953, estabeleceu cinco tipos de escolas: estado laico, o estado religioso, ultra ortodoxo, escolas municipais e escolas árabes. O público secular é o maior grupo escolar e é frequentado pela maioria dos alunos judeus e não árabes em Israel. A maioria dos árabes enviam seus filhos às escolas onde o árabe é a língua de instrução. O ensino é obrigatório em Israel, para crianças entre as idades de três a dezoito anos. A escolarização é dividida em três níveis — da escola primária (séries 1/6), escola média (séries 7/9) e ensino médio (séries 10/12) — terminando com uma série de exames de matrícula em várias matérias. As notas nestes exames constam no diploma nacional padronizado — o diploma Bagrut. Proficiência em temas fundamentais como matemática, bíblia, hebraico, literatura hebraica e geral, inglês, história, educação cívica e uma matéria eletiva é necessária para receber um certificado Bagrut. Em escolas árabes, cristãs e drusas, os estudos bíblicos são substituídos por exames baseados na cultura islâmica, cristã ou drusas. Em 2003, mais de metade dos alunos da última classe do ensino secundário conseguiram passar em todos os exames para receber o diploma Bagrut.
As oito universidades públicas de Israel são subsidiadas pelo Estado. A Universidade Hebraica de Jerusalém, a mais antiga universidade de Israel, e a Biblioteca Nacional de Israel, possuem o maior repositório de livros sobre temas judaicos. A Universidade Hebraica foi classificada entre as 100 melhores universidades do mundo pelo prestigioso ranking acadêmico ARWU. Em um levantamento de 2009, esta mesma universidade foi classificada na posição 64ª no mundo (e quarta na região da Ásia e do Oceano Pacífico). Outras grandes universidades do país incluem o Technion, o Instituto Weizmann da Ciência, Universidade de Telavive, Universidade Bar-Ilan, a Universidade de Haifa, e Universidade Ben-Gurion do Negueve. As sete universidades de pesquisa de Israel (com exceção da Universidade Aberta) foram classificadas entre as 500 melhores do mundo. Israel ocupa terceira posição no mundo em número de cidadãos que possuem diplomas universitários (20% da população).
No campo das teorias da aprendizagem, Israel legou ao mundo a teoria da modificabilidade cognitiva estrutural, formulada pelo educador Reuven Feuerstein (1921–2014). Esta teoria afirma que a inteligência humana pode ser expandida, independente de idade, dando ao indivíduo capacidade para aprender.
Universidades israelenses destacam-se entre as cem melhores no mundo em física (TAU, UHJI e IWC), matemática (TAU, UHJI e Technion), química (TAU, UHJI e Technion), ciência da computação(TAU, UHJI, IWC, UBI e Technion), economia (TAU e UHJI), engenharia (TAU, UHJI e Technion), ciências sociais (TAU e UHJI) e ciências naturais (TAU, UHJI, Technion e IWC). O Technion e o IWC destacam-se na liderança da lista do ranking em ciência da computação, junto com universidades de somente dois países — os Estados Unidos e o Canadá. Apesar disso, os resultados dos alunos em Israel permanecem inferiores aos dos países da OCDE, segundo o exame do PISA.

### Ciência e tecnologia

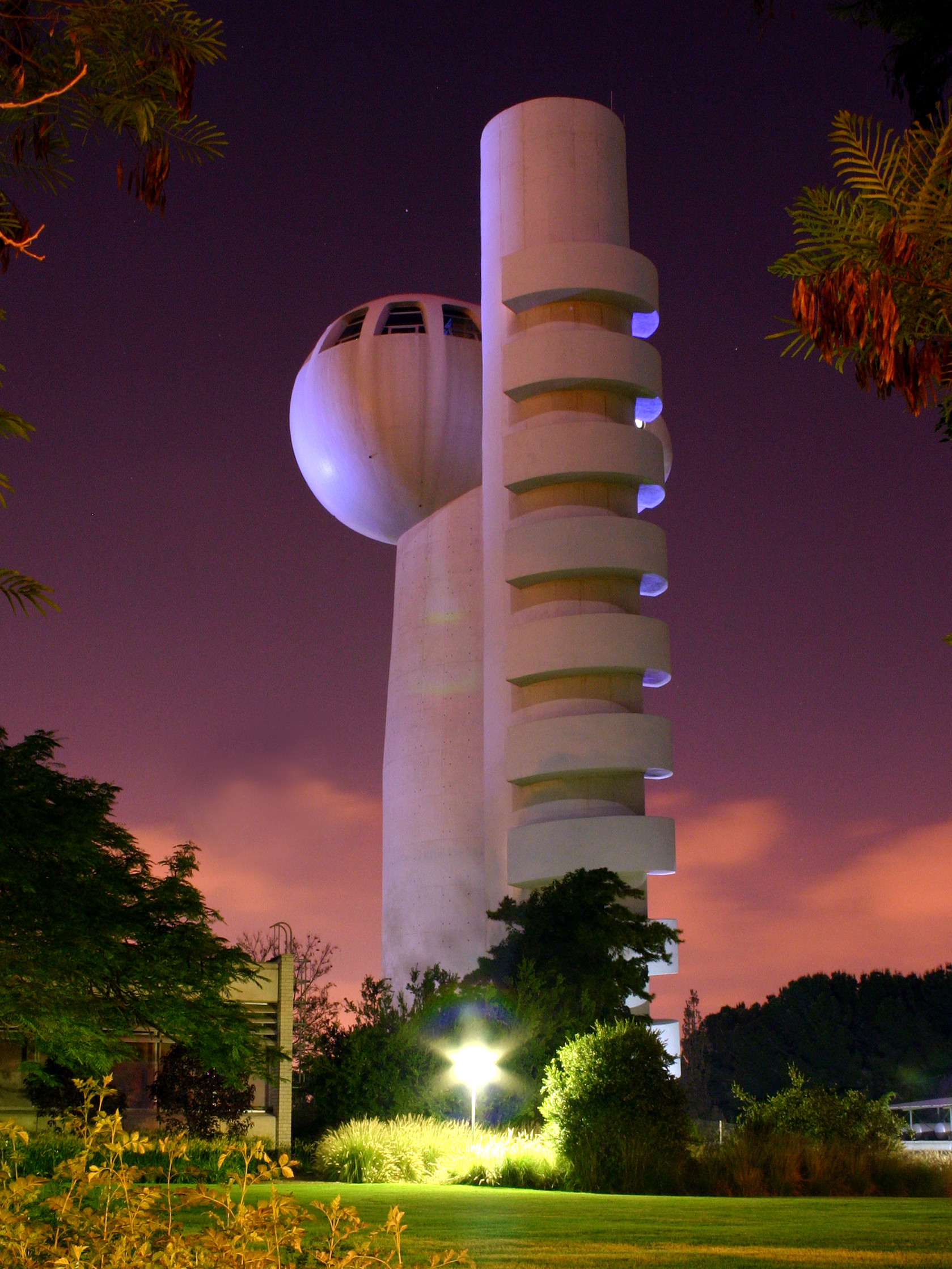
O acelerador de partículas do Instituto Weizmann da Ciência em Rehovot

Considerado um país pequeno, Israel necessitou ser preciso e generoso na distribuição de recursos para o setor de Ciência e Tecnologia: 40% da verba destina-se ao progresso científico. Neste ramo, investe com qualidade competitiva internacional não somente em uma área, mas em várias, sendo três delas as principais: industrial, agrotecnológica e médica. Desde a sua fundação, que o Estado de Israel investe na pesquisa, em primeiro, para sanar as dificuldades encontradas em sua terra infértil, como tornando-se o pioneiro em biotecnologia agrícola, irrigação por gotejamento, a solarização dos solos, a reciclagem de águas de esgoto para uso agrícola e a utilização do enorme reservatório subterrâneo de água salobra do Negueve. Na área médica, seu crescimento deu-se a partir da Primeira Guerra Mundial, após a fundação do Centro Hebraico de Saúde, e continuou a ampliar-se, agora nos departamentos de bioquímica, bacteriologia, microbiologia e higiene da Universidade Hebraica de Jerusalém, que iniciaram a base do Centro Médico Hadassa, a instituição de maior importância nacional na área. Relacionada a indústria, o desenvolvimento foi dos laboratórios próximos ao mar Mediterrâneo, onde foi criado o Instituto de Tecnologia Technion-Israel, cujo investimentos são destacados na óptica, na computação, na aeronáutica, na robótica e na eletrônica. Inserido nesta área, está ainda o departamento de Pesquisa e Desenvolvimento, cujas funções estão relacionadas as telecomunicações, produção elétrica e de energia, e administração de recurso hídrico, ligado à indústria e à agricultura. Entre seus profissionais estão os chegados da extinta União Soviética, dos quais 40% eram graduados universitários e ajudaram a impulsionar Israel no setor de alta tecnologia. Destacando-se internacionalmente, possui cinco cientistas que foram vencedores do Prêmio Nobel: três em química e dois em economia. O físico David Gross, estadunidense laureado pelo Nobel de Física, é bacharelado e mestre pela Universidade Hebraica de Jerusalém. Em 2010, o israelense Elon Lindenstrauss, jovem matemático dessa mesma universidade, recebeu a medalha Fields, considerada como o "Nobel da matemática".

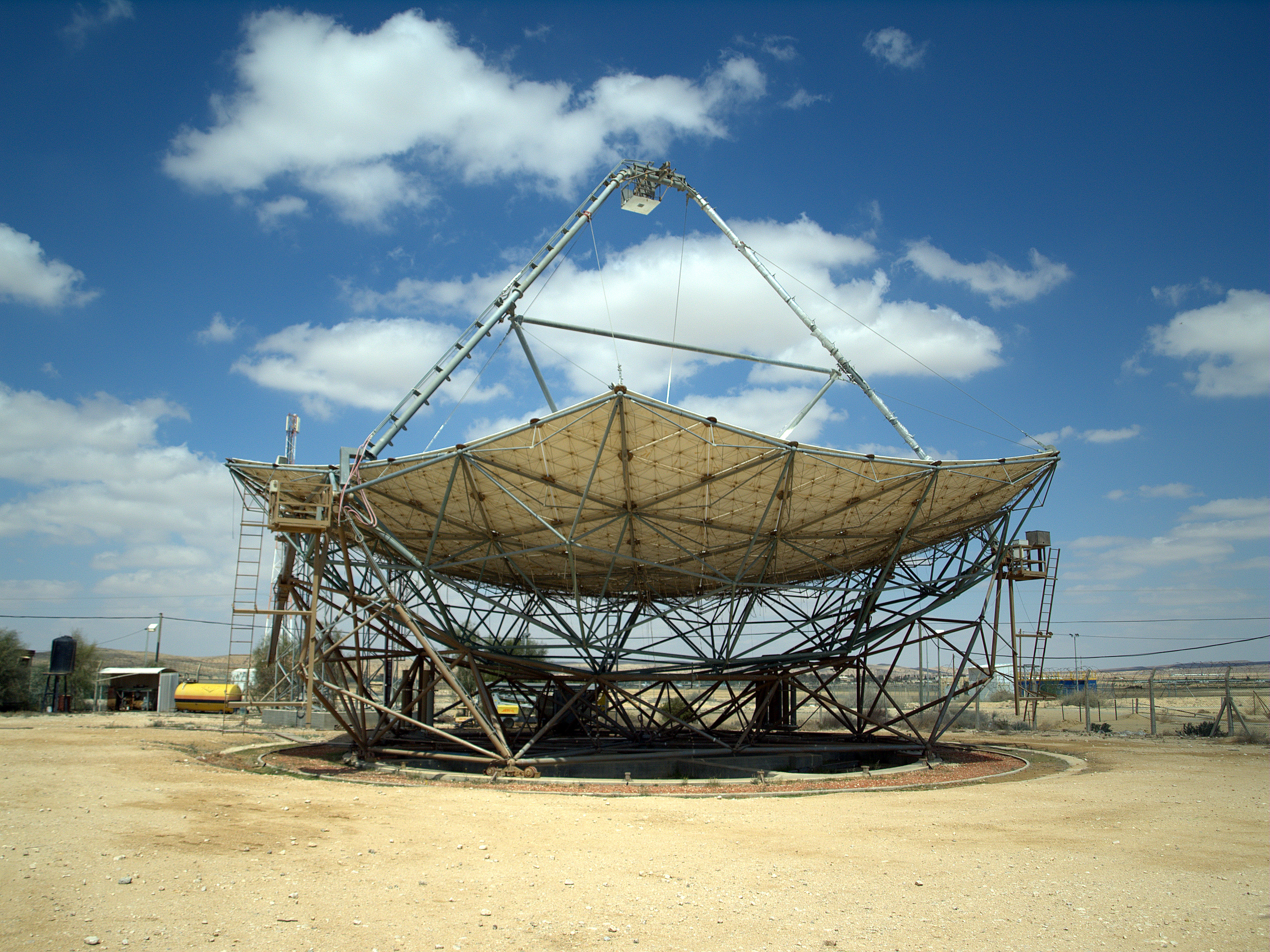
A maior parabólica solar do mundo no Centro Ben-Gurion

Israel investe muito em energia solar, com engenheiros na vanguarda desse tipo de tecnologia. Suas empresas trabalham em projetos ao redor de todo o mundo e mais de 90% dos lares israelenses utilizam energia solar para esquentar a água, o que dá uma economia de 8% em seu consumo de energia anual.
Desde 1988, a Israel Aerospace Industries desenvolveu e fabricou de maneira independente pelo menos 13 satélites comerciais, de pesquisas e de espionagem. A maioria foram lançados para órbita terrestre da base da força aérea israelense de Palmachim, em sua costa mediterrânea a sul de Telavive, por veículos lançadores de satélites Shavit. Alguns dos satélites de Israel classificam-se entre os sistemas espaciais mais avançados no mundo. Em 22 de junho de 2010, Israel lançou da base aérea de Palmachim o seu satélite de espionagem Ofeq 9, equipado com câmera de alta resolução. O piloto de caça Ilan Ramon foi o primeiro astronauta israelense; atuou como especialista de carga durante a STS-107, na última e fatal missão do ônibus espacial Columbia.
Israel está em terceiro lugar entre os países que mais publicam artigos científicos per capita do mundo, em terceiro lugar também em número de patentes per capita Ocupa ainda o segundo lugar entre os vinte países com mais impacto relativo em artigos científicos sobre ciências espaciais, num estudo levado a cabo pela agência Thomson Reuters. Três de seus cientistas de computação receberam o Prêmio Turing: Michael Rabin, Adi Shamir e Amir Pnueli.

### Comunicações

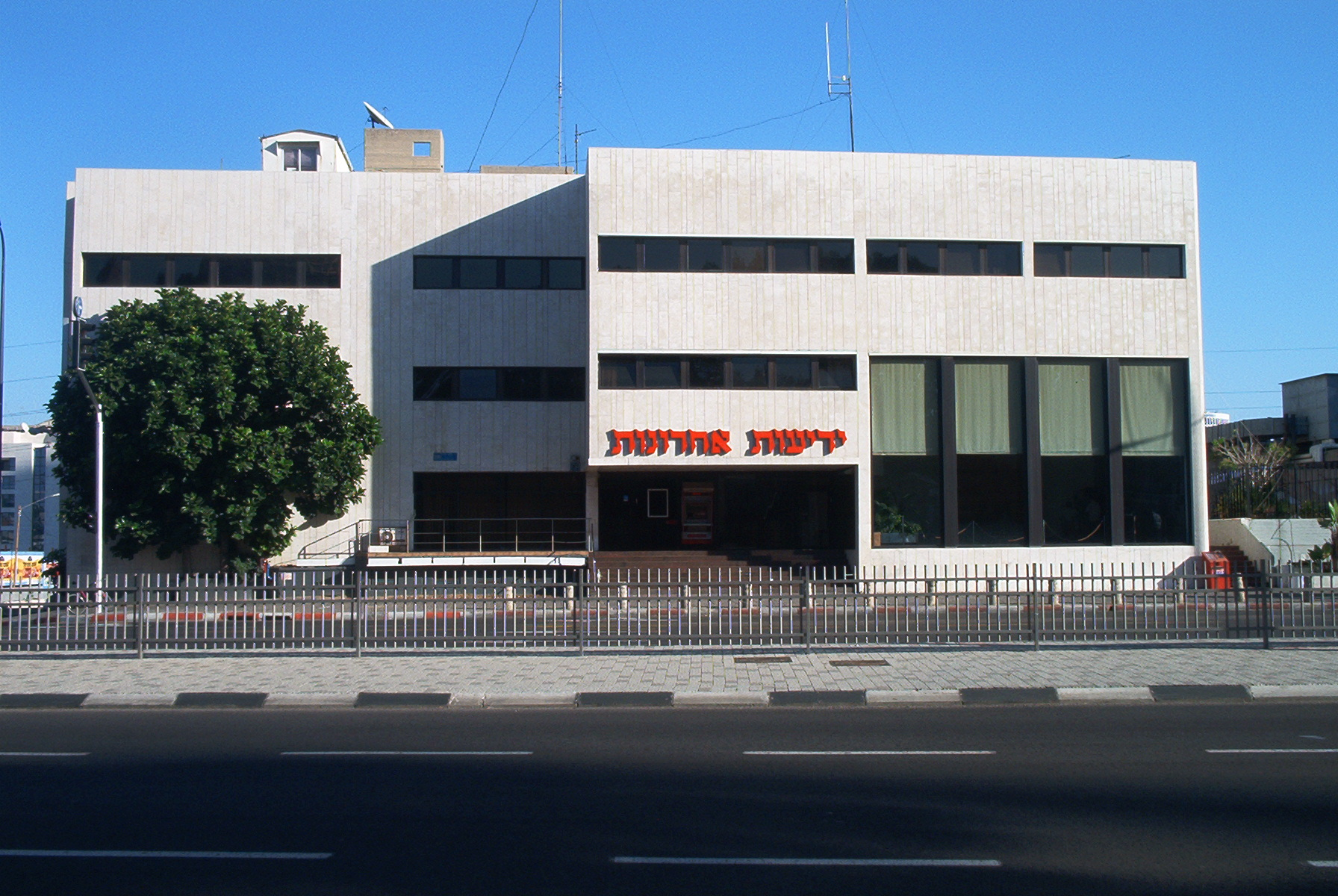
Sede do Yedioth Ahronoth, em Telavive, o jornal de maior tiragem do país

Faz parte da rotina do povo de Israel manter-se informado sobre as notícias do país e do mundo. A liberdade de imprensa é algo respeitado pelo governo, exceto no que toca assuntos sobre a segurança nacional, que recebe censura. Para manterem-se atualizadas e informadas, as pessoas contam com a presença de mais de doze jornais diferentes em hebraico, e inúmeros outros em outros idiomas. O total é impreciso, mas são mais de mil periódicos entre jornais e revistas. O rádio, outro meio de comunicação de massas no país, tem como uma das maiores representantes a Kol Israel ("Voz de Israel" em português), também existente na televisão, que opera oito estações de rádio, em dezessete idiomas, com variedades musicais, para atingir a todos os públicos. Neste meio de comunicação existe ainda uma rádio destinada especificamente aos soldados e um sistema de transmissão em ondas curtas, também em vários idiomas e destinado a ouvintes de outras nações, a fim de fornecer uma segura fonte de informações sobre Israel, o Oriente Médio e o judaísmo. A televisão surgiu em 1967 e mantém seu canal estatal no ar do início da manhã, até o princípio da madrugada, em três idiomas com programação informativa e educativa. Um canal comercial reserva horas de sua programação para a educação também. Além, Israel conta com outros canais independentes e com a televisão a cabo, que atinge quase toda a nação. Seus serviços de radiodifusão são financiados pela propaganda e por uma taxa paga pelos consumidores.
Para a telecomunicação, que inclui a telefonia e os serviços de internet, Israel detinha, até 2001, um total superior a 2,8 milhões de linhas diretas, usando uma rede digital de 100%, que fornecem um serviço avançado aos clientes. Em 2000, o Ministério das Comunicações publicou propostas para serviços de telefonia fixa no mercado interno inteiro, inclusa a entrada web via wireless e banda larga, cuja tecnologia é líder. Na telefonia móvel, Israel possui três operadoras e, até meados dos anos 2000, 58% de sua população já detinha um aparelho celular, o que correspondia a pouco mais de 3,5 milhões de usuários.

### Saúde

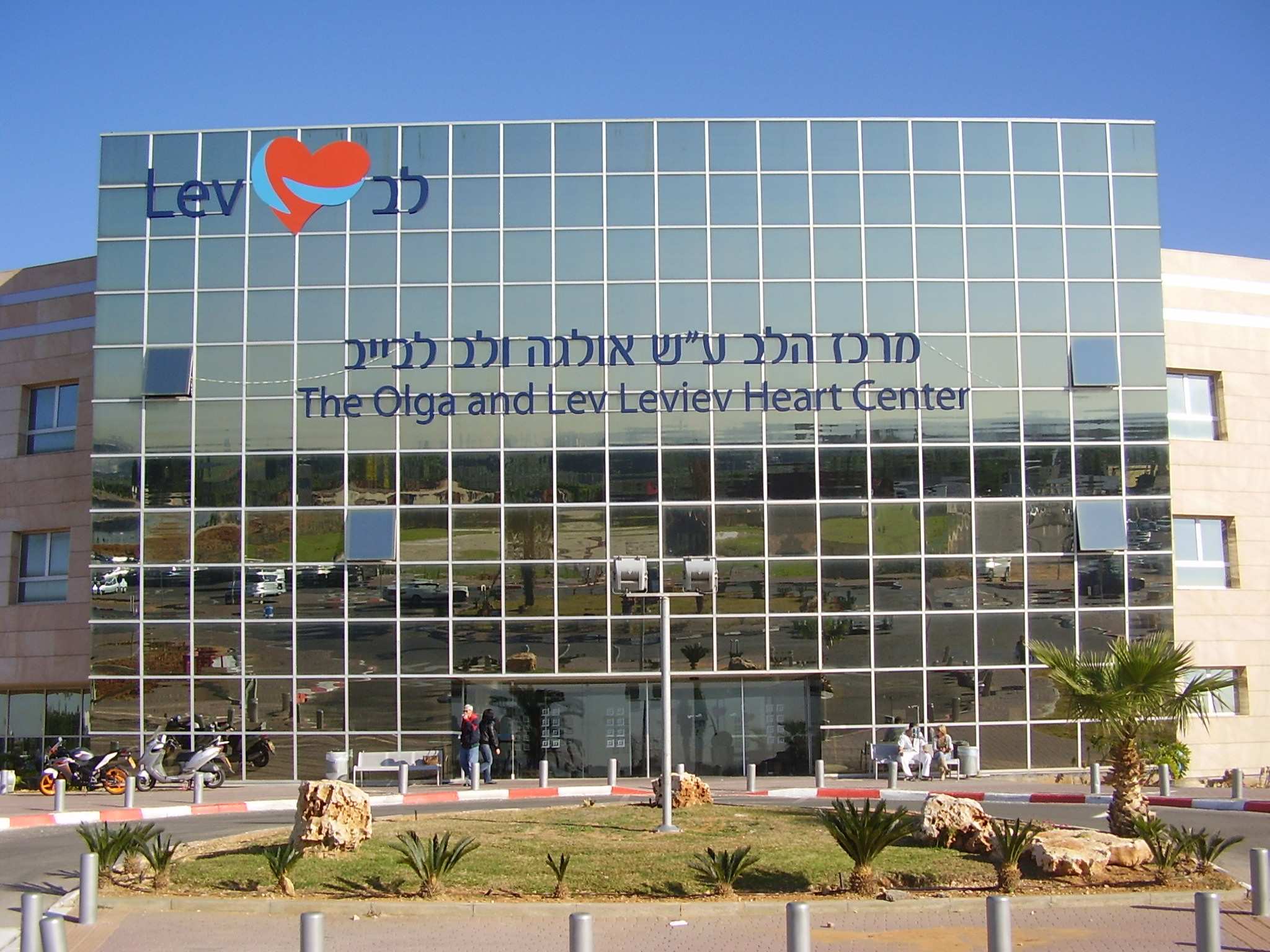
Instituto Cardíaco do Centro Médico Sheba, em Ramat Gan, o maior hospital do Oriente Médio

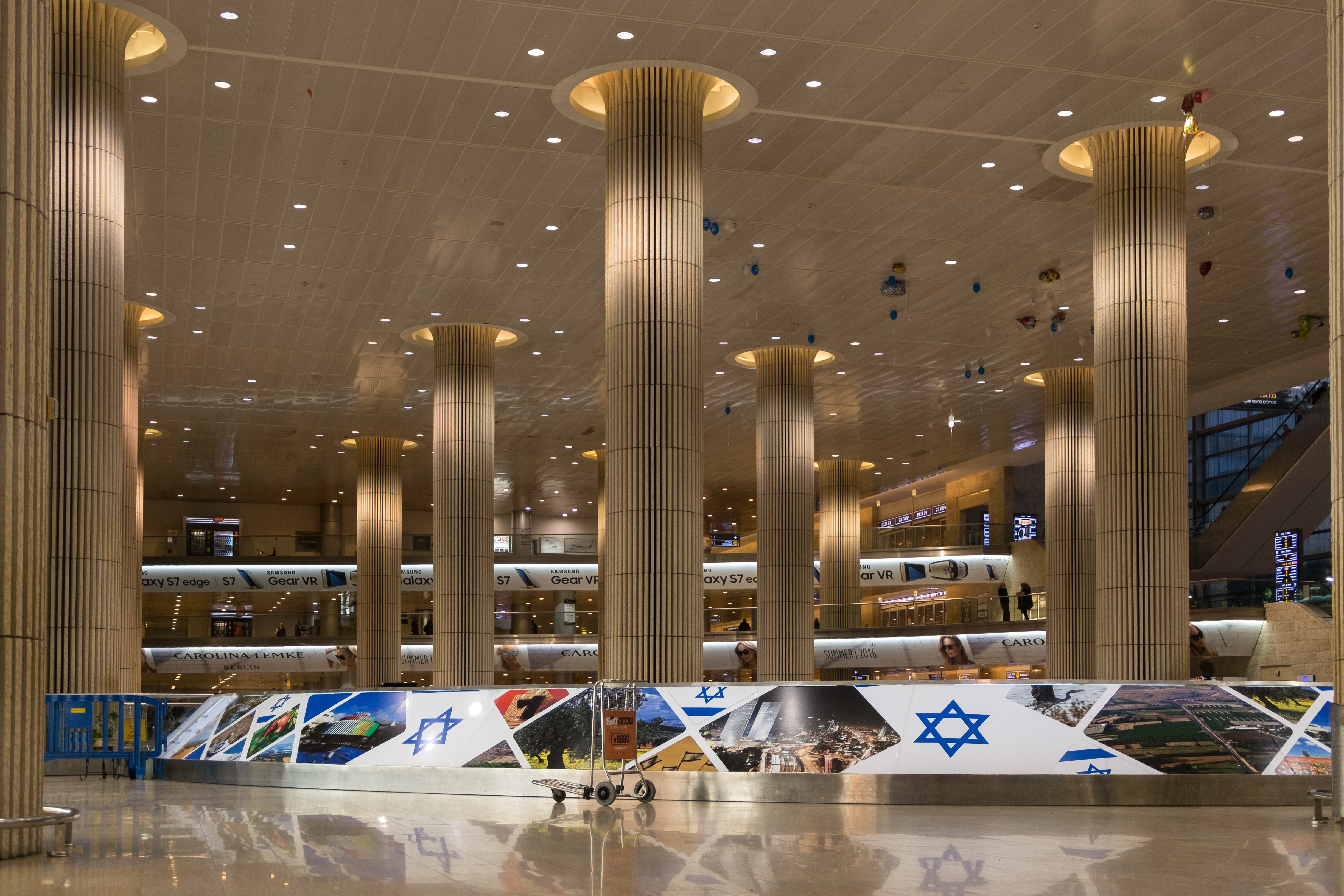
Terminal 3 do Aeroporto Internacional Ben Gurion

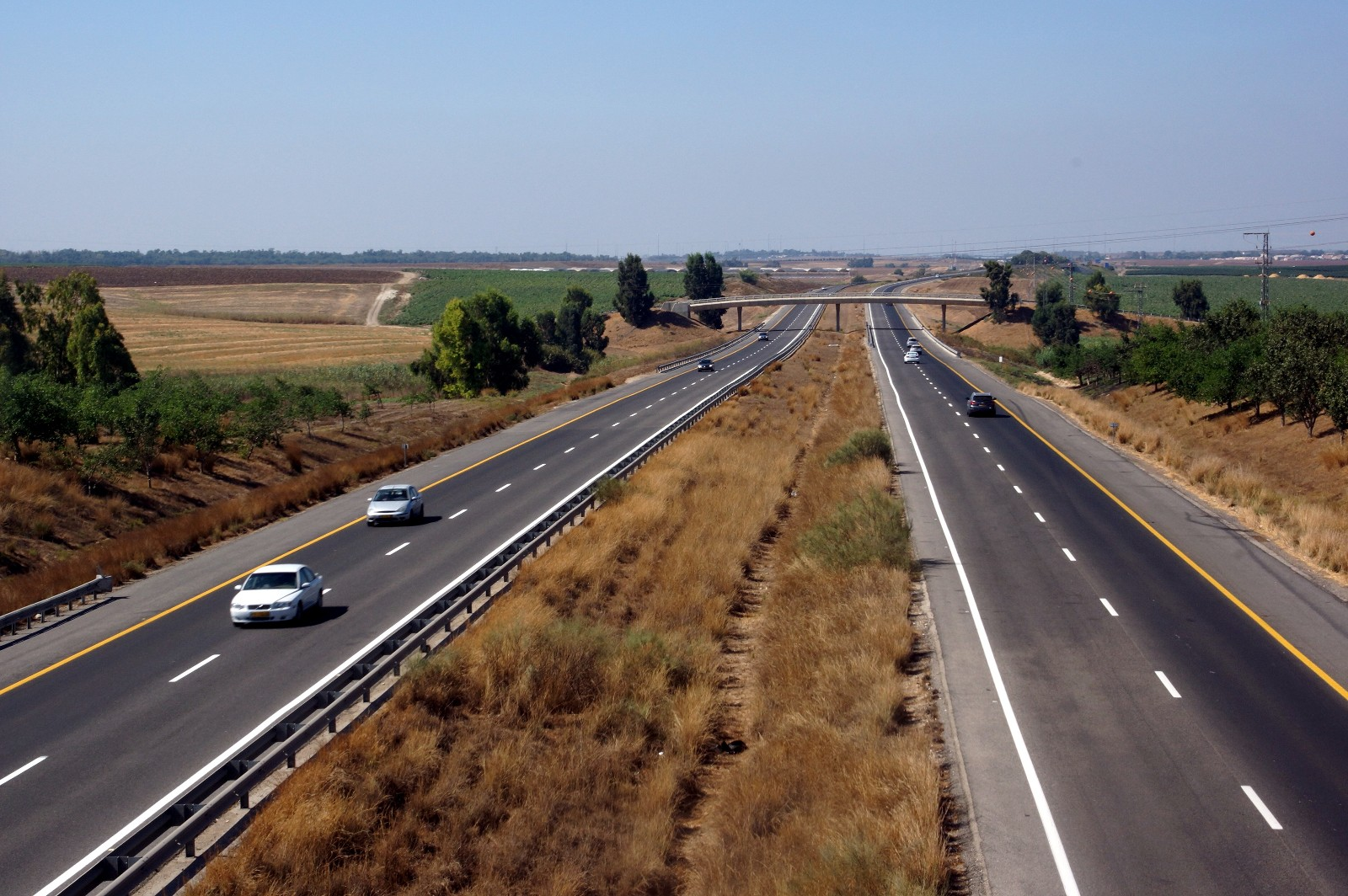
Trecho da Autoestrada 6

Israel dispõe de um sistema de cuidados de saúde universal e de contribuição obrigatória, administrado por um pequeno número de organizações financiadas pelo Estado. Todos os cidadãos de Israel têm direito constitucional ao acesso ao pacote de serviços sanitários, independentemente do tipo de contribuição que façam para o sistema, e os tratamentos médicos são financiados para todos de forma independente da condição financeira individual. Um estudo da OMS de 2000 colocou Israel no 28.º lugar na lista de países por qualidade do serviço de saúde. A lei do país que regulamenta o serviço de saúde foi colocada em vigor pelo Knesset em 1 de janeiro de 1995, tendo sido baseada nos conselhos de uma comissão de inquérito que analisou o sistema de saúde do país no final da década de 1980.
A política do governo de Israel em relação ao acesso dos cidadãos palestinianos aos cuidados de saúde em Israel tem sido a da insistir na sua cobertura pela Autoridade Palestiniana: em janeiro de 2009, após a ofensiva militar palestiniana na Faixa de Gaza, a Autoridade Palestiniana cancelou a cobertura financeira para todos os tratamentos médicos dos seus cidadãos em Israel, incluindo aos pacientes com doenças crónicas ou que necessitem de cuidados complexos não disponíveis em outros centros médicos da região, o que motivou um protesto de diversas organizações humanitárias.

### Transportes
Israel tem 18 096 km de estradas pavimentadas e 2,4 milhões de automóveis. O número de automóveis por 1 000 pessoas é de 324, relativamente baixo em relação aos outros países desenvolvidos. Israel tem 5 715 ônibus em rotas regulares, operadas por vários transportadores, o maior dos quais é Egged, servindo a maior parte do país. Ferrovias atravessam 949 km do país e são operadas unicamente pelo governo, proprietário da Israel Railways (todos os valores são de 2008). Na sequência de grandes investimentos, começando no início à meados da década de 1990, o número de passageiros de trens por ano cresceu de 2,5 milhões em 1990, para 35 milhões em 2008; ferrovias também são usadas para transportar 6,8 milhões de toneladas de carga por ano.
Israel é servido por dois aeroportos internacionais, o Aeroporto Internacional Ben Gurion, o principal hub do país para o transporte aéreo internacional perto de Telavive-Jafa, e o Aeroporto Internacional de Ovda no sul do país, bem como vários pequenos aeroportos nacionais. Os aeroportos atendem 11,1 milhões de passageiros (entradas e saídas) em 2008, sendo que 11 milhões passaram pelo Aeroporto Ben Gurion.
Na costa do Mediterrâneo, o Porto de Haifa é o maior e mais antigo porto do país, enquanto o Porto de Asdode é um dos poucos portos de águas profundas no mundo construído sobre o mar aberto. Além destes, o pequeno Porto de Eilat, situado no mar Vermelho, é usado principalmente para o comércio com países do Extremo Oriente.

## Cultura

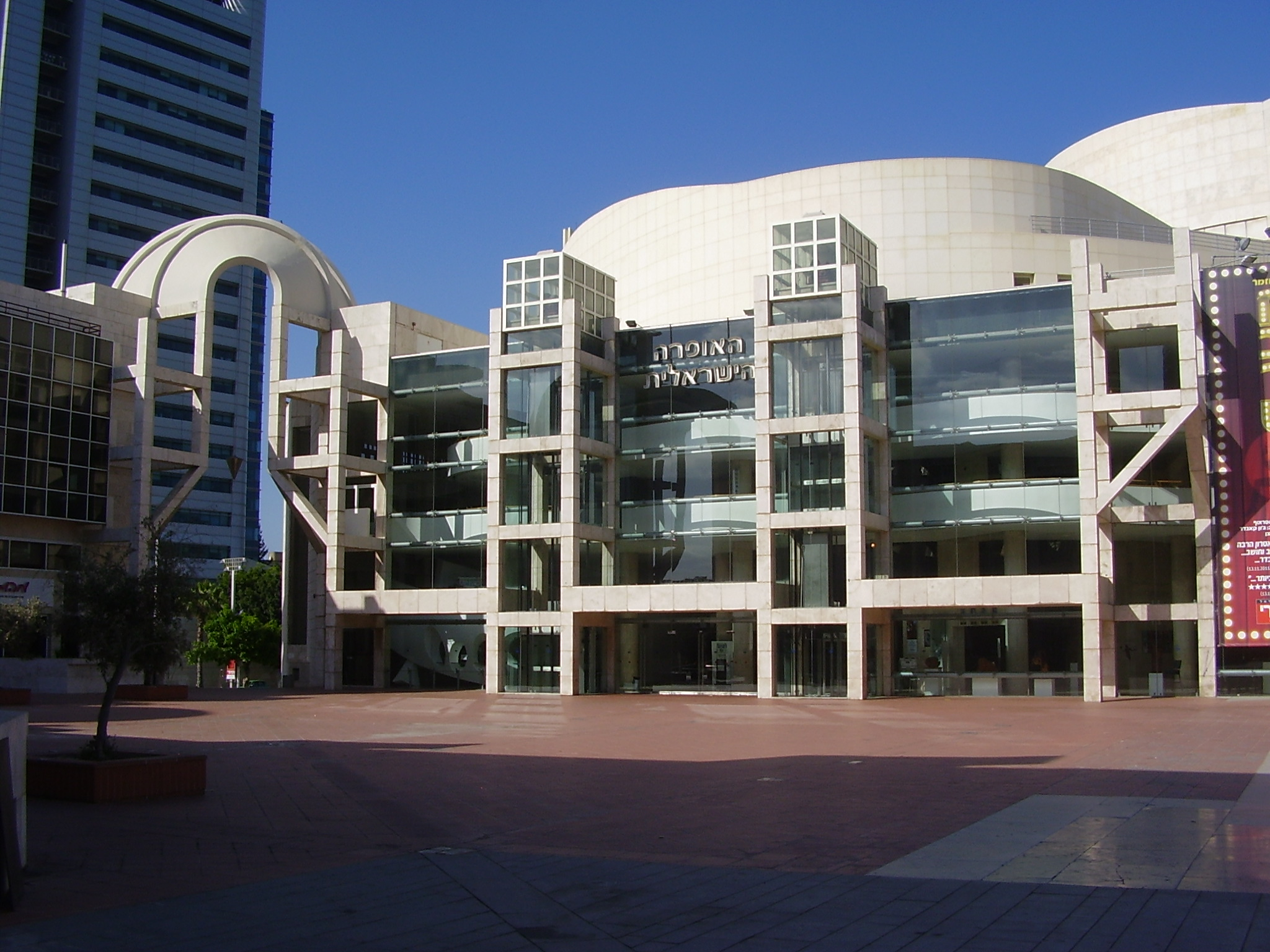
Centro de Artes Cênicas de Telavive

Israel possui uma cultura pluralizada devido à diversidade de sua população: os judeus de todo o mundo trouxeram suas tradições culturais e religiosas com eles, criando um caldeirão de crenças e costumes judaicos. Foram quatro mil anos de tradição, um século de sionismo e quase cinquenta anos como estado moderno, que também contribuíram para sua notável mescla cultural das mais de setenta comunidades que a compõem. Sua população nacional, respeitosa à cultura, tem a sua disposição a revista Ariel, que, publicada desde 1962, cobre toda a produção artística, desde a poesia à arquitetura, passando pela pintura, escultura e até a arqueologia.
Israel é o único país no mundo onde a vida gira em torno do calendário hebraico. Férias de trabalho e escolares são determinadas pelas festas judaicas, e o dia oficial de descanso é o sábado, o shabat. A substancial minoria árabe, também deixou a sua impressão sobre a cultura israelense em áreas como arquitetura, música e culinária, que tem entre seus principais pratos tradicionais, o Pessach, o Chanuká, o Charosset, o Farfel e o Kamish Broit. No cinema, ao contrário, a produção não é tão mesclada: conta, desde de seu início em 1950, a experiência e a realidade israelense.

### Cinema e teatro

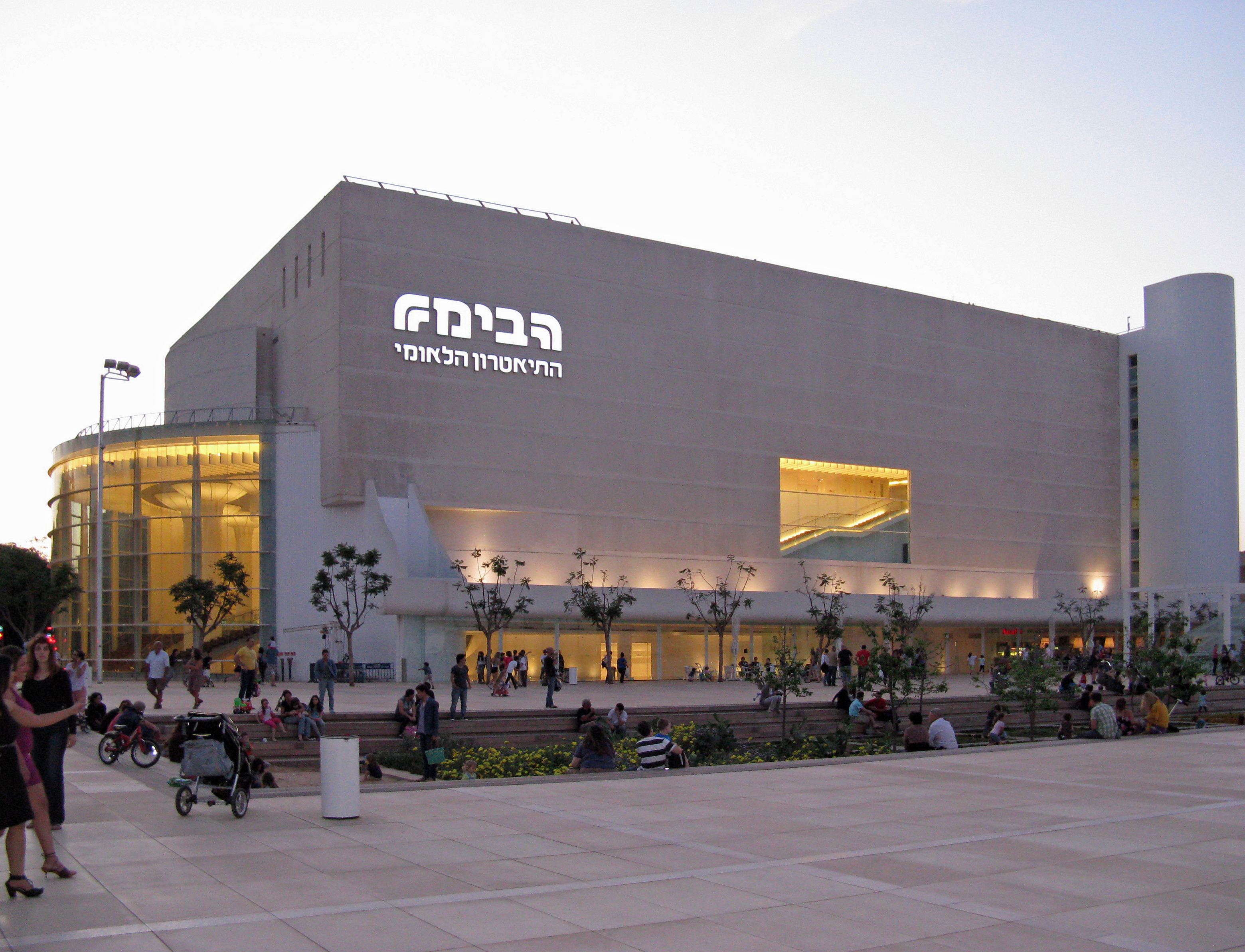
Teatro Habima, em Telavive

Nove filmes israelenses foram finalistas de Melhor Filme Estrangeiro no Oscar, desde o estabelecimento do Estado de Israel. Ajami, um filme de 2009 sobre a violência e a discriminação em um bairro judeu-árabe no sul de Telavive-Jafa, foi escrito e dirigido conjuntamente pelo palestino Scandar Copti e pelo judeu israelense Yaron Shani. Foi a terceira indicação consecutiva de um filme israelense e ganhou uma menção honrosa no Festival de Cannes. Cineastas israelenses palestinos fizeram uma série de filmes, alguns deles muito controversos, ilustrando o conflito árabe-israelense e a situação dos palestinos dentro de Israel. O filme de Mohammed Bakri, Jenin, Jenin, sobre a invasão militar israelense do campo de refugiados de Jenin, na Cisjordânia, em 2002, ganhou o prêmio de Melhor Filme no Festival de Cinema Internacional de Cartago. No entanto, em Israel, o filme foi acusado de apresentar uma versão distorcida da história. A Noiva Síria, sobre um casamento druso entre famílias de lados opostos da linha de cessar-fogo entre Israel e a Síria, nas colinas de Golã, foi dirigido por um judeu israelense (Eran Riklis), mas tinha um elenco quase totalmente druso.
Continuando as fortes tradições do teatro iídiche na Europa Oriental, Israel mantêm uma vibrante cena teatral. Fundado em 1918, o Teatro Habima, em Telavive, é o mais antigo teatro do país. Este cenário de produção teatral não existia na cultura hebraica antiga e só se desenvolveu a partir da Segunda Guerra Mundial, percorrendo os campos contemporâneo, clássico, local e importado, tradicionais e experimentais.

### Literatura e museus

Shmuel Yosef Agnon, ganhador do Prêmio Nobel de Literatura de 1966, que partilhou com Nelly Sachs

A literatura israelense é feita, principalmente, em poesia e prosa e é escrita em hebraico, como parte do renascimento do hebraico como uma língua falada desde meados do século XIX, embora um pequeno corpo de literatura é publicada em outras línguas, como o árabe e inglês. Por lei, duas cópias de todos os impressos publicados em Israel deve ser depositada na Biblioteca Nacional na Universidade Hebraica de Jerusalém. Em 2001, a lei foi alterada para incluir gravações de áudio e vídeo, e outros tipos de mídia não impressa.
Em 2006, 85% dos 8 000 livros da biblioteca nacional foi transferido para o hebraico. A Semana do Livro Hebraico (He: שבוע הספר) é realizada uma vez por ano, em junho, com feiras, leituras públicas e visitas de autores israelenses. Durante essa semana, o maior prêmio literário de Israel, o Prêmio Sapir, é apresentado. Em 1966, Shmuel Yosef Agnon partilhou o Prêmio Nobel de Literatura com a autora alemã judia Nelly Sachs.
O Museu de Israel, em Jerusalém, é uma das mais importantes instituições culturais da nação e abriga os pergaminhos do Mar Morto, juntamente com uma extensa coleção de arte europeia e judaica. O museu nacional do holocausto de Israel, o Yad Vashem, abriga o maior arquivo do mundo de informações relacionadas a este episódio. O Beth Hatefutsoth (Museu da Diáspora), no campus da Universidade de Telavive, é um museu interativo dedicado à história das comunidades judaicas de todo o mundo.
Além dos principais museus de grandes cidades, há uma grande quantidade de espaços de artes de qualidade em cidades de pequeno porte e em kibbutzim. O museu Mishkan Le'Omanut no Kibutz Ein Harod Meuhad é o maior museu de arte no norte do país.

### Culinária

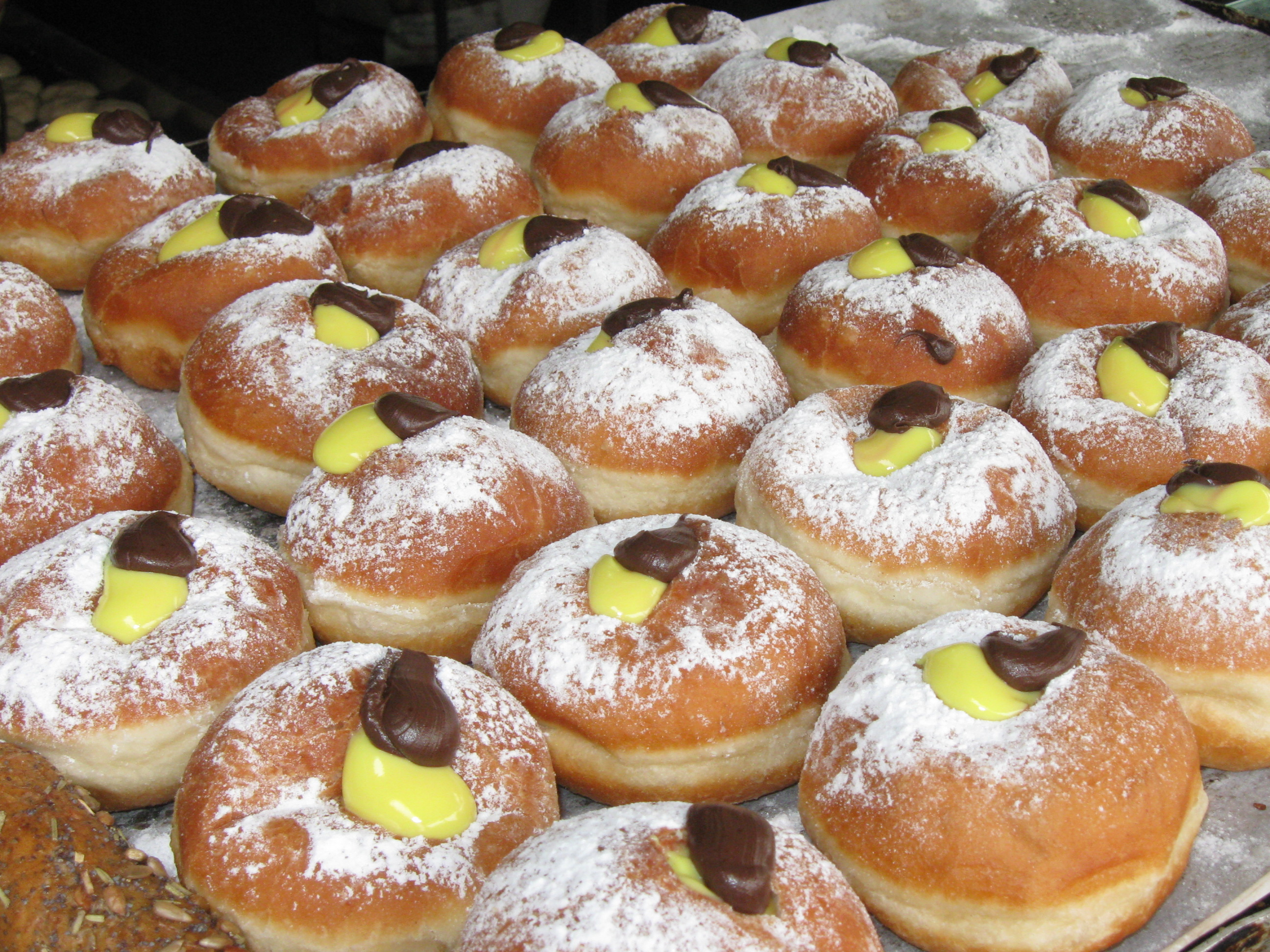
Sufganiya, doce similar ao "sonho" brasileiro

Israel dispõe de pratos da cozinha local e pratos trazidos ao país por imigrantes judeus de todo o mundo. Desde a criação do Estado em 1948, e particularmente desde a década de 1970, uma cozinha propriamente israelense se desenvolveu.
A cozinha israelense adquiriu, e continua adquirir, elementos de vários estilos da culinária judaica, em particular os estilos da culinária mizrahi, sefardita e asquenaze, junto com as influências culinárias de judeus marroquinos, iraquianos, etíopes, indianos, iranianos e iemenita. Ela incorpora também muitos alimentos tradicionalmente consumidos nas cozinhas dos estados árabes, Oriente Médio e mar Mediterrâneo, como faláfel, homus, xacxuca, cuscuz e za'atar, que se tornaram pratos essenciais em Israel.

### Belas artes
A produção artística organizada de Israel, iniciada em 1906, é um misto de culturas orientais e ocidentais, agregadas ao desenvolvimento e ao caráter individual de cada cidade, que têm na diversificada paisagem natural as principais inspirações para produzir imagem e escultura.

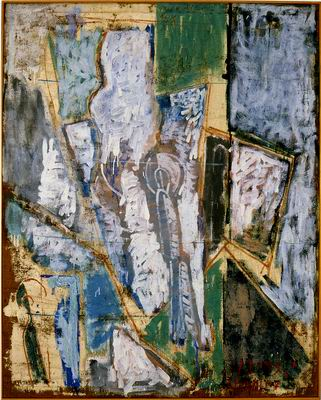
Obra de Joseph Zaritsky (1949);Museu de Israel, Jerusalém

Na pintura, a nação passou por vários períodos de produção, assim como o restante do mundo. Na busca por uma identidade, o primeiro momento foi o de criar uma arte original judaica, em uma fusão de técnicas europeias com toques de influenciado Oriente Médio. Entre os artistas da época estiveram Samuel Hirszenberg (1865–1908), Ephraim Lilien (1874–1925) e Abel Pann (1883–1963). Em 1921, ocorreu a primeira mostra artística de pintura, na Cidadela de David. Conforme a nação foi se renovando, sua produção artística modificou-se junto: durante a década de 1920 houve a produção de vanguarda; já da década de 1930, a influência foi sob a modernidade, emotiva e mística. Adiante, o Holocausto alimentou a ideologia do canaanita, que buscava identificar-se com uma identidade nacional e criar um novo povo hebreu.
Em 1948, chegou a passar por um período de obras militantes, repletas de mensagens sociais, e das chamadas "Novos Horizontes", advindas da Guerra de Independência e do espírito de libertação. Entre as décadas de 1970, 1980 e 1990, passou pelo individualismo e pela busca de sentido no que significava o espírito de Israel, em uma mescla de técnicas e emoções humanas, que ainda prevalecem. Já nas esculturas, a produção e o reconhecimento só foram possíveis devido aos esforços de alguns escultores. Influenciados pelos momentos históricos, passaram pelo cubismo e pelo canaanita, em seu princípio, conceituando modernamente o corpo humano e usando formas animais para lembrarem das paisagens rochosas do deserto. A partir da década de 1950, a produção de esculturas tomou ares mais abstratos, alimentada pela chegada do aço inoxidável e do ferro como formas de expressão. Na década seguinte, a inspiração principal era a de imortalizar a imagem daqueles que lutaram nas guerras de Israel. Com o passar dos anos, agregou a influência francesa e o expressionismo em sua evolução conceitual.
A produção fotográfica, que vive entre a fotografia de documentação e a arte fotográfica, caracterizou-se, de início, pela intimidade, contenção e preocupação com o ego. Durante o século XIX, a área produziu apenas trabalhos bíblicos, retratando locais santos. De 1880 em diante, passou-se a retratar a evolução da comunidade judaica, nos quais até prisioneiros eram inspiração. No século XX, a fotografia como expressão artística, passou a ter maior produção nacional, demonstrando características mais pessoais, confrontando a vida e a morte, de estilo formalista, minimalista e intelecto conceitual.

### Música e dança

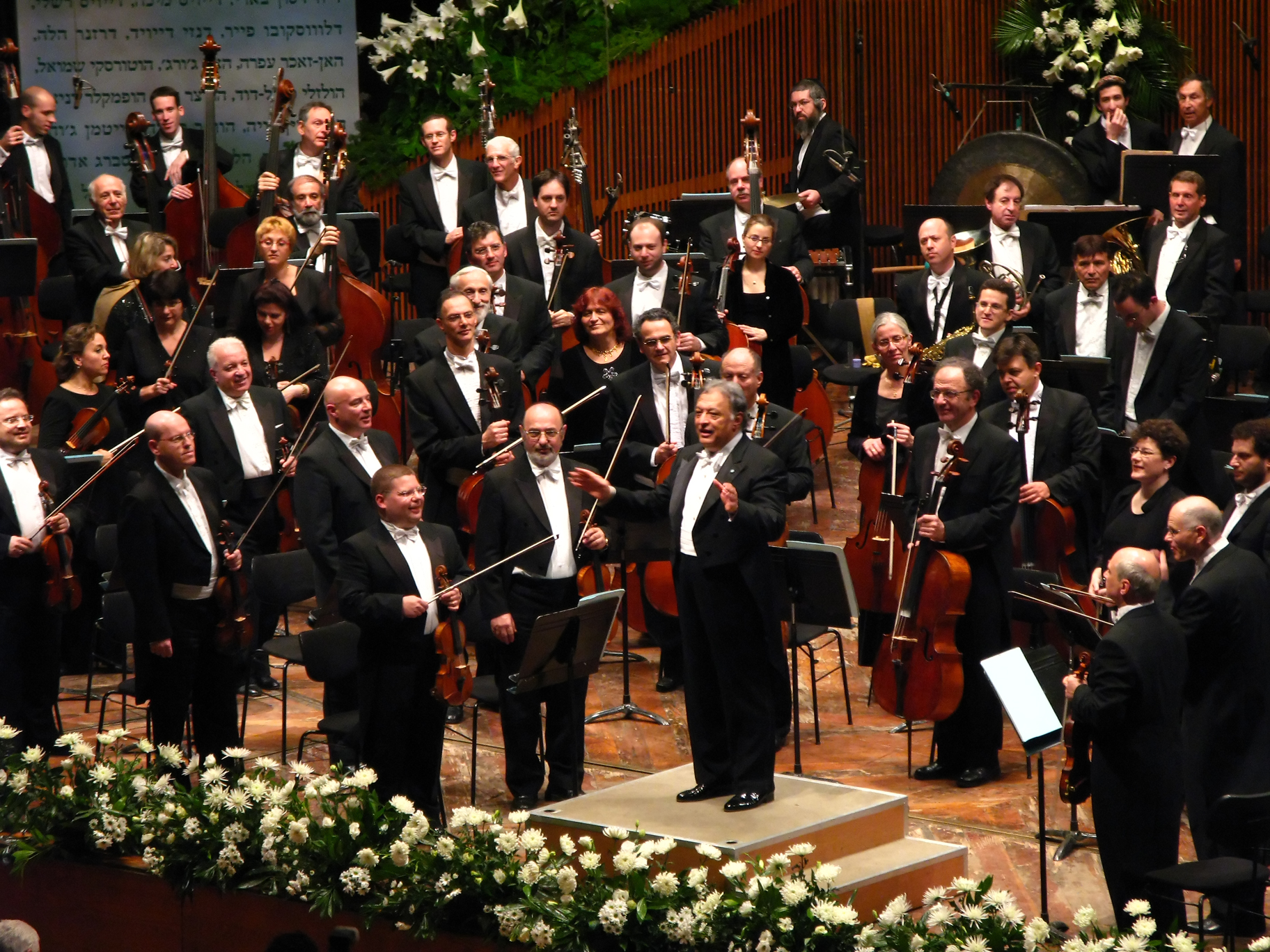
A Orquestra Filarmônica de Israel durante seu 70º aniversário

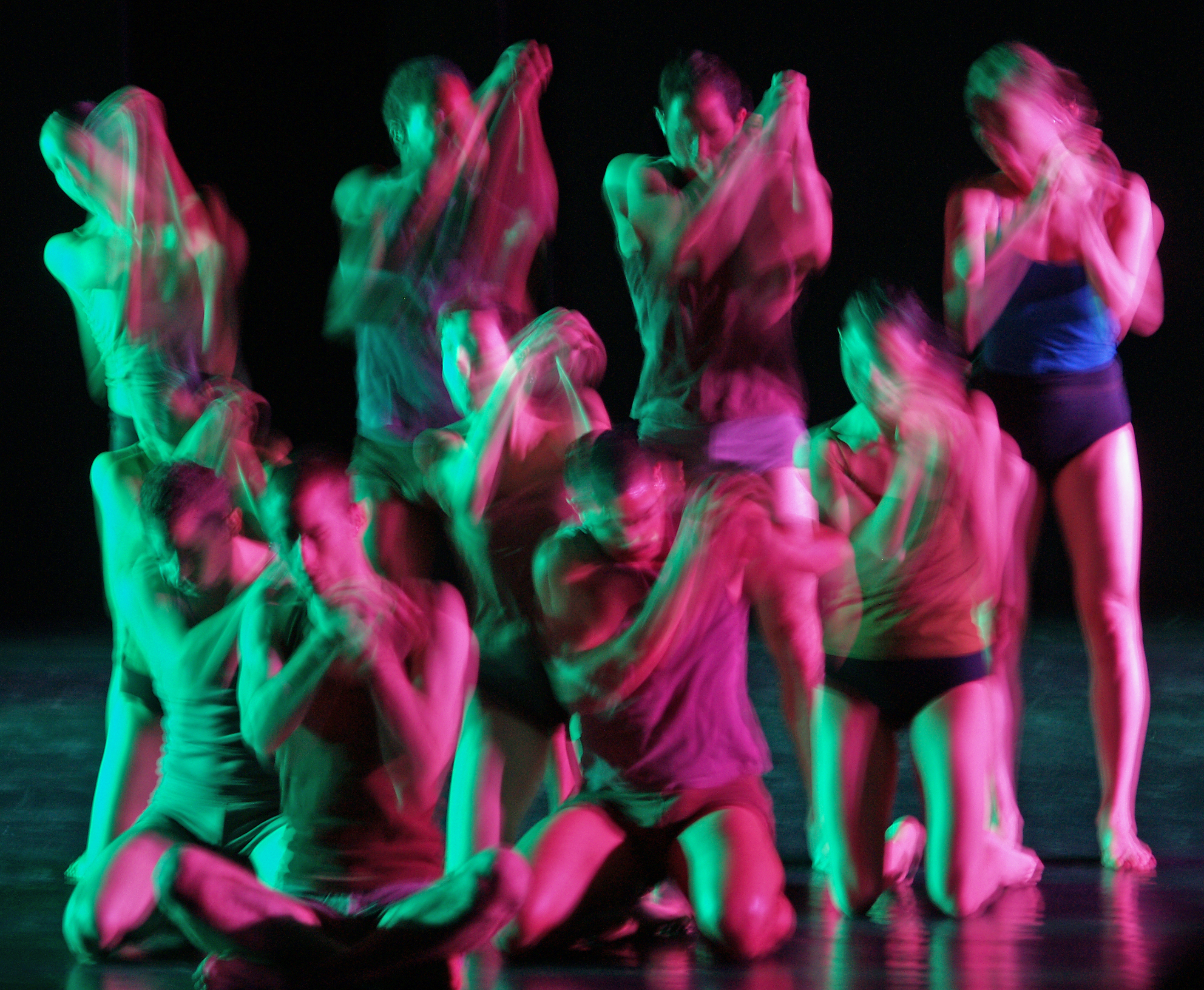
Companhia de Dança Batsheva em Telavive

A música de Israel contém influências adquiridas através de imigrantes de todo o mundo. Música iemenita, melodias chassídicas, árabes e europeias, jazz, pop, rock, reggae, rap e hip-hop são as mais presentes e influentes na produção musical contemporânea.
As canções folclóricas nacionais, conhecidas como "Sons da Terra de Israel", lidam com as experiências dos pioneiros na construção da pátria judaica. Umas das orquestras de maior renome do mundo é a Filarmônica de Israel, fundada há mais de sete décadas, que realiza mais de duzentos concertos por ano em todo o mundo. Israel produziu também muitos músicos de qualidade, alguns de estrelato internacional e na categoria de virtuosos: Itzhak Perlman, Pinchas Zukerman e Ofra Haza. Arik Einstein, Yardena Arazi, Ishtar, Idan Raichel e Naomi Shemer são outras das estrelas israelenses. O Estado tem participado do Festival Eurovisão da Canção quase todos os anos desde 1973, no qual conquistou a competição por três vezes e a sediou por duas. A cidade de Eilat realiza seu próprio festival de música internacional, o Festival de Jazz do mar Vermelho, todos os verões desde 1987. O país também é visto como um ícone da música eletrônica, com DJ's bem conceituados, como Sesto Sento, Offer Nissim e Infected Mushroom.
Acompanhando a produção musical, está a dança, que, em Israel, divide-se entre a artística e a folclórica. Considerada uma expressão de alegria, a dança faz parte das celebrações religiosas, nacionais, comunitárias e familiares. A ramificação folclórica é um misto de tradição judaica e não judaica, cultivada desde os idos de 1940, e apresenta-se em constante desenvolvimento, entre as fontes históricas e as modernas, misturando estilos bíblicos e contemporâneos, não servindo apenas para manter as tradições. Já a artística foi introduzida na década de 1920, por professores e praticantes fiéis vindos da Europa. Cada grupo nascido no país atingiu alto nível profissional de seus estilos próprios, das quais destacam-se seis grandes companhias: o Teatro de Dança Inbal, a Companhia de Dança Batsheva, a Companhia de Dança Bat-Dor, a Companhia de Dança Contemporânea do Kibutz, o Balé de Israel e o Koll-Dmamá.

### Esportes

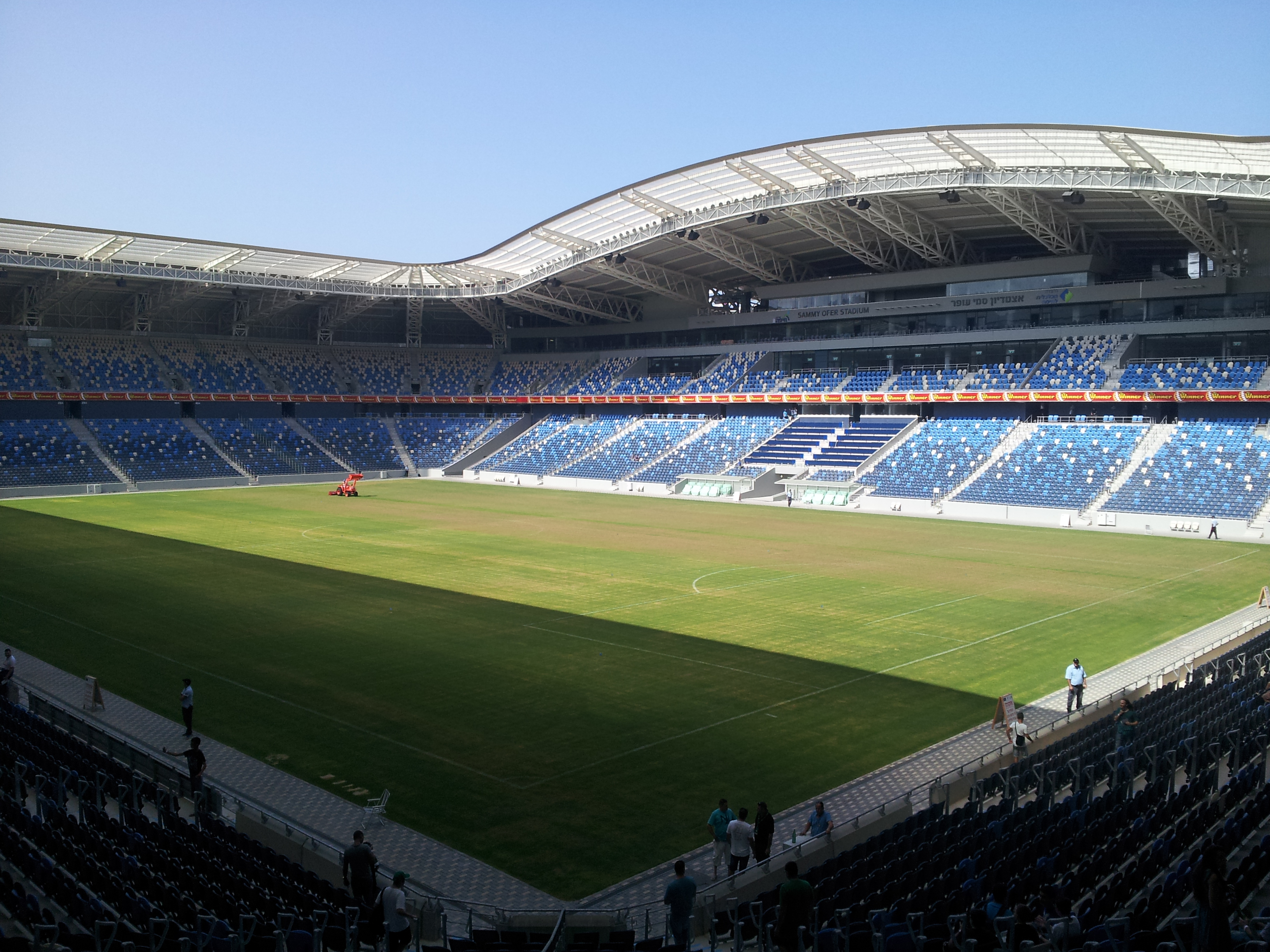
Estádio Sammy Ofer, em Haifa

O esporte e a aptidão física nem sempre tiveram um papel importante na cultura judaica. A aptidão física, que foi valorizada pelos antigos gregos, era vista como uma indesejável intromissão de valores helenísticos na cultura judaica. Maimónides, que era simultaneamente rabino e médico, enfatizou a importância da atividade física e de se manter o corpo em forma. Esta abordagem recebeu um grande impulso no século XIX a partir da campanha de promoção da cultura física de Max Nordau, e no início do século XX, quando o Rabino-Chefe da Palestina, Abraão Isaac Kook, declarou que "o corpo serve a alma, e apenas um corpo saudável pode garantir uma boa alma".
A Macabíada Mundial, um evento no estilo olímpico para atletas judeus, teve a sua primeira edição na década de 1930, e desde 1957 é realizada a cada quatro anos. Os esportes mais populares em Israel são o futebol e o basquetebol. Em 1964, Israel sediou e venceu a Copa da Ásia de Futebol.

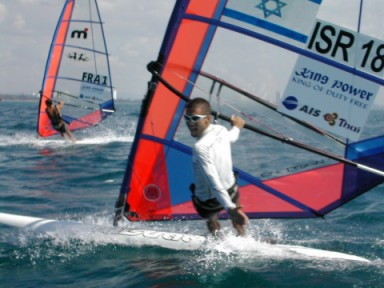
O windsurfer Gal Fridman foi o vencedor da primeira medalha olímpica de ouro de Israel

Na década de 1970, Israel foi excluído dos Jogos Asiáticos de 1978 como resultado da pressão exercida pelos países participantes do Oriente Médio. A exclusão levou Israel a mudar da Ásia para a Europa deixando de participar das competições asiáticas. Em 1994, a UEFA concordou em reconhecer Israel e todas as organizações de futebol do país como competidores na Europa. A Ligat ha'Al é a liga de futebol do país e a Ligat HaAl é a liga de basquete. O time Maccabi Tel Aviv BC ganhou o campeonato europeu de basquetebol cinco vezes. Bersebá tornou-se um centro nacional de xadrez e lar de muitos campeões deste esporte da antiga União Soviética, sendo a cidade com mais grandes mestres de xadrez em todo o mundo. A cidade sediou o Campeonato Mundial de Xadrez por Equipes em 2005, e este esporte é ensinado nas creches da cidade. Em 2007, o israelense Boris Gelfand empatou em segundo lugar no Campeonato Mundial de Xadrez.
Até agora, Israel conquistou treze medalhas olímpicas, tendo a primeira sido nos Jogos de 1992, incluindo uma medalha de ouro no windsurf nos Jogos Olímpicos de Verão de 2004. Em Jogos Paraolímpicos é classificado na 15ª posição no quadro geral de medalhas, pelas mais de cem medalhas de ouro já conquistadas. Os Jogos Paraolímpicos de Verão de 1968 foram sediados pela nação.

### Feriados e eventos
| Feriados e eventos de Israel      | Feriados e eventos de Israel             | Feriados e eventos de Israel | Feriados e eventos de Israel            |
| Data                              | Nome em português                        | Nome local                   | Datas possíveis (calendário gregoriano) |
| --------------------------------- | ---------------------------------------- | ---------------------------- | --------------------------------------- |
| 1 de tishrei                      | Ano Novo                                 | ראש השנה Rosh Hashaná        | Entre 6 de setembro e 5 de outubro      |
| 10 de tishrei                     | Dia do Perdão                            | יום כיפור Yom Kipur          | Entre 15 de setembro e 14 de outubro    |
| 15 de tishrei                     | Festa das Cabanas/Festa dos Tabernáculos | סוכות Sucot                  | Entre 20 de setembro e 19 de outubro    |
| 22 de tishrei                     | Reunião do Oitavo Dia                    | שמיני עצרת Shemini Atzeret   | Entre 27 de setembro e 26 de outubro    |
| 25 de kislev                      | Festival das Luzes (primeiro dia)        | חנוכה Chanucá                | Entre 27 de novembro e 26 de dezembro   |
| 14 de adar (15 em alguns lugares) | Lembrança da vitória de Ester            | פּוּרִים Purim                  | Entre 25 de fevereiro e 26 de março     |
| 15 de nissan                      | Páscoa (primeiro dia)                    | פסח Pessach                  | Entre 27 de março e 25 de abril         |
| 21 de nissan                      | Páscoa (sétimo e último dia)             | פסח Pessach                  | Entre 2 de abril e 1 de maio            |
| 27 de nissan                      | Dia da Lembrança do Holocausto           | יום השואה Yom HaShoá         | Entre 8 de abril e 7 de maio            |
| 4 de iar                          | Dia de Lembrança dos Soldados Caídos     | יום הזכרון Yom HaZikaron     | Entre 15 de abril e 14 de maio          |
| 5 de iar                          | Dia da Independência                     | יום העצמאות Yom Ha'atzma'ut  | Entre 16 de abril e 15 de maio          |
| 18 de iar                         | Trigésimo-terceiro dia do Omer           | ל"ג בעומר Lag BaÔmer         | Entre 30 de abril e 28 de maio          |
| 28 de iar                         | Dia de Jerusalém                         | יום ירושלים Yom Yerushalayim | Entre 9 de maio e 7 de junho            |
| 6 de sivan                        | Festa das Colheitas (Pentecostes)        | שבועות Shavuot               | Entre 16 de maio e 14 de junho          |